# Petőfi Sándor
Petőfi Sándor (született Petrovics Sándor, Kiskőrös, 1823. január 1. – Fehéregyháza környékén, 1849. július 31.) magyar költő, forradalmár, nemzeti hős, a magyar költészet egyik legismertebb és egyik legkiemelkedőbb alakja. Rövid élete alatt közel ezer verset írt, ebből körülbelül nyolcszázötven maradt az utókorra; az ismertebbeket számos nyelvre lefordították.
A tanulást tizennyolc esztendős korában abbahagyva színész lett, és ekkor kezdett verseket írni. 1844-től élt Pesten, majd 1846-tól baráti körével irodalmi társaságot szervezett. Fiatal kora ellenére ekkorra már országos ismertségre tett szert. A „márciusi ifjak” egyik vezetőjeként részt vett az 1848. március 15-i forradalomban, amelynek valóságos szimbólumává vált. A 26 éves költő ezután bekapcsolódott a szabadságharc küzdelmeibe, melynek során – a történettudomány mai álláspontja szerint – életét áldozta hazájáért, a magyar szabadságért: 1849. július 31-én, a segesvári csatát követő fejvesztett menekülés közben, amikor a Szkarjatyin tábornok halálán felbőszült kozák ulánusok az üldözött honvédeket kíméletlenül lemészárolták, ő is elesett. Eltűnésének pontos körülményei azonban tisztázatlanok.
Petőfi a magyar romantika kiteljesítője, aki koráig ismeretlen témákat honosított meg a magyar költészetben: nála jelent meg először a családi líra, szerelmi költeményeiben a hitvesi, házastársi szerelem ábrázolása, tájköltészetében pedig a „puszta” a magyar Alföld méltó rajza. Ő írt először verseiben a „világszabadság”-ról, és általa teljesen új hang szólalt meg a magyar irodalomban. Közérthetően, egyszerűen szólt mindenkihez, hiszen a nép nyelvét beemelte az irodalomba, és a forma helyett a gondolati tartalmat állította középpontba.
Számos versét úgyszólván minden magyar ismeri.  János vitéz című elbeszélő költeményéből daljáték, bábelőadás, rajzfilm és rockopera is készült. Legismertebb költeménye a Nemzeti dal, amely az 1848. március 15-i forradalom máig ható üzenete és a magyar hazafias költészet kiemelkedő alkotása. Emlékét Magyarországon és a Kárpát-medence magyarlakta helységeiben több múzeum és emlékház, valamint számtalan utcanév, szobor és emléktábla őrzi.
Külföldön Petőfi a legismertebb magyar költő mindmáig. Ő az istenek magyar kedvence. Mindent megkapott, hogy nagy költő lehessen: tehetséget, történelmet, sorsot. Huszonhat évet élt, s világirodalmi rangú s méretű életmű maradt utána, mely korfordulót jelentett nemzete irodalmában.

## Életrajz

### Származása, gyermekkora

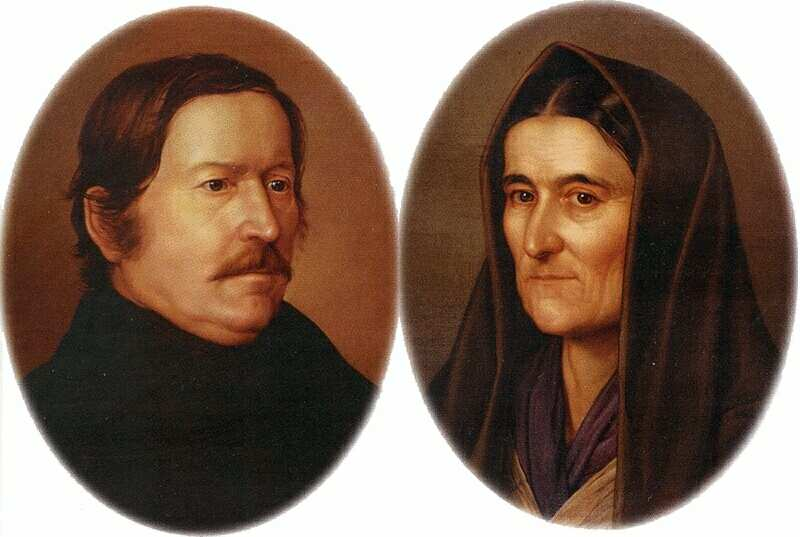
A költő szülei, Orlai Petrich Soma festménye

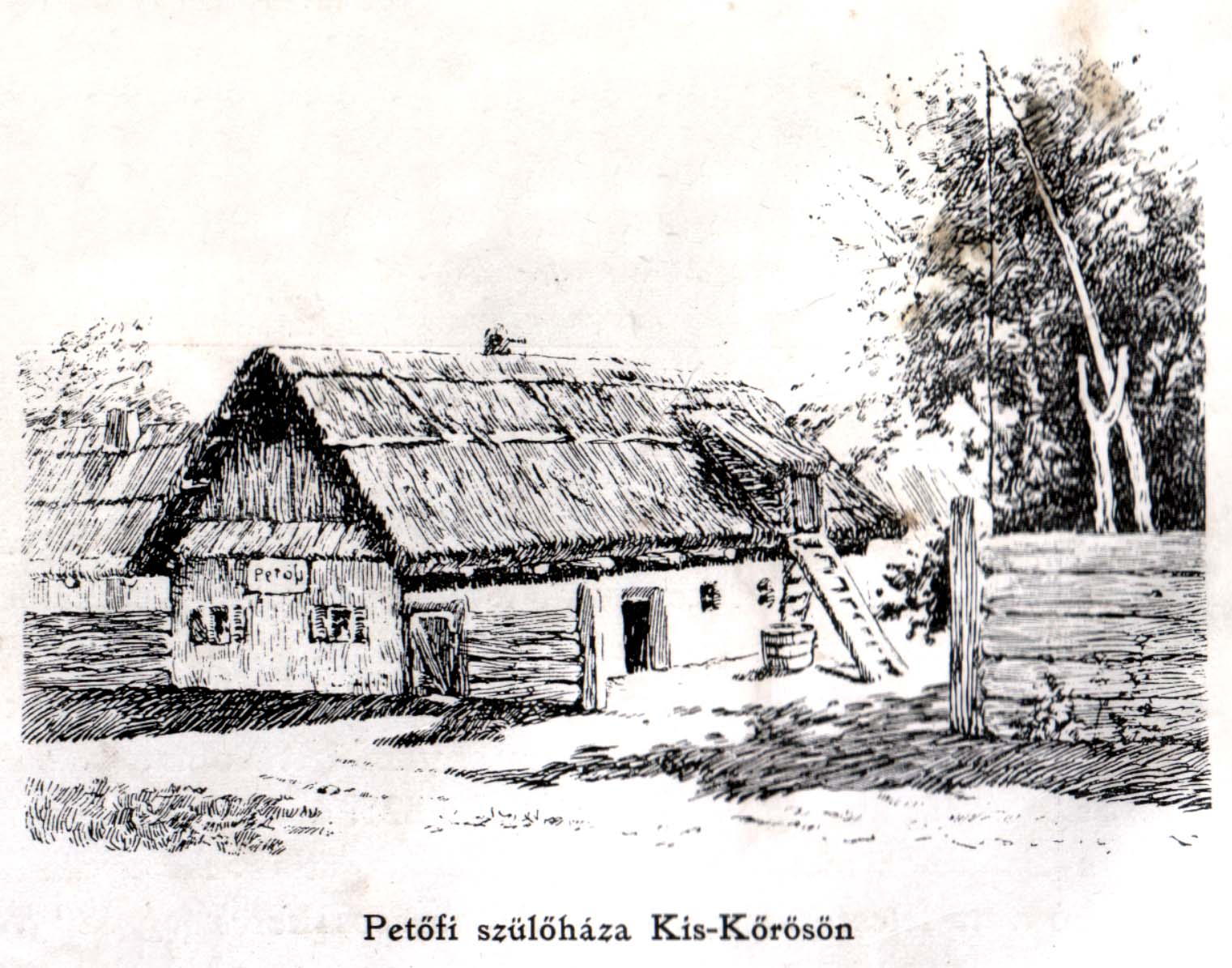
Petőfi szülőháza Kiskőrösön, Petőfi Album (1907)

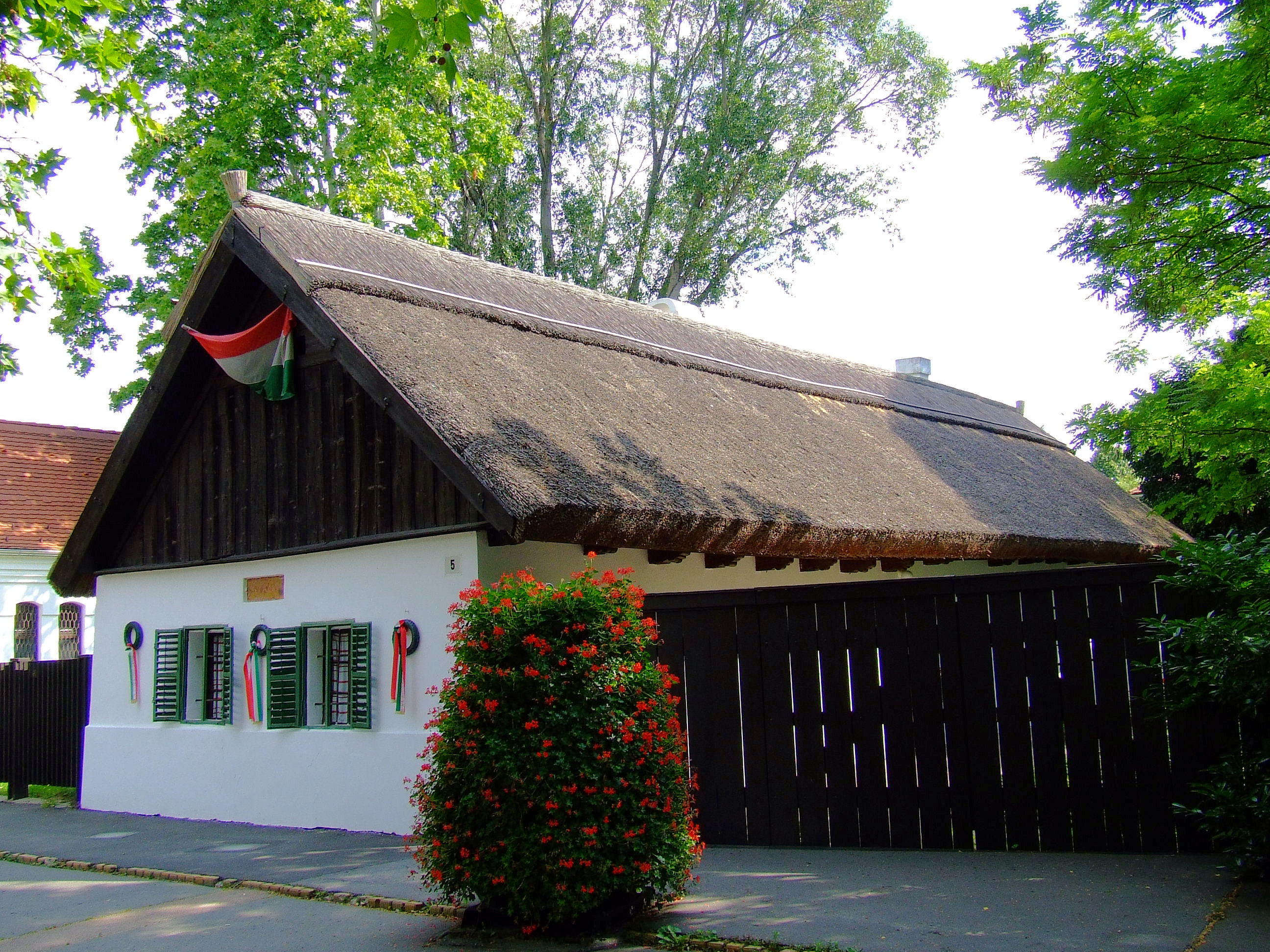
Petőfi szülőháza Kiskőrösön (2007)

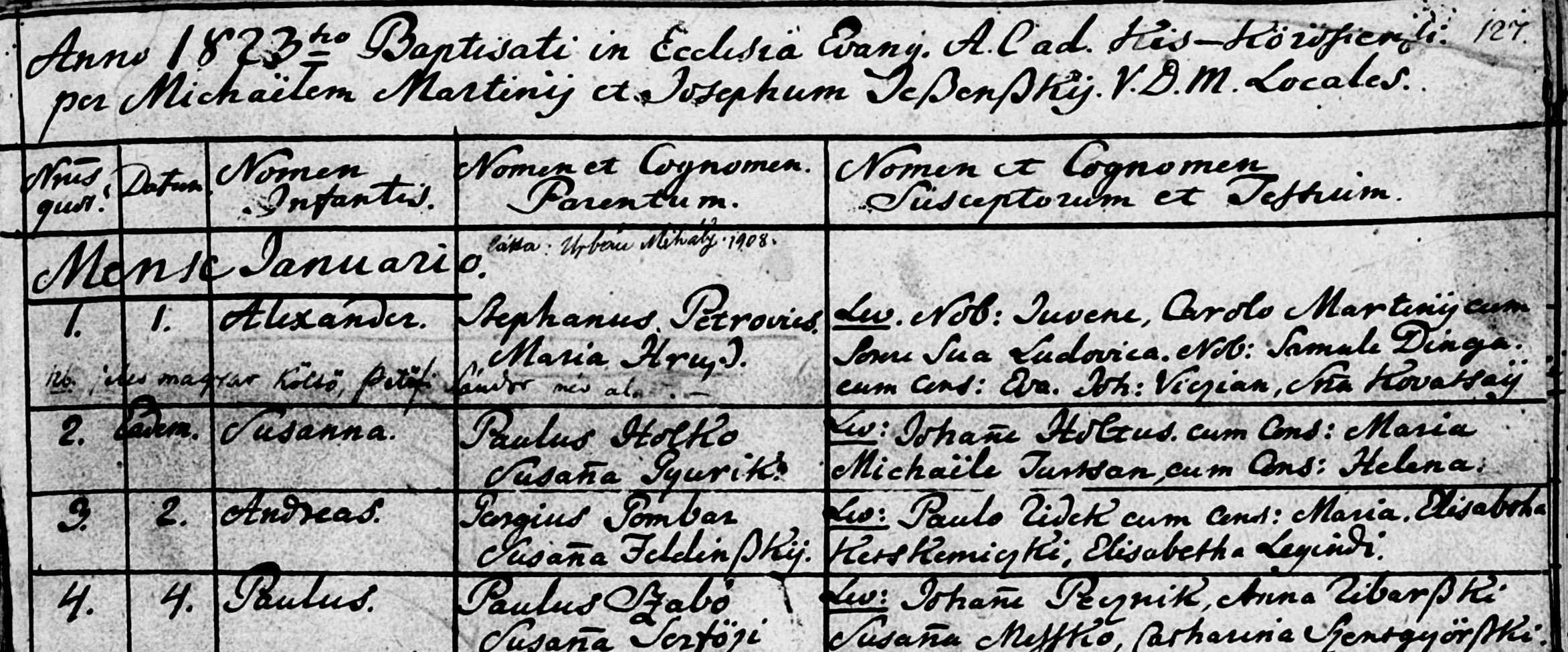
Az újszülött Alexander Petrovics keresztelési bejegyzése a Kiskőrösi Evangélikus Egyházközség keresztelési anyakönyvében (IV. kötet /1814–1838/, 127. o.)

Édesapja Petrovics István (Kartal, 1791. augusztus 15. – Pest, 1849. március 21.) mészárosmester, felvidéki szlovák családból származott (a közhiedelemben elterjedt szerb származással szemben), de ő magyarnak vallotta magát. Apjának szlovák származását valószínűsíti annak evangélikus vallása (a szerbek általában ortodoxok), illetve Kiss József és Jakus Lajos kutatásai, akik apai ágon 1685-ig, a Nyitra vármegyei Vagyócig vezették vissza Petőfi származását. Vagyis a Petrovicsok csakúgy Felvidékről származnak, mint az anyai ág, amely a Turóc vármegyei Necpál községből ered. Apai nagyapja Petrovics Tamás, aki 1770-ben 26 évesen költözött el Aszódra.
Apai ágon a család őse Petrovics Márton, 1667. május 30-án, I. Lipót királytól nemességet nyert, amelyet 1668. március 30-án Nyitrán hirdettek ki; ez a nemesi levél 1835-ben még megvolt Petőfi apjánál. Nemesi származásáról tudott a költő is, de felnőttként mint demokrata deklaráltan nem élt nemesi jogaival, teljesen azonosítva magát a néppel.
Anyai nagyapja, Hrúz János, tehetős redemptus, aki Kecskemét város tekintélyes polgára volt. Édesanyja, Hrúz Mária (Necpál, 1791. augusztus 26. – Pest, 1849. május 17.) férjhezmenetele előtt mosónőként és cselédként dolgozott a maglódi evangélikus lelkésznél, Martiny Mihálynál. Szlovák anyanyelvű volt, a magyar nyelv használatára csak asszonykorában tért át. Arany J. emlékezete szerint „nem mindig ejtette tisztán a magyar szót, de folyvást beszélte”.
Petrovics István és Hrúz Mária valószínűleg Maglódon ismerkedtek meg, és 1818. szeptember 15-én Aszódon kötöttek házasságot. Mikulás Dániel evangélikus lelkész eskette őket, és feleségével mindketten az evangélikus vallást gyakorolták. Petrovics ekkor szabadszállási kocsma- és mészárszékbérlő volt, majd 1821-ben Kiskőrösre költöztek. 1822–24-re a családfő kibérelte a kiskőrösi mészárszéket, és ott lakott feleségével együtt, így született ott meg első gyermekük, Sándor.
Petőfi Sándor az 1822. december 31-éről 1823. január 1-jére virradó éjszakán született. Kiskőrösön keresztelték meg január 1-jén az evangélikus vallás szerint. A gyermek születésekor oly gyengécske volt, hogy egy emlékező szerint „spirituszban fürdették, hogy megmaradjon”. Egyetlen testvére, öccse, Petőfi István 1825-ben született.
Apjának a kiskőrösi bérlet elég jól jövedelmezett. A hároméves ciklus leteltével, 1824. október 14-én a nagyobb kiskunfélegyházi székbérletre vállalkozott, és családjával együtt oda is költözött. A család anyagi helyzete itt még biztonságosabb lett, és Petőfi vidám és boldog gyermekkort élhetett, amelynek emlékei később is mindig édes érzéssel töltötték el szívét. Petőfi e várost Szülőföldemen (1848) című költeményében születése helyének nevezte, e szavai később sok vitára adtak okot a két település, Kiskőrös és Kiskunfélegyháza, illetve a költő életrajzának kutatói között is. A család először meglehetősen jó vagyoni körülmények között élt. Petrovics István ügyes vállalkozó volt, a mészárszék mellett kocsmát bérelt és működtetett. A család anyagi felemelkedésének helyszíne egy ideig Kiskunfélegyháza volt. A családfő fenntartott két mészárszéket Kiskunfélegyházán, illetve Szabadszálláson, több ingatlan tulajdonosa volt, saját földjeiken és bérelt földeken is gazdálkodott.

### Petőfi születési helyének és időpontjának kérdése
1857-ben alakult ki először vita Petőfi szülőhelyével kapcsolatban, addig Szabadszállást fogadták el, Ferenczy Jakab és Danielik József 1856-os Magyar írók életrajz-gyűjteményében is ez szerepel. Kiskőrös csak ekkor merült fel először. Később szóba került Félegyháza, Kunszentmiklós és Dunavecse is. A kortársak is különbözőképpen jelölik meg a költő születési helyét. Ferenczi Zoltán szerint Félegyházán született, Gyulai Pál 1854-ben szintén úgy nyilatkozott, hogy Petőfi Félegyházán látta meg a napvilágot. Jókai Mór, a költő barátja hol Szabadszállást, hol Kiskőröst emlegette. Petőfi színésztársa, Szuper Károly tudomása szerint félegyházi születésű volt a költő. Barátai és tanulótársai Szabadszállást és Félegyházát emlegették. Arany János tudomása szerint Petőfit csak keresztelték Kiskőrösön, de nem ott született. Petőfi István 1867-ben nem zárta ki, hogy bátyja akár Félegyházán is születhetett. Várady Antal 1872-ben úgy emlékezett vissza, hogy Petőfi többször is említette neki, hogy Kiskőrösön született, hozzátéve, hogy a költő „Soha még tréfából sem hazudott […] születéshelyéül folyvást Kis-kőröst állította”. Gyulai Pál szerint Kiskőrös mellett szóltak azon okmányok, melyek azt bizonyították, hogy Petrovics István a helyi mészárszéket bérelte, a szülők pedig 1821 és 1824 között ott laktak. Ennek ellentmond, hogy az 1823-as összeíráskor Petrovics Istvánt Szabadszálláson vették lajstromba. 1922-ben Katona Géza nyugalmazott pécsi tanügyi főtanácsos Hol született Petőfi? című cikkében Szabadszállás mellett állt ki. Az irodalomtörténet Kiskőröst fogadta el Petőfi születési helyeként. Kiskőrös mellett szól az a feltételezés is, hogy nem szerencsés 45 km-t megtenni a havas rónán egy újszülöttel, ezért a szülők a szülést megelőző pár napban már Kiskőrösre mehettek át.
Petőfi maga különböző helyeket jelölt meg a saját maga által kitöltött okmányokban, így a selmeci líceumba való beiratkozásnál Kiskőröst vallotta szülőhelyének, míg a selmecbányai Magyar Társaság könyvébe szabadszállásiként írta be magát. Amikor 1839 szeptemberében Sopronban jelentkezett katonának, öregítette magát, 1821-es születési évet diktált be, hogy felvegyék, születési helyeként pedig Kiskőrös szerepel.
A szabadszállási születést erősítik meg a költő rokonai is, köztük Baky Józsefné Herpai Zsuzsanna (1852–1947), és az ő testvére, Herpai János (1856–1942), akiknek Petőfi unokabátyjuk volt. Szüleik és nagyszüleik azt mondták nekik, hogy Petőfi Szabadszálláson született az Izsáki úton. Herpai János elmondta, hogy csak később jelölték meg Kiskőröst szülőhelyként. A rokonok felmenőinek visszaemlékezései alapján Petőfit csak keresztelni vitték Szabadszállásról Kiskőrösre. Berta Sándorné bábaasszony maradt Petrovicsnéval otthon és Höss Józsefné bábaasszony vitte magával a gyermeket, Pandur József későbbi főbíró hajtotta a lovakat. A költő dajkája Pőcze Györgyné volt. Némelyek úgy emlékeznek, hogy a kisdedet gyenge fizikuma miatt kellett sürgősen megkeresztelni, míg más beszámolók szerint a vallási viszályok miatt a református pap nem volt hajlandó evangélikus gyereket keresztelni. A harmadik magyarázat szerint azért vitték Kiskőrösre Martiny Mihályhoz, mert Petrovicsné korábban nála szolgált Maglódon.
1857-ben Petőfi István levelet küldött Brünnből, melyben az alábbiakat írta: "Sárkány János úrnak tökéletes igaza van, minthogy a keresztelési anyakönyv nem hibázhatik. Sándor Kiskőrösön született 1822. év december 31-én, pontosan éjféli 12 órakor." Az a feltételezés, hogy a keresztszülők meghívásához is időre volt szükség, szintén arra utal, hogy a költő 1822 decemberének végén születhetett.
Kiss Béla tanító 1935-ben száztíz éves okiratok között talált egy Kiskörös tanácsa által 1823. január 5-én Mihalik György mészároslegény számára kiállított papírt, aki segédként dolgozott ekkor Petrovics Istvánnál. Arra is rábukkant, hogy Kiskörös 1824. évi kiadási könyvében az szerepel, hogy a három évre szóló székbérletet Petrovics 1822-től 1824-ig bírta. Kiss szerint ezzel bizonyítást nyert, hogy a költő születésének idején Kiskőrösön lakott a család.
Molnár Péterné 2012-es tanulmányában amellett érvelt, hogy Petőfi Sándor saját vallomása szerint Szabadszálláson született.

### Tanulóévei
Petőfi eleven, elmés, kissé makacs, de jószívű gyermek volt. Kemény apja szigorúsággal, anyja gyöngédségével vezette. Édesapja lehetőségeihez mérten megpróbálta a legjobb iskoláztatást biztosítani gyermekeinek. Az ifjú Petőfi összesen kilenc iskolában tanult, már ötévesen koptatta az iskolapadot. Félegyházán ment először iskolába, de csak vendégként járt be a római katolikus elemibe egy ideig 1828 elején. Már ezt megelőzően oktatták olvasásra és rajzra, a rajzhoz később is kedvet mutatott. Ezután három évig Kecskeméten tanult: először 1828. május 10-én vitte apja az evangélikus népiskolába, ott íratta be 1829. május 10-én a második, illetve 1830. május 15-én a harmadik elemibe is. Az intézményben már némi latint is tanult. Szállása Habel Józsefnél volt, aki akkor az öreg Petrovics félegyházi és kecskeméti mészárszékének haszonbérlőtársa volt. Vakációzni haza, vagy kiskőrösi rokonaihoz járt.
1830-ban szülei Félegyházáról hat évi ott lakás után Szabadszállásra költöztek vissza, ahol félegyházi keresetükből meglehetősen szép vagyont, házat és földet szereztek. A harmadik iskolai évet nem is fejezte be Petőfi Kecskeméten, apja 1831 elején hazavitte Szabadszállásra, ahol akkor Ujlaky István református rektor algimnáziumra készítette fel a fiúkat.
1831. szeptember 28-án apja a dunántúli Sárszentlőrincre küldte fiát az evangélikus algimnáziumba, ott két évet töltött mint donatista tanuló. Tanára, Lehr András főleg a latin nyelvet és szépírást tanította nagy kedvvel, és Petőfi mindkettőben kitűnt. Szerette ezt az iskolát, és boldog gyermekkora volt: szülei gondosan ellátták, szállása a község legjobb családjainál volt, és bár már ekkor szeretett érzelmeibe merülni, szívesen részt vett diáktársainak, főleg a kissé nagyobbaknak játékaiban is. Ekkor barátkozott össze Sass Istvánnal is. A második évben Németh Ferenc néptanítónál lakott. Ezekben az években szerzett a környéken barátokat, így később többször is visszatért ide és a szomszédos Borjádra.
1833-ban a német nyelv tanulása céljából Pestre vitte apja Stark János Síp utcában lakó cipészmesterhez, és augusztus 27-én beíratta a Széna téri (ma Deák Ferenc tér) evangélikus német gimnáziumba, ahol a II. donatista osztályba járt az 1833–34-es tanévben. Egy Petrovics nevű lovashajdú rokonánál lakott. Ekkor már nem volt olyan jó tanuló. Apja emiatt 1834-ben a piaristákhoz vitte, ahol az I. grammatikai osztályban a többnyire német tanulók közt leginkább a magyar nyelvben volt jó, illetve osztálytársai közül ő írt és rajzolt a legszebben. Itt sem tanult jobban, és az első osztályt 1835 nyarán csak elsőrendű bizonyítvánnyal végezte. Érdeklődése már ekkor a színészet felé fordult, ezenkívül osztályában túlságosan sokan voltak. Pesten sokat volt alkalma gyakorolni a német nyelvet. A szünidő nagy részét keresztapja, Martiny Károly ügyvéd házánál töltötte Kiskőrösön.
Apja már azon gondolkodott, hogy kiveszi az iskolából, de 1835-ben újra beadta felekezetének aszódi algimnáziumába, a II. grammatikai osztályba. A kisvárosban, a kevésbé népes osztályban Petőfi megint kitűnt rendes magaviseletével és szorgalmával, ami a 2. és 3. évben még jobban fokozódott. Mint szintaxista már nagy kedvvel gyakorolta a latin versformákat. Kedélyélete fejlett, költői ambíciói ébredeztek; szívesen olvasta a kis könyvtár költői és történeti műveit, elsősorban Horatius ódáit szerette. Amikor azonban Aszódon színtársulat járt, színésznek akart felcsapni. Emiatt apja, akit Petőfi tanára, Koren István sietett értesíteni, alaposan megverte fiát. Szállása Neumannénál volt, a két utolsó évben öccsével együtt.
Itt lobbant fel első szerelme Cancriny Emilia iránt, akihez szerelmes verset írt. Itt barátkozott össze Neumann Károllyal, Dömök Elekkel és Esztergályi Mihállyal. Részt vett egy pár ártatlan diákcsínyben is. 1837 karácsonyára három iskolatársával Pencre ment, ahol nagynénjét, Hrúz Annát látogatta meg, aki Kosztolányi ügyvédnél volt házvezetőnő.
Petőfi mint első eminens tanuló hagyta el 1838. június 30-án az aszódi algimnáziumot. Jól beszélt németül és latinul; különösen kitűnt a magyar fogalmazásban, és az év végi búcsúvers elkészítését, melyet máskor Koren tanár írt, ezúttal őrá bízták. Az 54 hexameterből álló vers fennmaradt és ez Petőfinek legrégebbi ismert költeménye, címe: Búcsúzás 1838-ik évben.

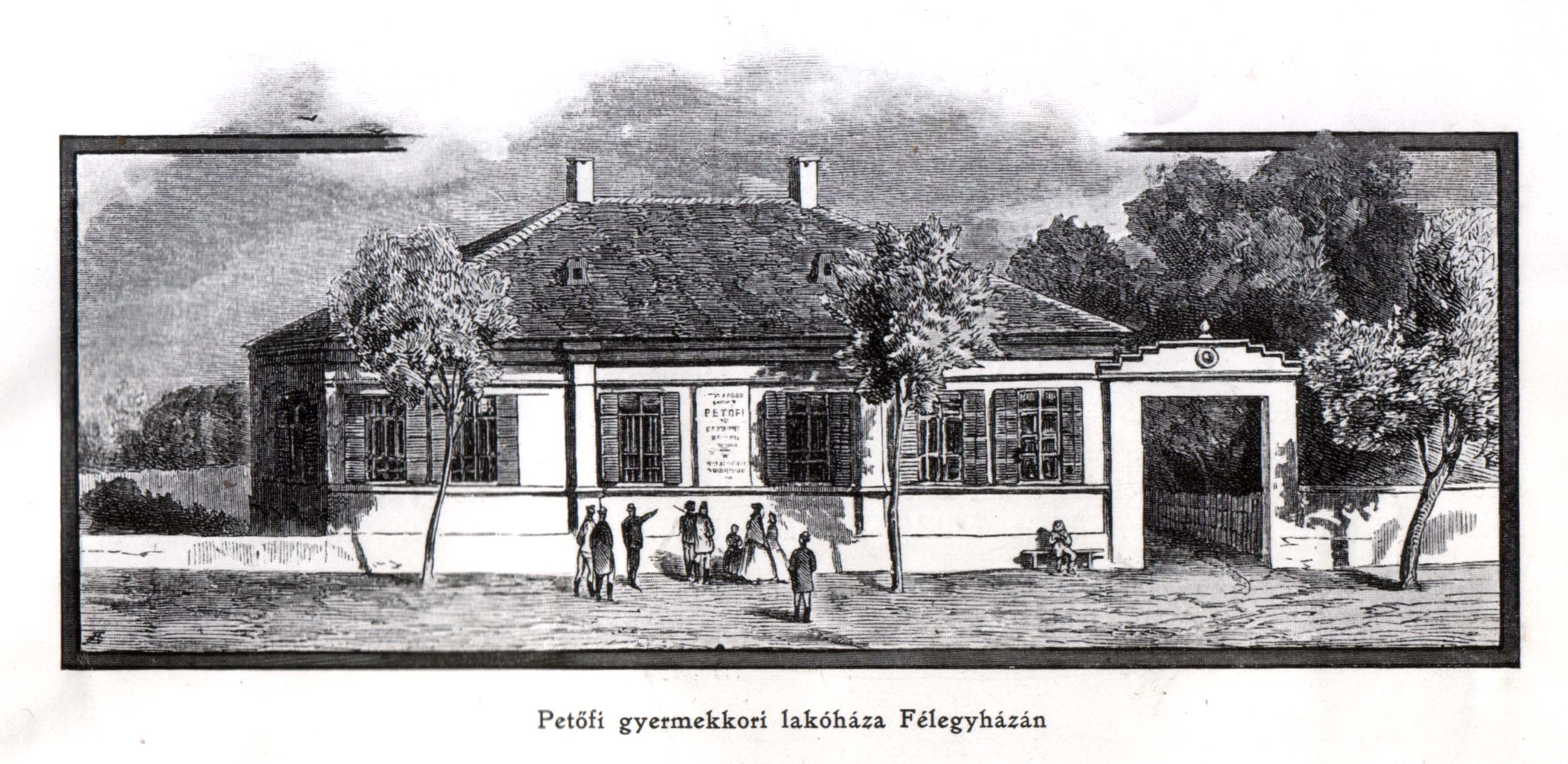
Gyermekkorának színtere Kiskunfélegyházán

Aszódi éveiről az Úti jegyzetekben így emlékezett meg:
„Aszód! Csak egyszer kellene ezt a szót tőlem hallnod, s azonnal kitalálnád, hogy én itt három esztendőig tanultam… akarom mondani: jártam iskolába. S mily eseménydús három esztendő! 1. Itt kezdtem verseket csinálni. 2. Itt voltam először szerelmes. 3. Itt akartam először szinésszé lenni. A verselés a szerelem eredménye volt. A szinésszé lenni akarásnak pedig nem annyira eredete, mint következménye nevezetes. Nevezetes és szomorú.”
Az 1845-ben írt Úti jegyzetekben említett első szerelme a tizenöt éves Cancrinyi Emília volt, egy özvegy evangélikus lelkész leánya, aki Aszódon diáktársa volt. Emília kisasszony nagyjából egyidős volt a költővel, és idős korában kellemetlenül érintette, hogy az emlékezetében nyilvánvalóan megkopott aszódi diák körül olyan nagy felhajtást csaptak a korabeli újságok, nem szívesen beszélt Petőfiről. A verseket ugyan nem szerette, de Petőfi hozzá írt névnapi köszöntőjét megőrizte, bár egyáltalán nem tartotta becsben, mert végül elkallódott. Sírja a tápiószelei temetőben van.
Ezzel azonban a boldog gyermekkor véget is ért, és a serdülő Petőfire a hányattatás és szenvedés súlyos évei vártak. Apját, aki az 1830-as években Szabadszálláson is évről évre vagyonosodott, 1838-tól kezdve egymásután súlyos csapások érték; az 1838. évi árvíz elöntötte földjét és elvitte házát, egy megbízottja hűtlenül kezelte egyik bérletét, sőt peres úton megkárosította, és birtokai egy részét 1839-ben elárverezték. Egy rokona, akinek kölcsönt adott és akiért jótállott, megbukott, Petrovicsot is magával rántotta, emiatt 1840-ben már úgyszólván semmije sem maradt. A sok csapás még inkább ingerültté tette a különben is szigorú apát, aki fiának legcsekélyebb tévedését sem tudta elnézni. Hozzájárult ehhez az is, hogy évről évre mind kevesebbet tudott érte áldozni. A fiúra nézve pedig ezek az évek rendes körülmények közt is válságosak lettek volna, mert szellemi tehetsége kezdett kinőni az iskolai szűk keretekből.
Petőfi 1838. augusztus 31-étől a Selmecbányai Líceumba járt, ahol az 5. osztályba, első éves rétornak iratkozott be. Már itt érdeklődni kezdett a korabeli nemzeti és irodalmi küzdelmek iránt, és a vegyes nemzetiségű ifjúság közt, melyben – ahogy a tanárok közt is – pánszláv törekvések is megnyilvánultak, ő magyarnak vallotta magát és lelkesen csatlakozott az ifjúság kebelében fennállt Nemes Magyar Társaság nevű önképzőkörhöz. E társaságban – amelybe első éves rétor létére nem kezdő, hanem rendes tagként vették fel – elemében érezte magát, versekkel és bírálatokkal többször fellépett. Itt szavalta október 31-én a Csákot, november 7-én A hűtelenhez című költeményét (a vers kézirata a selmecbányai ev. líceum érdemkönyvében a költő első ismert kézirata; ma az Evangélikus Országos Múzeumban látható); 1839. február 16-án felolvasták A költő keserve című költeményét (az érdemkönyvből kitépve). Boleman István ekkor megjósolta, hogy ebből a fiúból még költő lesz. Tehetségét szította a pár évvel idősebb Szeberényi Lajos, a társaság elnöke, akivel Petőfi barátságot kötött. Boleman István és Daniel Gabriel Lichard voltak tanárai, előbbi költészettant, latin fordítást, stílusgyakorlatokat és földrajzot tanított, az utóbbi pedig hittanra, régiségtanra és magyar történelemre oktatta az ifjúságot latinul, mivel magyarul nem tudott. Ezenkívül a német nyelvet is gyakorolták.
Az iskolában azonban rohamosan hanyatlott, főleg egyes tárgyak tanulására adta magát és önművelésének élt. Szegénysége is nyomasztó volt rá nézve, az alumneumban ebédelt. Hogy eljárhasson a színházba, amelyért rajongott, néhány holmiját eladta. Ezért részeges házigazdája korhelységgel vádolta tanárai, később apja előtt. Ezért megharagudott gazdájára, és 1839 elején Szeberényi közelében, özvegy Fedáknénál bérelt lakást.
A félévi vizsgája rosszul sikerült, s egyik szláv érzelmű tanárától, Lichard Dánieltől magyar történelemből elégtelent kapott. Apja erre megírta neki, hogy mint érdemtelen fiúról leveszi róla kezét, mire Petőfi 1839. február 15-én elhagyta a selmeci líceumot.

### Vándorévei
Az ifjú gyalog ment Prencsfaluba, és ott aludt, majd harmadnap a kocsmáros szekerén utazott tovább a legközelebbi állomásig. Innen Hontnémeti, Ipolyság, Vác érintésével érkezett Pestre, ahol március 3–4. körül a Kecskeméti-házban szállott meg. Itt apjával találkozott, de megszökött tőle, és Rónai álnév alatt a Nemzeti Színházhoz szegődött statisztának. Körülbelül két hónapot töltött a színháznál. Májusban egy rokona, Salkovics Péter mérnök vette magához Ostffyasszonyfára azzal a szándékkal, hogy majd a soproni líceumban fiával együtt taníttatja. Itt vakációzott vele Orlai Petrich Soma is, aki szintén rokona volt és mindvégig jó barátja maradt. Egy környékbeli földbirtokos leánya, a szép és gazdag Tóth Róza iránt itt táplált szerelmi ábrándjai még pár év múlva is felhangoztak költeményeiben. Orlai így írja le az akkor látott Petőfit: „középmagasságu, szikár, fahéjszin arczu, sörte kemény barna hajú ifjú, villogó fekete szeme fehérét vércsikok futották át, daczos kifejezésű duzzadt ajkai fölött a bajusz csak most serkedett, hosszú nyaka leeső vállai közül meztelenül nyúlt föl, s nadrágjával egyszinű szürke czérnakabát földte tagjait”. Mikor azonban eljött a szeptember, a mérnök mást gondolt, és azzal a kifogással, hogy úgysem lesz belőle komédiásnál egyéb, sorsára hagyta Petőfit.

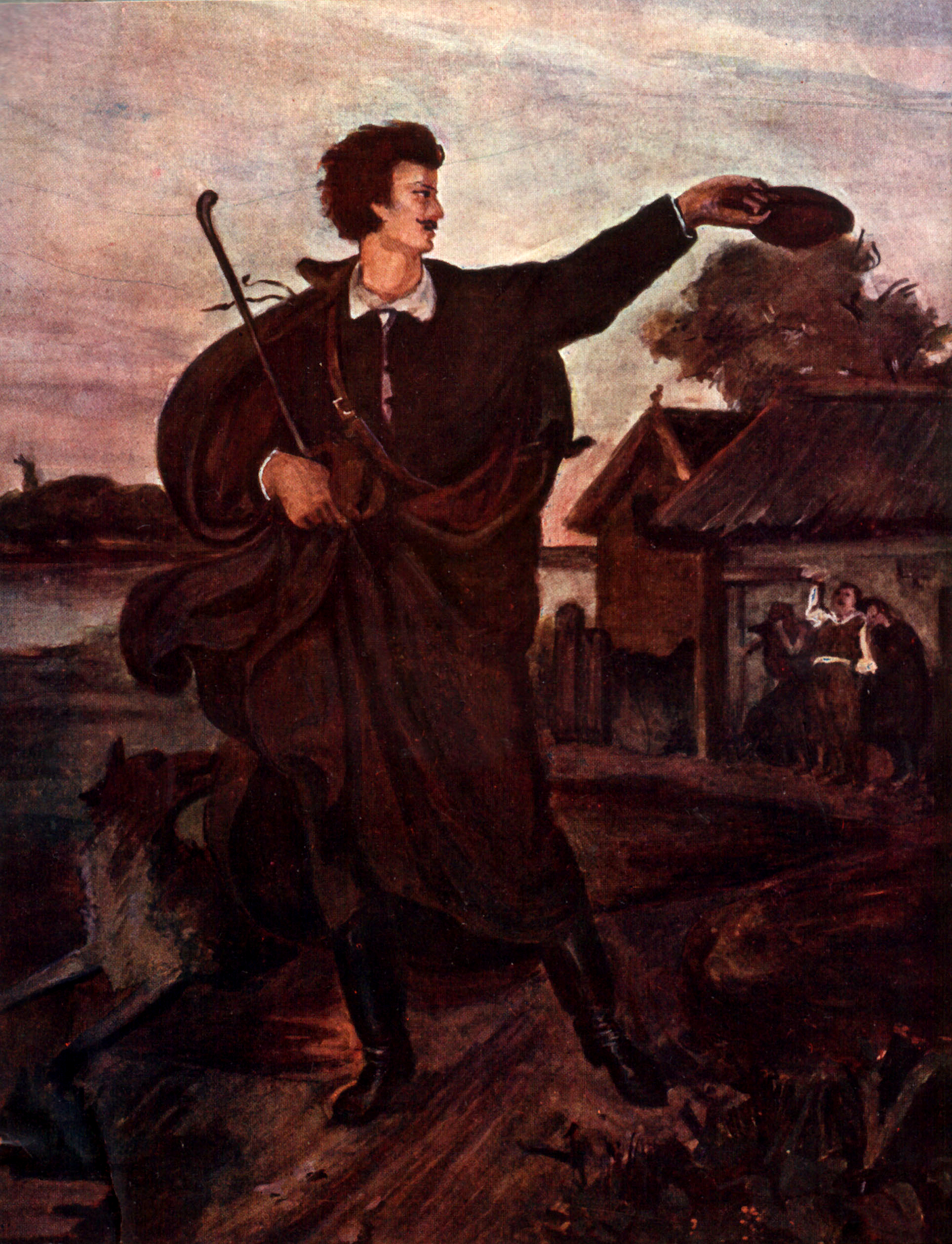
Petőfi Sándor búcsúja a szülői háztól, Munkácsy Mihály festménye

A rokonságtól távozásra kényszerülve Petőfi szeptember 5-én Orlaival és a mérnök fiával Sopronba ment, de ő nem a líceumba tért be, hanem 1839. szeptember 6-án besoroztatta magát a Gollner-féle 48. számú gyalogezredbe, hogy senkinek se legyen terhére. Nem dicsőségvágyból tette, hanem dacból és szükségből. A 16 éves „zöldhajtókás, sárga pitykés közlegény” panasz nélkül végezte terhes szolgálatát, és össze-összejött diák barátaival is. Katonáskodása idején ismerkedett meg Pákh Alberttel. Használta az iskola könyvtárát és részt vett néha a magyar társaság ülésein, legfőbb vigasztalását pedig a verselésben találta, de életének soproni szakaszából nem ismerjük versét. Nyomorúságai közt és a durva környezetben jövő hivatásának gondolata tartotta fel lelki erejét. 1840 tavaszáig maradt Sopronban, akkor századja március közepén Bregenzbe indult, nem kis örömére Petőfinek, aki alig várta, hogy Tirolt és még inkább Olaszországot megláthassa. Grazig mentek, ott megtudták, hogy az ezredet Horvátországba helyezték át, és Petőfi százada is ott fog állomásozni. E csalódás lehangolta, de még nagyobb baj volt, hogy a szolgálat elcsigázta szervezetét. Grazban két hónapig idegláz gyötörte, az 1840 őszi nagygyakorlatok alatt vért köpött, emiatt Károlyvárosban hónapokon át a kórházban ápolták. Ezután Zágrábban tífuszt kapott, és szeptemberben újra kórházba került. Eredménytelenül gyógyították, a kórházat 1841. január 20-án hagyta el. A sivár élet, az idegen környezet, szülei szegénységének, apja neheztelésének, a maga betegségének és szenvedéseinek elgondolása, a jövőre minden kilátás elborulása lelkileg is beteggé tette, szenvedéseit csak Kuppis Vilmos közlegény pajtásának barátsága enyhítette, akire később is mindig szeretettel gondolt vissza. Az emberséges ezredorvos, Römer doktor, aki részvétet érzett az intelligens ifjú iránt, magától kezdeményezte és kieszközölte elbocsátását. Petőfit így egészségügyi alkalmatlanságra hivatkozva 1841. január 31-én leszerelték. A január 15-én lefolytatott kórházi vizsgálat után tett jelentés alapján február 23-án a katonai szolgálat alól felmentették és mint rokkantat többedmagával Sopronba vitték, ahol 28-án obsittal végleg elbocsátották.
Miután kedélye barátai körében kissé felpezsdült, egy hét múlva Pápára indult Orlaihoz, aki akkor már ott tanult. Itt barátai felruházták, keresetet szereztek neki, sőt, Tarczy Lajos tanár pártfogásával a tanárok felvették a VII. osztályba benevolus auditornak is, noha nem volt bizonyítványa és az iskolai év vége felé járt. Csak három hétig maradt Pápán. Itt is nélkülözött, a tanulásba lassan szokott bele, és amikor egy ízben obsitos katonaruhájában jelent meg az előadáson, a tanulók nagy kacagásban törtek ki, és a tanár kiutasította. Pozsonyba vándorolt, ahol Szeberényi és több régi tanulótársa tanult, de itt nem lelt módot a megélhetésre, emiatt tovább vándorolt színésztársaságot keresni. Előbb Győrbe gyalogolt, de mivel ott nem volt társulat, Pestre utazott hajón, majd ismét gyalog Dunavecsére látogatott el szüleihez, akik a falu kocsmáját bérelték, és nagyon szegényen éltek. Apja azt kívánta, hogy mészáros legyen, anyja a továbbtanulást sürgette, maga pedig a színészpályára vágyott és meg akart gazdagodni, hogy szüleit segíthesse. Mivel azonban nem sikerült eloszlatni apja előítéleteit, anyja kívánsága győzött, és 1841 áprilisában Selmecre gyalogolt bizonyítványáért. Pár hónapig még otthon maradt, és verseket írt, de mivel az iskolai év kezdete még messze volt, próbát akart tenni időközben a színészettel.

### Első próbálkozása a színészettel

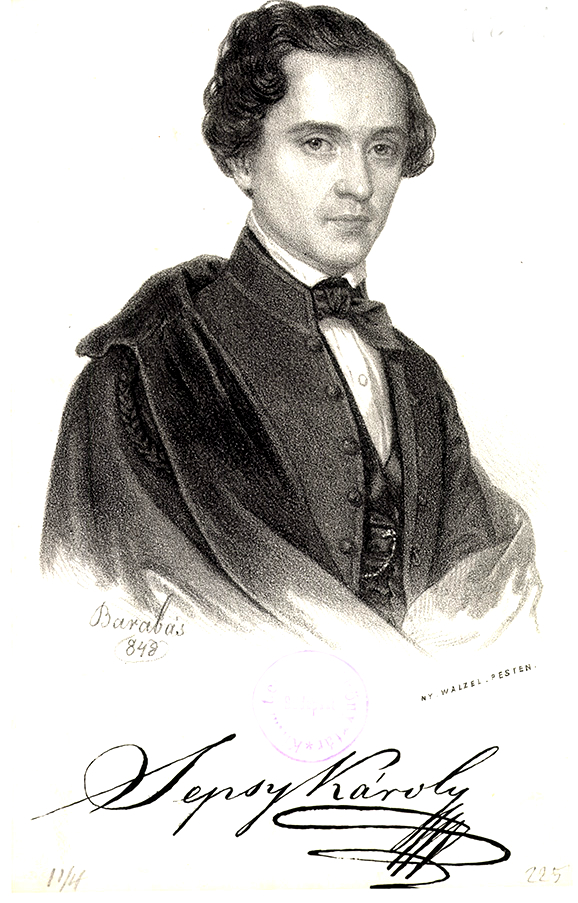
Sepsy Károly színész, színigazgató. 1841-ben Ozorán Petőfi az általa vezetett társulatánál lett vándorszínész

1841 júliusában kezébe vette a vándorbotot. Pestre, majd Veszprémbe, Füredre ment, azután átkelvén a Balatonon, Somogy vármegyén keresztül Ozorára ért, ahol több életrajzírója szerint Sepsy Károly hattagú színészcsapatába állt. Ez egy szegényes kis társaság volt, ami Tolna és Fejér vármegye kisebb községeiben játszott. Ő írta és hordta ki a színcédulákat, majd a kellékekről gondoskodott, de fel is lépett, először a Peleskei nótáriusban. Amikor a társaság mindenből kifogyva, Mohácson feloszlott, Petőfi megunta a színészetet és anyjának tett ígéretéhez híven iskolába készült. Sopronba, onnan Pozsonyba, majd, mivel itt sem talált biztos módot a megélhetésre, Pápára ment.

### A pápai kollégiumban
1841 őszén újra tanulásra adta fejét, a Pápán töltött esztendő későbbi tevékenységére és életére is kihatott. Tanára, Tarczy Lajos szerzett neki egy kis keresetet. Beajánlotta Horváth István ügyvédhez, akinek Lenke leányát tanította, amiért kosztot és pár forintnyi havi fizetést kapott; tanítványa azonban 1841 decemberében meghalt, így Petőfi elesett a rendes koszttól és havi díjtól. Horváthnál másolt még ezután is, lakása Orlaival együtt egy szabónál volt. Az iskolába a VII. (logikai) osztályba vették fel, melyet 1841–42-ben jó eredménnyel végzett; kedvelt tantárgyaiból, a magyar, német nyelvből és földrajzból kitűnő volt, de a többi tantárgyat nem szerette és elhanyagolta. Még többet tanult magánúton, sokat olvasta Schillert, Lenaut, Heinét; a magyar költőket minden társa közül ő ismerte a legjobban. Nagyon szerette Gvadányi Józsefet, Csokonai Vitéz Mihályt, legnagyobb hatással azonban Vörösmarty Mihály költészete volt rá. Fejlődésére rendkívül kedvező volt ez időszak, amihez hozzájárult, hogy nemes törekvésű barátok környékezték: Jókai Mór, Orlai Petrich Soma, Kozma Sándor és mások. Itt tanult Kerkapoly Károly, Ács Károly, Kolmár József is. Mind jelentős szerepet vállaltak a Tarczy vezetése alatt állt önképző-társaságban, és Petőfi mint költő, bíráló és szavaló csakhamar feltűnt (55 ülés közül 19-en szerepelt), több jutalmat nyert, és az évzáró örömünnepen is fényesen szerepelt. Itt érte az az öröm, hogy A borozó című verse, melyet elküldött Bajza Józsefnek, a kor legelső kritikusának, megjelent az ország legelső szépirodalmi lapjában, az Athenaeumban. Petőfi ettől számította írói pályáját.

### A költő felveszi a „Petőfi” nevet

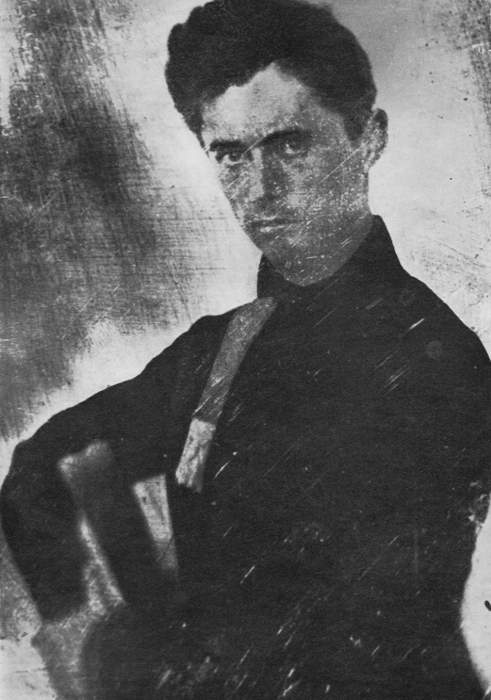
Egressy Gábor(?): Petőfi Sándor portréja (dagerrotípia, 1844 vagy 1845) Escher Károly fotográfus kémiai úton regenerált és az eredeti dagerrotípiához képest oldalfordított (vélhetően a valós helyzetbe került) reprodukciója

Az eredeti családnév, a Petrovics igen gyakori a szláv eredetűek körében mint apai névből önállósult név, ezért is használta sokszor az általa magyarosabbnak vélt Petrovich alakot. A választott név ennek tükörfordítása: Petrovics = Péterfi(a), de ő eredetit akart alkotni. Korompay Bertalan szerint a Petőfi névalak Vörösmarty Mihály: Eger című kiseposzában (1825) szereplő fiatal Pető hadnagyának nevéből ered, akinek a külső és belső tulajdonságait (férfias külső, határozott fellépés, bátorság, vitézség) a 19 éves költő is szerette volna magára ölteni. Apja ellenezte a magyarosítást, de 1848-ban már ő is a Petőfi nevet használta.
A pápai tanuló 1842 májusában a következő levelet intézte Bajza Józsefhez, néhány vers kíséretében:
Tekintetes Szerkesztő Ur!
Ha csekély munkácskáim a megjelenésre érdemesek, kérem őket az Athenaeumban felvenni. Gyenge erőmet továbbra is ajánlva vagyok
Tekintetes urnak alázatos szolgája
Petrovics Sándor
tanuló
Pápán, maj.5.1842
1842 júliusában még így írja alá Szeberényi Lajosnak írt levelét:
Édes Lajos Barátom!
…
 Irtam Pápán Júl. 7-n. 1842.
 igaz barátod
(jelenleg) Petrovics Sándor tanuló,
(hajdan) Rónai színész,
(jövőben) Sió színész és literator.
1842. május 21-én az Athenaeumban leközölték A borozó című versét. Ez volt első megjelent alkotása – ekkor még Petrovics Sándor aláírással, de november 8-án ugyanitt a Hazámban című költemény alatt már Petőfi Sándorként szerepel szerzőként.

Kecskemét mart. 5-n 1843.
Édes Barátom!…
Pápán vagy két napig Domanovszky barátunknál laktam, kitől a többek közt hallám, hogy… szerelmi bajaid vannak; s te, barátom, ezt eltitkolád előttem… de bocsánat, bocsánat, édes barátom, hogy ezt várni mertem tőled; hisz én még nem tettem magam érdemessé bizalmadra. – Amit utósó leveledben a szinészetről írsz, helyeslem, s követni fogom: studium, fáradatlan studium! – Irám, hogy lemondok a verselésről? „nem tudják, mit beszélnek” valami ilyféle van a szentírásban. – Tehát kitaláltad volna a „borozó” szerzőjét, ha Petrovics alatta nem volna is? No ugy remélem, még könnyebben kitalálád, ki az a Petőfi Sándor, ugyan az Athenaeumban. Karácsonykor Pesten valék, s megismerkedém személyesen Bajzával és Vörösmartyval. – Vörösmartynak szembetűntek verseim, s amint Bajzától hallám, ő a Petőfi név alatt valami régibb irót vélt rejtezni. Fél napot tölték a régtől tisztelt, szeretett 2 férfi körében. Boldog fél nap! Szinésztársaim is olvasták az Athenaeumban Petőfi verseit; de ők nem hiszik, hogy én vagyok az. Egyébiránt nem sokat törődöm velök, kik többnyire asini ad lyram. Tisztelj meg, szeretett barátom, nem sokára leveleddel, mit legforróbban várok. De minél előbb, hogy még itt érhessen Kecskeméten. A levél cime legyen: Petőfi Sándor szinésznek, Szabó József társaságánál Kecskeméten. És ezzel csókol
hű barátod
Petőfi Sándor.
Az iskolai vizsgák befejeztével Petőfi és Orlai először Jókait látogatta meg augusztus második felében Komáromban; innen három nap múlva gőzhajón Pestre, majd Dunavecsére utaztak Petőfi szüleihez, akik nagy örömmel fogadták jó útra tért fiukat. Egy heti időzés után, a Dunán dereglyén megint Pestre utaztak. Itt Petőfi egy ruhakereskedésben sárgagombos frakkot és fehér cilindert vett. Másnap egy paraszt fuvaros szekerén Mezőberénybe, Orlai szüleihez vették útjukat. Cegléden és Szarvason át, többnapi út után érkeztek meg. Itt töltötték a nagy szünetet (szeptember és október elejét). Petőfi fellépett Demény színtársulatában a Peleskei nótáriusban, Baczur Gazsi szerepében, és szavalt is. Október elején Debrecenbe is ellátogatott Orlaival, meglátogatta Csokonai sírját, majd elbúcsúzott barátjától és a Hortobágyon át, Tiszafürednek és Jászberénynek kerülve, Szabadszálláson át, gyalog hazatért Dunavecsére. Ezen útjának benyomása alatt írta a Hortobágyi kocsmárosné kezdetű első népdalát. Szülőhelyének ekkori viszontlátásakor írta a Hazámban című költeményt, amit már Petőfi Sándor név alatt adott ki november 3-án az Athenaeum. Vörösmartynak feltűnt a költemény, és azt hitte, hogy a Petőfi név alatt valamelyik idősebb író rejtőzik.

### Második próbálkozása a színészettel: mint vándorszínész
Szülei kevés bevételéből nem akart támogatást elfogadni, októberben a pápai kollégiumba készült. Megérkezésekor Domanovszky Endrénél szállt meg. Horváth István ügyvéd megígérte, hogy ismét ad neki munkát, de inkább egy rokonát fogadta fel. Mivel Pápán nem tudta eltartani magát, elhatározta, hogy szakít a tanulói pályával, és vágyait követve színész lesz. A képzőtársaságban azonban olyan jó benyomást tett, hogy november 12-én tiszteletbeli tagnak választották. November 2-án elhagyta Pápát, és november 5-én Szuper Károly ajánlása alapján Szabó József Székesfehérvárott szervezett új vándorszínész-társulatába állt be. Borostyán név alatt lépett fel november 10-én, azután még több alkalommal, például november 12-én a Párizsi naplóban egy inas szerepében, ekkor írta Első szerepem című költeményét, de leginkább súgónak alkalmazták. Némethy György színésszel lakott együtt a Szent István utcában (ma Arany János utca), Magyar György csizmadiamester földszintes házában, két kis ablaka a Papnövelde utcára (ma Petőfi utca) nyílt. Fizetése havi 28 forint lett volna, de a társaság dolga rosszul ment, és a tagok ennek a felét is alig kapták meg fizetésük gyanánt. Zajos sikerei egyáltalán nem voltak, sőt orrhangja miatt nem is szerette a rendező felléptetni. Sokat nélkülözött, pápai barátjai küldtek neki segélyt, ezzel tartotta fenn magát, míg a társulat sorsa jobbra fordult. Szuper színésszel jó barátságban élt, a család körében többször szavalta költeményeit, és ez enyhített némileg sanyarú sorsán; november 18-án házigazdája meghívta Szuperékkel együtt disznótorba, ebből az alkalomból írta Disznótorban című költeményét.
Költőként egyre nagyobb sikerekre tett szert, már december 4-én megjelent harmadik verse is az Athenaeumban (Bujdosó). Emiatt karácsonykor elhagyta Székesfehérvárt, majd Pestre utazott, ahol személyesen megismerkedett Vörösmartyval és Bajzával, hogy őszinte véleményüket kérje költeményeiről. Pönögei Kis Pál néven mutatkozott be, hogy igazat mondjanak neki, majd a dicséretek után hamar felfedte, ki is ő valójában. Egy boldog félnapot töltött körükben.
Petőfi társulata 1843 januárban kettészakadt, ő az egyik felével 11-én Kecskemétre vándorolt, Szuperék szekerén ült. Este Dunapentelén szálltak meg. Másnap átkeltek a Dunán, és Dunavecse mellett mentek el, estére elértek Szabadszállásra, és másnap délben Kecskemétre. Itteni tartózkodását az tette kellemesebbé, hogy Jókai akkor ott tanult, elvezette őt Ács Károlyhoz is, aki nem azonos a pápai iskolatársával, a papnövendék Ács Károllyal. Gyakran felkeresték egymást, felolvasták és bírálgatták műveiket. Itt másolta le Petőfi Jókainak Zsidó fiú című drámáját, melyet pályázatra küldött be az akadémiához. Itt is közös szobája volt Némethy színésszel, akivel közös ágyban hált egy parasztasszony házában, akinek a koszttal együtt tíz-tíz forintot fizettek havonta. Itt is sokat nyomorgott, és bár élt-halt a színészetért és Shakespeare szerepeit nagy becsvággyal tanulmányozta, mindig mellékszerepeket kapott. Csak egyszer jutott fontosabbhoz, amikor jutalomjátékában, március 23-án a Lear király bolondját játszotta sikerrel, ebből az előadásból neki 10 váltóforint jutott. A sikernek azonban hamar vége lett, mivel a társaság tönkrement.
Kecskemétről is több dalt küldött az Athenaeumnak, mindig a legszigorúbb bírálatot kérve Bajzától. Ez év (1843) májusára országgyűlést hirdettek Pozsonyba; Petőfi abban a reményben, hogy ott jobb színtársulatot fog találni, amelynél előhaladása is biztosabb lesz, elhagyta a kecskemétit. Útközben, április elején Pesten meglátogatta Vörösmartyt, Bajzát, és ismeretséget kötött Petrichevich Horváth Lázárral, a Honderű, és Garay Jánossal, a Regélő szerkesztőjével, valamint Frankenburg Adolffal. Elrándult Pápára is, ahol barátainál, Orlainál és Domanovszky Endrénél időzött, majd május elején Pozsonyba ment, útközben meglátogatta Győrött a novellaíró Kovács Pált.
Pozsonyban csalódás fogadta, mivel Fekete Gábor, a színigazgató nem vehette fel, mert társulata már úgyis a kelleténél népesebb volt. Újra kezdődtek az ínség napjai, így az Országgyűlési Tudósítások szerkesztőjénél, Záborszkynál kapott némi másolói munkát, és az ezért járó csekély díjból (ívenként 25 garast kapott) tengette életét. Június 1-jén panaszos levelet írt Bajzának, akinek több költeményt is küldött. Garaynak még Pesten négy verset adott át, hogy a Regélőben Andor diák álnév alatt közölje, és így megtudja Petőfi, mit szól e versekhez Bajza, aki az Athenaeumban heti lapszemlét szokott írni. Garay azonban kitette a versek alá a költő nevét, mire ez a Bajza lapjában éles hangú nyilatkozatban tiltakozott a szerzői jog efféle önkényes megsértése ellen. Pozsonyban ismerkedett meg Lisznyai Kálmánnal, aki május vége felé mint jurátus, gőzhajón megérkezett az országgyűlésre. Lisznyai a „Zöldfában” levő szállására hívta, megosztotta vele pénzét, és ellátta öltözettel. Elvitte őt az ifjú írókhoz, megismertette Degré Alajossal, Berecz Károllyal, Vachott Sándorral és Imrével, Pompéry Jánossal és Kuthy Lajossal. Lisznyai és Vachott szívesen segítették is; amikor Vachott jegyese látogatására Pestre utazott, aláírási ívet bocsátott ki az athenaeisták közt, amelyen Petőfi javára 30 forint gyűlt össze; azt is kieszközölte Vachott, hogy Pestre hívják meg valami méltóbb foglalkozásra.

### Fordítói pályafutása
Petőfi nyomora Bajza tudomására jutott. Baráti társaságában pénzt gyűjtött neki, s valószínűleg ő vette rá Nagy Ignácot arra, hogy fordítói munkát kínáljon az ifjú költőnek, hogy a Kisfaludy Társaság Külföldi Regénytára számára regényeket fordítson. Petőfi július 1-je körül érkezett Pestre. Itt először Bernard Károly A negyvenéves hölgy című francia regényét fordította németből, amellyel három hét alatt elkészült, és 100 váltóforintot kapott érte. Ezután James Robin Hood című angol regényét fordította le, szintén németből, amiért 300 váltóforintot ígért Nagy Ignác, de 400-at fizetett ki. Az előbbi regény – a cenzúra kívánságára A koros hölgy címmel – 1843-ban, az utóbbi pedig 1844 elején jelent meg a Külföldi Regénytár 17., illetőleg 22–24. köteteként. Ekkor pár napig Kemény Mihálynál a Dorottya utcában lakott, azután Fekete Lajos jogászhoz költözött, augusztusban pedig az Országúton (Múzeum körút) vett ki egy szobát, a Nemzeti Múzeumra nyíló két ablakkal. Most, hogy így jobbra fordult sorsa, Petőfi elég vidáman élt, eljárt a színházba, reggelizni a Pilvax-kávéházba, a fiatal írók gyülekezőhelyére. Augusztus végén Orlai is nála töltött pár napot. Régi barátai közül Pesten találta Sass Istvánt, aki akkor orvosnövendék volt; új ismeretségeket is kötött, különösen Pálffy Albert és Lauka Gusztáv voltak mindennapos vendégei. Mindeközben a fordításaival lassan haladt a fővárosban, azért Kemény tanácsára augusztus végén Gödöllőre ment és ott gyorsabban végezte munkáját.

### Harmadszori próbálkozása a színészettel
Még ekkor is a színészi pálya dicsőségére vágyott, és alig fejezte be a fordítást, Erdélybe készült azzal a szándékkal, hogy csak mint híres színész tér vissza Pestre. Búcsút véve barátaitól, előbb Mezőberénybe ment, ahol egy hetet Orlaiéknál töltött; egy napon Gyulára is kirándultak, hogy megtekintsék a vár romjait. Tessedik Lajos társaságában Debrecenbe indult; itt Komlóssy Ferenc színigazgató meghívta ugyan társulatához 1843. október elején, de itt csak egy hétig maradt és csak egyszer lépett fel, ugyanis az igazgató azzal a feltétellel állt elő, hogy Petőfinek majd Kolozsváron a karban is énekelnie kell, amihez nem volt tehetsége. Erre megvált Komlóssytól és egy kis társasághoz szegődött, ahol jobb szerepeket remélt; ezen kis társasággal október 10–13-ától Diószegen játszott, majd november 4. táján Székelyhídra ment a társaság; ő azonban három hétig betegeskedett, ezért nem lépett fel. November 24-én a társaság felbomlott, és Petőfi pénze fogytán november 24–28. között már csak nyári ruhában tért vissza Debrecenbe, elgyengülten, betegen.
Várady Ferenc debreceni színészkedése idején egy ideig negyedmagával lakótársa volt a szintén velük egyidőben színészkedő Petőfi Sándornak. Sokszor beszélte, hogy a nagy költő zsörtölődő, kötekedő és összeférhetetlen természetű volt. Rendre mind megszökdöstek mellőle. Nem bírták elviselni zsarnokoskodását, holott a zsarnokságot ő ostorozta a legelszántabban.

### Nyomor Debrecenben

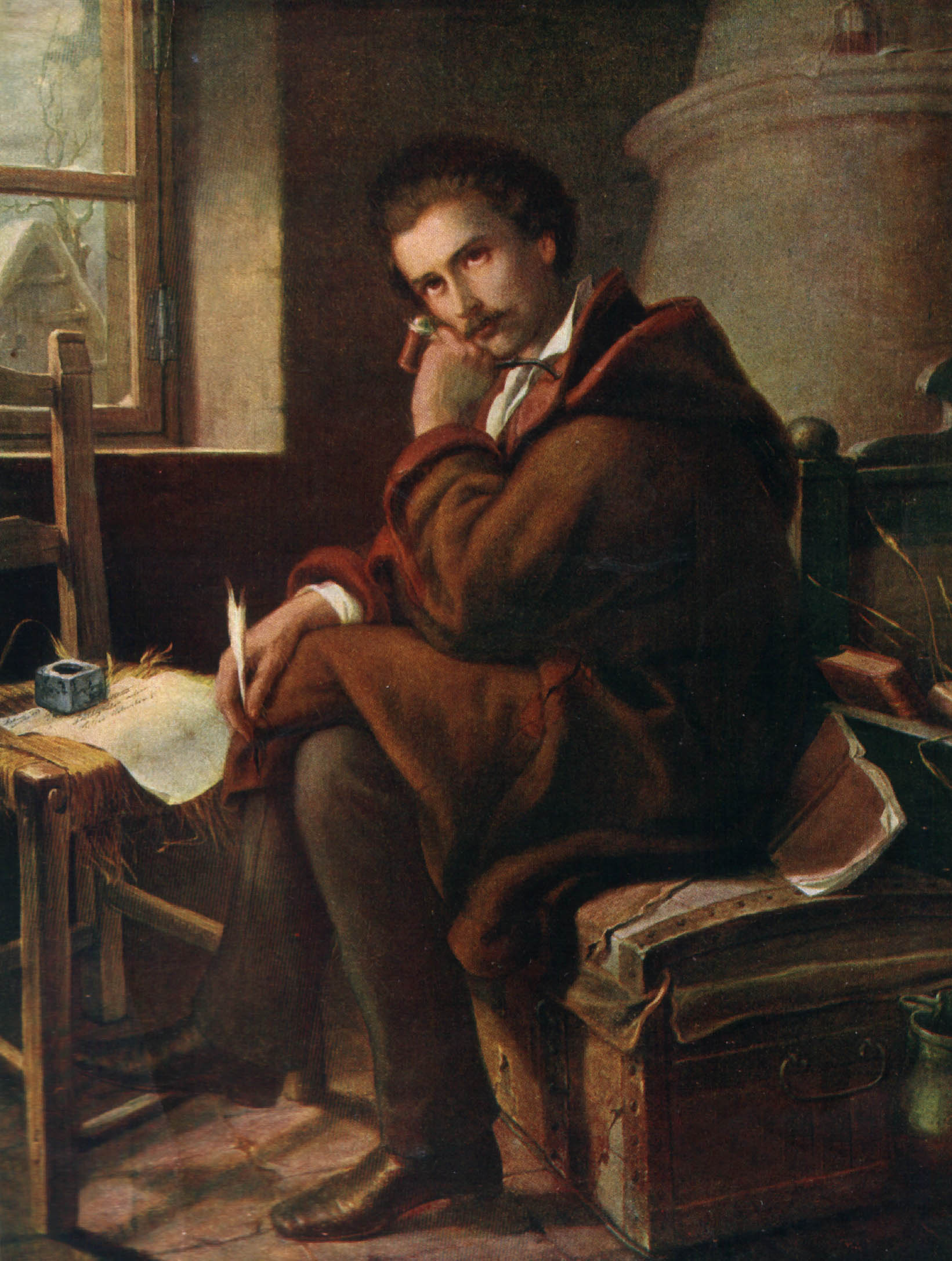
Orlai Petrich Soma: Petőfi Sándor Debrecenben, 1844

Eztán jutott Debrecenbe, amelyre később emlékezve így írt: „Hej, Debrecen… sokat szenvedtem én tebenned”. Először a városi társulatnál talált állást, majd egy kisebb, hamar tönkrement vándortársulat ismét elcsalta. Végül a Sopronból megismert barát, Pákh Albert, későbbi humorista – aki jogászként és nevelőként dolgozott a városban – adott a beteg, elgyengült és nyomorral küszködő költőnek szállást és kölcsönt ahhoz, hogy Pestre jusson. Amennyire tehette, Bajza is küldött tiszteletdíjat, de mindez kevés volt, és Petőfi egy telet többnyire fűtetlen szobában, fázva, éhezve húzott ki. Fogas Józsefnénél, a debreceni színház jegyszedőjénél lakott, a város végén, a Várad utcai új soron, kilátással az akasztófára. Fogasné szívességéből a színházba is eljárhatott.
Az 1843/4ki telet e kövér városban húztam ki éhezve, fázva, betegen egy szegény, de jó öreg asszonynál, az isten áldja meg. Ha ő gondomat nem viselte volna, most e levelet a más világról írnám hozzád. Olyan elhagyott kis vándorszinész fiú voltam, kire se isten se ember nem nézett, nem ügyelt.
Nyomorúsága közt is folyamatosan művelődött. Még Pápán kezdett franciául tanulni, tudását vándorlásai alatt tökéletesre csiszolta. Használta a főiskola könyvtárát, Victor Hugo és Béranger költeményeit eredetiben olvasta; megismerkedett a francia romantikusokkal, dramaturgiai tanulmányokkal foglalkozott, Tieck fejtegetései útján behatóbban megismerte Shakespeare művészetét. Maga is számos költeményt írt.
Egy füzetbe másolta 70–80 versét, majd 1844. február 11–14. között a hideg télben az áradó Tiszát megkerülve, kopott ruhában, gyalog, kezében egy súlyos ólombottal és egy kopott vászontarisznyában verseivel elindult, hogy műveinek kiadót találjon. Egy emberséges vasárus még hat húszast csúsztatott a zsebébe. A Fogasnénál maradt 120 váltóforintnyi tartozásáért Pákh Albert vállalt jótállást. Tokaj felé került, mert az áradások miatt nem mehetett Tiszafüred irányába. Tokajban megpihent, majd Miskolc felé haladt. Innen az országúton Mezőkövesden át Egerbe, ahol Tárkányi Béla egri kanonok és költő a lelkes kispapokkal együtt rendkívül melegen fogadta. Pár napig maguknál tartották a költőt, hallgatták verseit, útiköltséget gyűjtöttek neki. Petőfi is felmelegedett e körben, és itt írta Egri hangok című költeményét. Az egri növendék papok szekeret fogadtak neki, hogy ne kelljen gyalogolnia, ezen utazott Pestre. Pesten hiába keresett kiadót, és a kétségbeesés szélén úgy döntött, Vörösmartyhoz fordul és tőle kér verseire ítéletet. „A végső ponton álltam, kétségbeesett bátorság szállt meg, s elmentem Magyarország egyik legnagyobb emberéhez, oly érzéssel, mint amely kártyás utólsó pénzét teszi föl, hogy élet vagy halál.” A nagy költő, akit Petőfi „Magyarország egyik legnagyobb emberének” tartott, átolvasta az ifjú pályatárs verseit, megadta neki az erkölcsi elismerést, és lelkes ajánlással a Nemzeti Kör – a haladó pesti polgárság és értelmiség ellenzéki szellemiségű szervezete – elé terjesztette a versek kiadásának ügyét. A kör tagjai: Vörösmarty, Tóth Gáspár, Fáy András, Szigligeti Ede, Lendvay Márton színész, Fényes Elek tudós statisztikus összeültek, hogy a művek megjelenjenek, március 27-én elhatározták a kiadást. Petőfi nyomban 75 pengő forint előleget kapott. Ekkor akadt egy jó nevű mecénás is, Tóth Gáspár szabómester, aki magára vállalta a költemények kiadási költségeit, sőt Petőfinek 60 pengőforint előleget is adott, amiből azonnal megküldte Pákhnak, még a 45 napos határidő előtt, a debreceni háziasszonyánál maradt tartozását. Pestre érkeztekor a Kecskeméti-házban lakott, de megismerkedett Várady Antallal, aki magához vette lakótársnak. Bajza és Vörösmarty beajánlotta őt Vahot Imrének, aki sógorától, Erdélyi Jánostól annak külföldön tartózkodása idejére átvette a Regélő Pesti Divatlapot és nevet változtatva, július elejétől Pesti Divatlap címen készült kiadni a lapot.

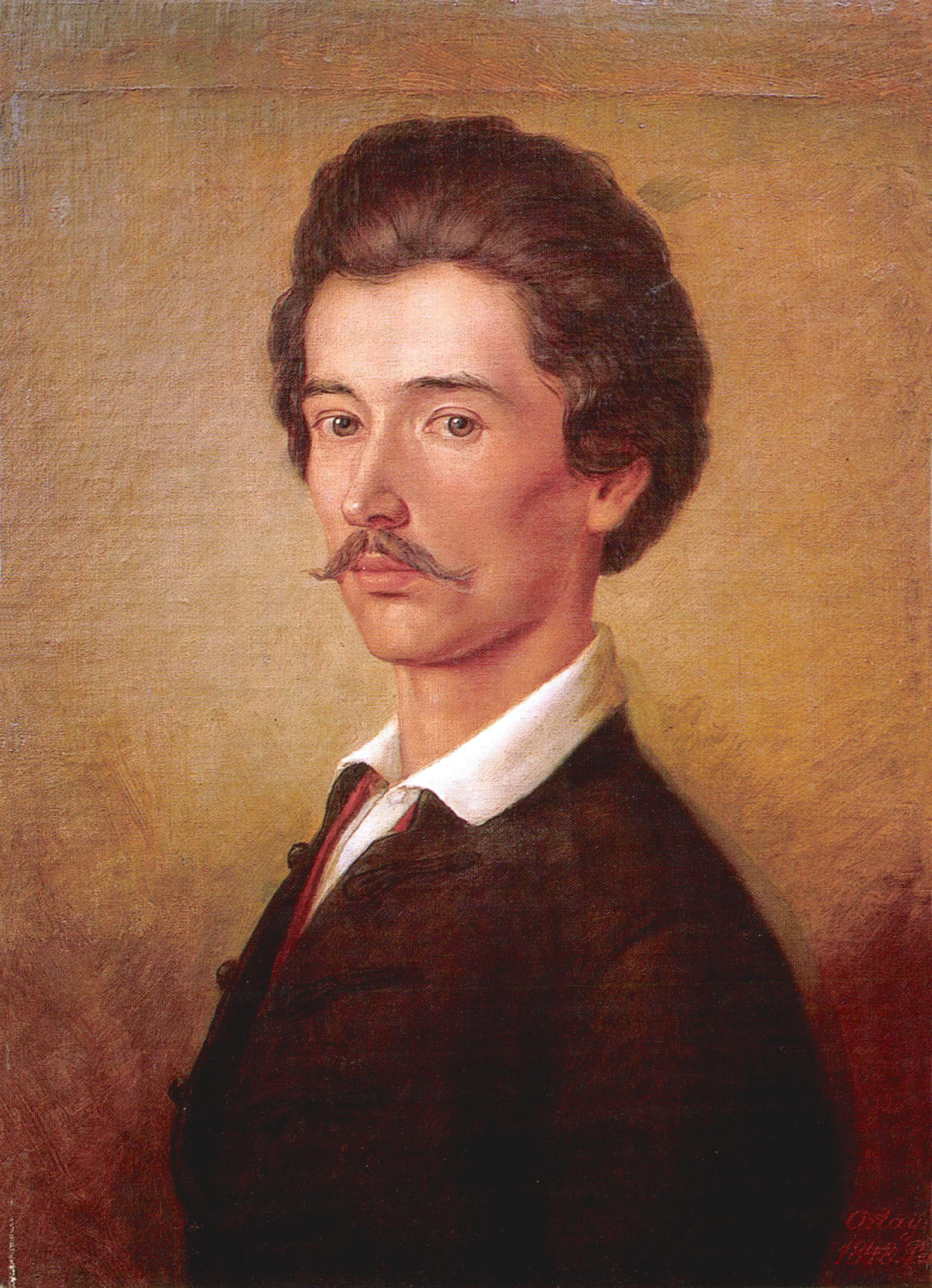
Orlai Petrich Soma: Petőfi Sándor (1840-es évek)

### Biztos írói állás Pesten
Miután sok hányattatás után révbe ért, első dolga volt hazasietni a húsvéti ünnepekre, szüleihez. Azok kimondhatatlan örömmel fogadták már-már elveszettnek vélt fiukat (Füstbe ment terv), apja is végképp kibékült vele (Egy estém otthon). Miután pár napra Pestre utazott, április közepétől ismét két egész hónapot otthon töltött Dunavecsén. Ideje itt olvasgatás, dolgozás és idilli szórakozások közt boldogan telt, csak szüleinek szűkös állapota búsította, de közel látta az időt, hogy segíthet rajtuk is. Közte és apja közt minden félreértés végképp elmúlt, s Petőfinek ezután többször volt alkalma bizonyítani fiúi szeretetét. Ekkor írta családi témájú műveit. Költészetében kiváló hely jutott fiúi érzelmeinek; anyjáról mindig végtelen gyöngédséggel emlékezett meg, apjáról itt-ott némi jóindulatú humorral, de gyakran meleg érzelemmel és büszkeséggel. A Vecsén töltött két hónapot a 14–15 éves Nagy Zsuzsika iránt érzett ábrándos szerelem tette még emlékezetesebbé, ami több finom hangulatú költeményéhez adta az ihletet. Petőfi ugyanis nem a szülői házban lakott, mert szüleinek, akik már akkorra elszegényedtek, egy szobácskájuknál több nem volt; az öreg Petrovics megkérte Nagy Pál ottani tehetős közbirtokost, hogy két szobájából engedjen át egyet fiának szállásul. Nagy Pál szívesen teljesítette a kérelmet, és a költő elfoglalta a rendelkezésére bocsátott szobát, amely függönyökkel, kárpitozott ággyal és ruganyos pamlaggal volt ellátva. E szokatlan kényelmet rajzolja Ebéd után című költeményében. Házigazdájának lánya volt a szőke, kék szemű Zsuzsika, akivel a költő naponként beszélgetett, sétáltak egymással, és szinte észrevétlenül fejlődött szívükben az idilli érzés. Ekkor történt, hogy Petőfi kirándulás alkalmával Szűcs János rektort, aki a Dunába esett mint ügyes evezős, kimentette a folyóból.
A fiatal segédszerkesztő költeményben vett végső búcsút a színészélettől: „Eddig Thalia papja voltam, Most szerkesztő-segéd leszek. Isten veled, regényes élet! Kalandok, isten veletek!” Július elsején nekifogott a szerkesztőségi tevékenységnek, s közben a feszített munka mellett ontotta verseit – az ország pedig Csokonai óta először kapta fel fejét, sikere egyre felfelé ívelt.
Dunavecséről visszatért Pestre, hogy segédszerkesztői állását elfoglalja. Vahotnál lakása, kosztja és 15 váltóforint havi fizetése volt; ezért köteles volt a Pesti Divatlap minden számába verset írni (2 forint külön díjért), újdonságokat szerkeszteni, a beküldött költeményekre szerkesztői üzeneteket írni, és mindennap felmenni Pestről Budára, a Gyurián és Bagó által bérelt egyetemi nyomdába, és ott végezni a korrektúrát. Az állás nem volt fényes, de legalább biztos; és Petőfinek elég volt, hogy végre Pesten lehetett, az irodalmi élet központjában, ahol ekkor a politika is elég tárgyat adott az eszmecserékre. Ekkor Vahot a Kunewalder-házban lakott (a jelenlegi Műegyetem helyén); innen szeptember végén a Kölber-házba költöztek, ami a Hatvani és a Magyar utca sarkán állt, és a II. emeleten laktak. Petőfi is itt lakott 1845. január 20-ig. A délelőttöt otthon töltötte a szerkesztőségben, vagy szobájában dolgozva, délután ellátogatott a Pilvax-kávéházba, ahol az akkori fiatal írók asztaltársaságot alkottak; vacsorára a Komlóba jártak. Legjobb barátai voltak az írók közül Pálffy Albert, Pákh Albert, Vachott Sándor, Jókai Mór, a színészek közül Egressy Gábor, a vidéki írók közül Tompa Mihály és Kerényi; az idősebbek közt Vörösmartyt és Bajzát szerette legjobban. Jól érezte magát a fiatal írók közt, akik felismerték tehetségét, és akikkel fesztelenül vitázhatott. Részt vett olykor mulatozásaikban is, de keveset ivott, noha ekkoriban sok bordalt írt. Júliusban kirándult Kunszentmiklósra, ahol Bankos Károly vendége volt; de ezenkívül az év második felében 1845. április 1-jéig alig mozdult ki Pestről. Utazásai közben népdalokat is gyűjtött az Erdélyi János Népdalok gyűjteménye számára, melyek ott meg is jelentek, sőt egy eredeti költeménye is. A színpadon még egyszer fellépett 1844. október 12-én, Egressy Gábor jutalomjátékában, a Szökött katona című népszínműben Gémesi nótárius szerepében, de erős lámpaláza volt és emiatt kudarcot vallott. Szerepe szerint ezt kellett volna mondania: „Julcsa kisasszony a menyasszony?" ehelyett ezt találta mondani: „Julcsa kisasszony a vőlegény?" Mikor pedig észrevette a botlást, rögtön kijavította és így szólt: „Gergely úrfi a menyasszony?" Erre jóindulatú nevetés és taps hangzott el a jurátusok részéről és Petőfi ezzel örökre búcsút mondott a színpadnak.
Nyugodtabb helyzetében komoly termékenységet fejtett ki, újabb költeményei sűrűn követték egymást nemcsak a Divatlapban, hanem a többi szépirodalmi lapban is. Tárgyköre is tapasztalatainak, érintkezéseinek többoldalúságával párhuzamban egyre bővült; nemcsak népdalokat és bordalokat írt, hanem a társadalmi és politikai élet mozzanatai is lelkesítették. Költészete tartalmilag mélyült, formailag tisztult és mindinkább kibontakozott sajátos eredetisége, amellyel kivált a korabeli fiatal írók, Vörösmarty és Bajza modorának utánzói csoportjából. A hang egyszerűsége, természetessége és közvetlensége, a képzelet csodálatos könnyedsége és szabadsága által csakhamar kedvelt költőjévé tették a közönségnek, kivált az ifjúságnak. Megszilárdította népszerűségét a Nemzeti Körtől kiadott első verseskötetének, Petőfi Sándor verseinek megjelenése, 1844-ben. E kötet az őszi vásár idején jött ki, 109 verssel. Október 27-én jelent meg A helység kalapácsa című parodikus elbeszélő költeménye is, amelyben az akkori elbeszélő költészet és novellairodalom dagályos nyelvét gúnyolta ki; értéke inkább hangjában és nyelvében van. Még ebben az évben írta a János vitézt, november második felében, 6 nap és 6 éjszaka alatt. Népmesének nevezte, mert egy részét népmesei motívumokból szőtte és a népmesék hangjában adta elő, de vett külföldi regékből is vonásokat, és az egészet a maga fantáziája szerint alkotta meg. A költemény nagyon tetszett Vörösmartynak; Petőfi azonban nem talált rá kiadót, ekkor Vahot Imre vette meg 100 forintért, ő adta ki 1845 elején.
A szerkesztő Vahot Imre üzleti érdekeket is figyelembe véve irányítgatta a költőt, hogy emelje a Divatlap olvasottságát. Petőfi népies helyzetdalaival, életképeivel felkapott költővé vált, de ő már túl kívánt lépni ezen a hangon: amikor azonban eltért a közönség által igényelt normáktól – mint A helység kalapácsában – éles kritikával fogadták és ellenségeket szerzett magának.

### A költői válság és a szerelmek időszaka

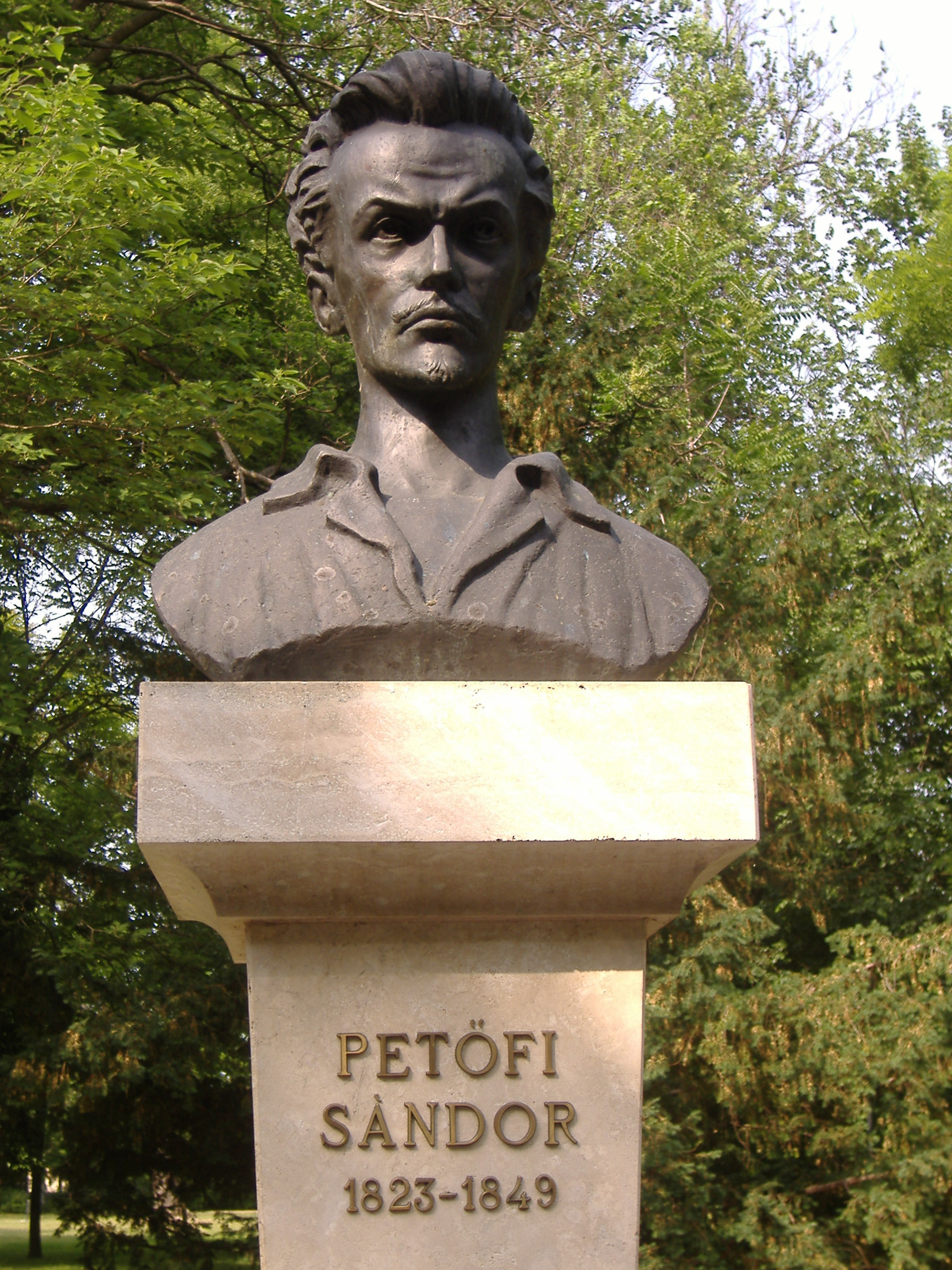
Petőfi Sándor szobra Makón

Még 1844-ben ismerkedett meg Csapó Etelkével. A tizenöt esztendős szép szőke leány Vahot Imre unokahúga, Vachott Sándorné testvérhúga volt. Az iránta érzett szerelme 1844 végére és 1845 elejére esik. Petőfi Vachottéknál találkozott vele többször, és ábrándos érzést táplált iránta, amelyről nem nyilatkozott, részint mert nők körében kissé bátortalan volt, részint mert maga sem tudta világosan, hogy szereti. Amikor Etelke 1845. január 7-én váratlanul meghalt, úgyszólván akkor vált előtte tudatossá szerelme, és fájdalmát a költemények egész sorában fejezte ki. Ezeket 1845 januárjában írta, közülük néhányat a lapokban is kiadott, majd egész gyűjteményüket, szám szerint 34-et, külön kötetben is kiadta Cipruslombok Etelke sírjáról címmel, az év márciusában.
1845. január 21. táján Petőfi elhagyta a Vahot Imrénél kapott lakást, s mint vendég Etelke szobáját foglalta el Vachott Sándoréknál, akik földbérletükre, Tápiósápra költöztek. Itt Petőfi gyakran meglátogatta őket. Akkoriban történt a Honderűvel való összezördülése, amelynek szerkesztője, Nádaskay Lajos december 21-én olyan sértő modorban írt bírálatot tett közzé lapjában Petőfi verseinek I. kötetéről és a Helység kalapácsáról, hogy a költő végképp otthagyta a nagyúri összeköttetéseit hánytorgató külföldieskedő és reakciós szépirodalmi lapot. Az év november havában történt a költő egyik különcködése, amikor nőül kérte Kappel Emiliát, a gazdag bankár leányát.
Ekkortájt szorgalmasan olvasta Michelet, Voltaire, Bossuet, Sand, Balzac, Montesquieu műveit, különösen Béranger munkái és Saint-Just L´Esprit de la Révolution et de la Constitution de la France (A forradalom és a francia alkotmány szelleme) című műve voltak kedvelt olvasmányai; de Shakespeare-t is szerette. Külföldi utazási tervvel is foglalkozott, látni akarta a tengert, aztán Béranger-t akarta meglátogatni, akinek költeményeit legjobban szerette és aki leginkább hatott költészetére.
Pákh Albert csak 1844 őszén költözött Pestre. Petőfi gyakran látogatta, együtt tornásztak nála Sass Istvánnal, szerette a vívást is, ezt Chappon Lajostól tanulta és Várady Antallal gyakorolta. Pákh Petőfinek magánéletére sok tekintetben mérséklő befolyással volt; túlzásait kigúnyolta, de a nyilvánosság előtt védte, ő hívta fel figyelmét az angol humoristákra és főleg Dickensre. Szerette Lisznyait túlzásaiért és Emődit erős jelleméért. Jó barátai közül azokkal levelezett, akik nem laktak Pesten, így Dömök Elekkel, Szeberényi Lajossal, Sass Istvánnal és Várady Antallal. Jókai, akit a legjobban szeretett, csak 1844-ben jött Pestre, ő vezette be az irodalomba. Vidéki ismerősei közül még Kerényi Frigyest és Tompa Mihályt is barátai közé sorolta. Kerényi meghívta Eperjesre; Vahot Imrének tehát felmondott; ez azonban Petőfi költeményeinek értékét ismerve, meg akarta őt nyerni lapjának kizárólagos munkatársul és egy költeményéért 5 pengőforintot ígért; néhány hónapra való költeményt át is adott neki Petőfi, a honorárium volt aztán útiköltsége. Március 31-én a búcsúestjén a Vadászkürtben jelen voltak Pákh, Egressy Gábor, Emődy Dániel, vidékről Sárosi Gyula és Szemere Miklós.
1845. április 1-jén – felmondva szerkesztői állását, de költőként a lapnál maradva – útra kelt, hogy meglátogassa a Felvidéket, ahol három hónapot tartózkodott (erről az időszakról Úti jegyzetek című írásában számolt be). Eperjesen nevelősködött Tompa Mihály is, és a három ifjú költő jól érezte magát együtt; ekkor verselték meg az Erdei lakot is. Itt érte az első nyilvános megtiszteltetés, amikor az evangélikus főiskola ifjúsága fáklyás zenével üdvözölte. Kerényivel kirándult a Tátrába, Késmárkon meglátogatták Hunfalvy Pált, onnan Petőfi Iglóra ment, Pákh Albert szüleihez, ahol kedves családi körben három hetet töltött, mialatt Pákh Albert is hazaérkezett és együtt járták be a vidéket. Május 24-én visszaindult Pestre, megállt Rozsnyón, ahonnan kirándult az aggteleki cseppkőbarlanghoz, majd Rimaszombatban, ahol a nemesség tisztújítást tartott. Itt Adorján Boldizsár, Kubinyi Rudolf és több előkelő birtokos nagy örömmel fogadta, és a rendek május 29-én megválasztották és feleskették Gömör vármegye táblabíróságába. Ez az elismerés igen jól esett neki. Majd Kubinyinál időzött Várgedén, megnézte a füleki, a gácsi, az ajnácskői és a salgói várromokat, Losoncon egy hetet töltött Steller barátjánál, akinek jegyeséhez Plachy Vilmához és egy széplelkű csinos zsidó leányhoz költeményeket írt, majd Balassagyarmaton és Vácon át június 24-ére visszatért Pestre. E majdnem három havi felsőmagyarországi út két szempontból nevezetes: egyrészt szép élményekkel gazdagodott, és a mindenhol tapasztalt elismerés rendkívül felemelően hatott rá, másrészt élményeit egy cikksorozatban feldolgozta, melyet Úti jegyzetek címmel az Életképek című szépirodalmi lapban tett közzé 1845. július havában. Heine Reisebilderen című munkája inkább csak a mintát adta a költőnek, hogy útját cikkekben írja meg. Az Úti jegyzetek eleven, patetikus és szellemes vázlatok és reflexiók, s Petőfi prózai munkái közt a jelentősebbek közé tartoznak.
Pesten még abban az évben új kötetet bocsátott ki, amelybe 1844-ben és 1845-ben írt verseit foglalta. Nyáron írta meg Szalkszentmártonban, szüleinél (ahol kocsmát béreltek), körülbelül egy hét alatt a Zöld Marci című népszínművét, Egressy Gábor jutalomjátékául, azonban a színházi bíráló bizottság nem fogadta el a darabot előadásra, ezért aztán elégette a költő.
1845 második felére esik szerelmi költészetének második nagyobb ciklusa. A Zöld Marci bukása mélyen leverte, ezért kikapcsolódásra augusztusban és szeptemberben többször kirándult Erdélyi Ferenc református paphoz Gödöllőre, és ott találkozott Mednyánszky Bertával, egy előkelő birtokos szép leányával, aki érdeklődött iránta és szívesen társalgott vele. A költőnek szerelemre vágyó lelke a lánykában ideálját látta és szerelmesnek hitte magát. Ebben az érzésben, mint az eddigiekben is, több volt az ábránd, mint a szenvedély és amikor megkérő levelére tagadó választ kapott az apától, aki saját őseire, nevére hivatkozva elutasította, pár hónap alatt teljesen kigyógyult csalódásából. Azonban az a körülbelül 40 dal, melyet ez időben (pesti, gödöllői és szalkszentmártoni kelettel) Mednyánszky Bertához írt (mindet azonos versformában és alaphangulattal), az akkori szerelmi lírának mindenesetre legjobb alkotásai voltak. E költeményeket 1845 őszén Szerelem gyöngyei címmel adta ki. Ezt költeményeinek második kötete követte, Versek címmel. Augusztus 20-án újra szüleihez ment Szalkszentmártonba, ahonnan szeptember 8. körül tért vissza Pestre.
Míg a költő népszerűsége egyre szélesedő körben terjedt, a pesti időszaki sajtóban ellene is mind több hang jelentkezett. Vörösmartyék nagy tekintélyű Athenaeuma megszűnt; a megmaradt szépirodalmi lapok közül Petőfi kizárólag a Pesti Divatlapnak kötötte le magát, és így egy másik lap, a Honderű már ez okból sem nézte jó szemmel a költő emelkedését; voltak, akiket önérzetes modora és különcségei idegenítettek el tőle, másokat sikerei bántottak, ismét másokat költészetének szokatlan eredetisége, melyet pongyolaságnak, póriasságnak néztek. Így aztán névvel és név nélkül valóságos hadjáratot intéztek ellene a Honderűben és az Életképekben, sok személyeskedéssel és rosszakarattal, melyek ellen ő a Divatlapban versben és egy-egy megjegyzéssel védte magát. A támadók közt volt egyik régi barátja, Szeberényi Lajos is, ami keserű tollpárbajhoz vezetett. Legélesebben azonban Császár Ferenc, Nádaskay Lajos és Petrichevich-Horváth Lázár támadták és igyekeztek nevetségessé tenni a költőt. De támadta még Nagy Ignác, és Garay János is inkább ellene volt, mint mellette. A gúnyoló cikkek és pasquillusok özöne elkeserítette, de útjától nem térítette el Petőfit. Érezte irányának helyességét, vele volt a közvélemény nagy többsége és a legjelesebb írók és bírálók: Vörösmarty, Bajza, Szemere Pál és Toldy Ferenc is méltányló bírálatot írt róla.
Legutóbbi szerelmi ábrándjainak szétfoszlása és a többnyire igazságtalan hírlapi támadások, dicsősége és boldogsága kivívásának akadályai mintegy felidézték régi szenvedéseinek keserű emlékét, és bizonyos pesszimizmus vett erőt rajta. Ez a hangulat nehezedett lelkére 1845 utolsó és 1846 első hónapjaiban, s ennek jelei azok a szeszélyes, keserű, olykor cinikus fordulattal végződő apró versek, melyeket ebben az időszakban többnyire Pesten és Szalkszentmártonban írt és Felhők címmel 1846. április havában adott ki (66 költemény). Költészetének ez nem a legszerencsésebb időszaka volt, érzéseiben, reflexióiban sok volt a tőle idegen elem és túlzás. Byron, Shelley, Heine hatása találkozott ekkor az ő lelki állapotával, és a világgyűlölet, a cinizmus hangulata vett erőt rajta. Szerelmi bánatának enyhítésére ismét az utazásban keresett szórakozást. 1845. szeptember 23-án elkísérte Vahot Imrét Esztergomig; útközben Pomázon töltöttek egy napot, megmászták a Kő-hegyet és élvezték a szép kilátást a fővárosra; szeptember 24-én pedig Sass Istvánhoz utazott, útba ejtve Szalkszentmártont, Dunaföldváron át Borjádra (jelenleg Kölesdhez tartozó település) érkezett, ahol barátja szüleinél a szüret alatt október 6–7-ig időzött, és megfordult Uzdon is. Borjádról ismét Szalkszentmártonnak vette útját, ahol október 16-a tájáig tartózkodott a szüleinél. Pesten Várady Antallal vett ki közös lakást. Ezalatt jelent meg a Verseinek II. kötete (november 16.). 1845. november 20–25. táján újra Szalkszentmártonba vonult vissza; itt maradt 1846. január 4-ig.
Hangulata javult és visszanyerte saját egészséges irányát. A Felhőkkel egy időben írta A hóhér kötele című regényét is (megjelent 1846-ban) és utána Tigris és hiéna című drámáját, melyet a pesti tavaszi vásár kedvező szezonjában akart előadatni a Nemzeti Színházban. E művével tért vissza január 4-én Pestre, másnap beadta a drámabíráló választmánynak, amely azt január 13-án előadásra elfogadta. Petőfi 16-án ismét szüleihez Szalkszentmártonba vonult vissza, ahol a Tündérálom című nagyobb költeményét és A hóhér kötele című regényét írta. Mindkettővel február 20-ára készen volt. Március 20-a körül Eötvös József közbenjárására eladta regényét Hartlebennek 150 forintos áron, és az június 4-én meg is jelent. Petőfi 1846 márciusa közepétől április 10–12. tájáig időzött Pesten, ahová azért is sietett visszatérni, mert Tigris és hiéna című drámáját március 19-e előtt kellett volna előadni, de Szigligetinek egy új bohózatos népszínműve miatt mellőzték, illetve csak bérletfolyamban akarták előadni, mire a költő jogos méltatlankodással visszavette darabját 1846. április elején. Bosszúságát felejteni ismét Szalkszentmártonba ment a szüleihez, ott írta A szerelmes tenger című fantasztikus-romantikus költeményét és a népies Szilaj Pistát, amely egyik legkedvesebb elbeszélése. Az év folyamán hosszabb időre ismét szüleihez utazott, akik tavasszal Dömsödre költöztek kisebb bérleményükbe. Dömsödön Pálffy Albert is vele volt, Petőfi visszautazott Pestre. 1845 őszén Tompa is Pestre került, és miután 1846 januárjában betegségéből felgyógyult és a Rókus-kórházból kikerült, ő is Váradyhoz ment lakni és így Petőfi lakótársa volt.
Miközben Petőfi 1846 március–áprilisában Pesten volt, megismerkedett Beck Károly magyarországi származású német költővel, akit Kertbeny Károly vitt el hozzá. Petőfi Kertbenyvel nem rokonszenvezett, de nem volt ellenére, hogy Becket és Duxot rábeszélte költeményeinek német fordítására; így jelentek meg a bécsi Sonntagsblätter-ben Petőfi verseinek első német fordításai (Lopott ló, Pusztán születtem és Híres város az alföldön Kecskemét). Petőfi Beckkel, mint némely életrajzírói írják, szoros barátságot kötött, naponta felkeresték egymást és együtt töltötték az estéket az Angol királynő éttermében. Petőfi vagy 30 költeményét lefordította németre Beck számára, sőt megírta önéletrajzát is németül a kiadáshoz, amit Fischer Sándor őrzött meg. A német kiadásból azonban semmi sem lett; Beck ismeretsége is Petőfivel – amint Beck visszaemlékezéseiből kiderül – csak felületes lehetett. Petőfi május első napjaiban újból falura vonult, Pálffy Alberttel Dömsödre ment, ahol szülei Szent György napja óta laktak. Itt Kovács Jánosnétól béreltek szobát 20 forintért, Petőfi szüleihez jártak étkezni, s ennek költségeit megtérítették. Itt írta Salgó című nagyobb költeményét, melyet a Pesti Füzetekbe szánt.
A júniust Pesten töltötte, s közben Emich Gusztávval alkudozott összes költeményének kiadása ügyében; ehhez Barabás Miklós ismét lerajzolta, a tusrajzot aztán Tyroler József metszette acélba. Váradynak Ruffy Idával történt egybekelésekor, július 29-én Esztergomban ő és Jókai Mór mint tanúk szerepeltek volna, azonban az esketés ekkor a vegyes házassági akadály miatt elmaradt. Petőfi a július és augusztus hónapokat is Pesten töltötte, mint Pákh Albert lakótársa, akivel 1847 tavaszáig együtt lakott egy szűk homályos udvari szobában. Itt tanította Messi Antal az olasz nyelvre. Ezen a nyáron, talán júniusban, meglátogatta Szemere Pált Pécelen, aki a hozzá írt költeményére nyílt levélben válaszolt.

### A Tízek Társasága

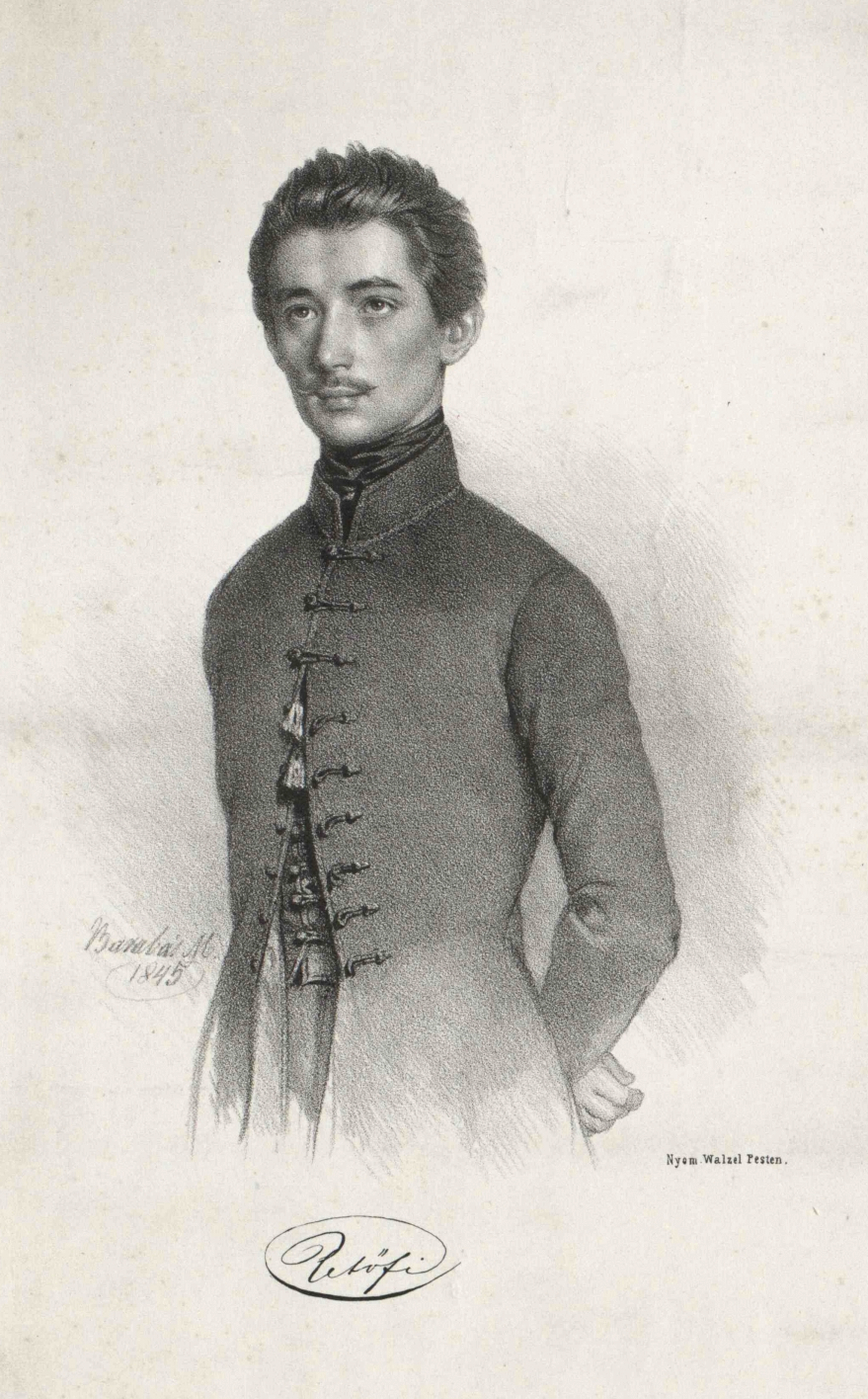
Barabás Miklós: Petőfi Sándor, 1845. Jókai szerint: „A Barabás által kőrerajzolt s a »Pesti Divatlap« mellett megjelent hátratett kezű arczképe: ez a megszólalásig hű, nem kell jobbat keresni nála”

1846 közepén Petőfi megvált Vahot Imre lapjától, a Pesti Divatlaptól. Tapasztalván, hogy a szerzők ki vannak téve a szerkesztők önkényének, írói társulatot akart szervezni, amely a meglevő lapoktól függetlenül alapítana lapot és azt saját irodalmi programja szerint szerkessze. 1846 tavaszán meg is alakította kilenc jeles fiatal írótársával együtt a Tízek Társasága elnevezésű csoportot, ennek tagja volt Petőfi mellett Jókai Mór, Tompa Mihály, Degré Alajos, Obernyik Károly, Pálffy Albert, Bérczy Károly, Pákh Albert, Lisznyai Kálmán és Kerényi Frigyes. A társaságnak célja volt emancipálni a szépirodalmat és saját orgánumukban érvényt szerezni az újabb irodalmi iránynak, amely épp oly nemzeti, mint romantikus volt, és a nép nyelve alapján akart nemzeti stílust fejleszteni. A tízek kötelezték magukat 1846 márciusában, hogy az év közepétől számítva egy évig sehova sem írnak, csak a saját szépirodalmi lapjukba, melyet Pesti Füzetek címmel akartak megindítani. Az év közepén csakugyan megszüntették a különböző lapokba történő írást, de Vahot Imre bosszút állt rajtuk, mert a tízek közül öttől mindjárt júliusban leközölte olyan munkáikat, melyek régebbről nála maradtak. Emiatt Petőfi összeveszett Vahottal, akit párbajra is hívott, de Vahot kitért ez elől. A lapra azonban a tízek a gyanakvó hatóságtól nem kaptak engedélyt az új lap megindításához, mire 1846 novemberében elfogadták Frankenburgnak, az Életképek szerkesztőjének előzékeny közeledését, és társaságukat feloszlottnak nyilvánították. Csak Pákh és Obernyik nem írtak egy évig egy divatlapba sem. Petőfi az Életképekhez csatlakozott.

### Megismerkedése és házassága Szendrey Júliával, költészetének fénykora
1846 őszén kezdődött életének és költészetnek legfontosabb korszaka. Megismerte Szendrey Júliát, aminek hatására tovább gazdagodott egyénisége, és létrejött költészetének új virágkora. Szerelmével együtt erősödött hazaszeretete, és költészetének mind szerelmi, mind hazafias és politikai iránya ez után tárult ki teljes nagyszerűségében, amellett, hogy régi tárgyai és érzései, a fiúi szeretet, a szülőföld szeretete ezután is folyton ihlették.
Augusztus vége felé nagyobb körútra indult Pestről Obernyik Károllyal, a szeptember 9-ére hirdetett erdélyi országgyűlést szándékozott meglátogatni Kolozsvárt; de előbb Szatmárt, Máramarost, majd Erdélyt akarta bejárni. Szatmárra Pap Endre és Riskó Ignác hívta meg. Augusztus végét és szeptember első napjait Pap Endrénél Szatmáron töltötte; szeptember 4–5-én Nagykárolyba mentek, hogy Szerdahelyi Pál helyettes főispán beiktatásán jelen legyenek; szeptember 7-én a Szarvas fogadóból, ahol lakott, a költő Riskó Ignác megyei aljegyzőhöz költözött át. Megismerkedett a vendéglőben Teleki Sándor gróffal, akivel barátságot kötött.
Szeptember 8-án, a megyei bál előtt délután 6–7 óra tájban látta először a költő a Térey család kertjében Szendrey Júliát, Szendrey Ignác erdődi tiszttartó, Károlyi Lajos gróf inspektora alig 18 éves leányát. Este a bálban bemutatták őket egymásnak, hosszabban társalogtak, és a költőre e találkozás meghatározó benyomást tett.
Néhány napon át, Téreyéknél többször is találkozott Júliával, amikor pedig ő hazautazott az apjával Erdődre, ahol a várkastélyban laktak, Petőfi két barátjával Szatmárról látogatást tett náluk. Júliának hízelgett a már híres költő közeledése, ő is érdeklődött iránta, mialatt Petőfi még a hónap folyamán és október elején többször is kirándult hozzájuk. A leány érdeklődése is szerelemmé kezdett fejlődni, bár a költő iránt kissé szeszélyesnek mutatkozott, s a költő vallomására nem adott határozott választ.
Petőfi október 10-én fájdalommal vett búcsút Júliától Erdődön, de a lány úgy intézte a dolgot, hogy az október 22-i tisztújításra ismét elment atyjával Nagykárolyba, tudván, hogy ott lesz Petőfi is. Ott tavaszra ígért Petőfinek végleges választ, de már reményt nyújtott neki, ami a költőt az átélt kétségek után boldoggá tette. Október 23-án váltak el ismét, és Petőfi Nagybányára, majd Koltóra rándult ki, Teleki Sándor grófhoz, aki Haray Viktorral érte ment. Petőfi demokrata létére nagyon megkedvelte a liberális és jókedvű főurat, és jó napokat töltött nála.
Koltón egy politikai értekezlet alkalmával írta Erdélyben című hazafias ódáját; de a legtöbb ekkor írt költeményét Júliának szentelte. Kolozsvárra nem ment el, mert az erdélyi országgyűlést elnapolták, hanem november 10-e körül elhagyta Koltót, és Szatmáron, Nagykárolyon és Debrecenen keresztül Pestre tért vissza.
Ekkor történt az az epizód, amely sok félreértést okozott Júliával kapcsolatban, amit az életrajzírók sem mindig helyesen magyaráztak. Debrecenben elment a színházba, ahol megjelenésekor a közönség önkéntelen ovációban tört ki, és az akkor ott játszó ünnepelt színésznő, Prielle Kornélia a darabba szőtt ének helyett Petőfi egy dalát énekelte el. A következő nap kapta azt a hírt, hogy Júlia máshoz akar férjhez menni. Petőfi dacos lelke felindulásában hirtelen tettre határozta el magát. Meglátogatta Prielle Kornéliát, nőül kérte, este előadás közben pedig sürgette, hogy azonnal esküdjenek meg. Kornélia beleegyezett, és Petőfi sietett a református paphoz, de az diszpenzáció nélkül nem volt hajlandó azonnal összeadni őket. Másnap a katolikus papnál is járt, de eredménytelenül, és így visszatért Pestre, ahová november 20. körül érkezett meg. Onnan még írt Kornéliának, aki azonban meghallván, hogy Petőfi Júliába szerelmes, csak hidegen válaszolt, és így a viszony elcsitult. Ennek azonban híre ment Júliához, aki nem készült máshoz menni, és azért e lépés fájdalmasan érintette. Petőfi levelet írt Júliának, amelyben megmagyarázta az esetet. Kibékülésüket befejezte az, hogy Júlia elküldte neki naplója egy részét, amelyben szerelmét festi le.

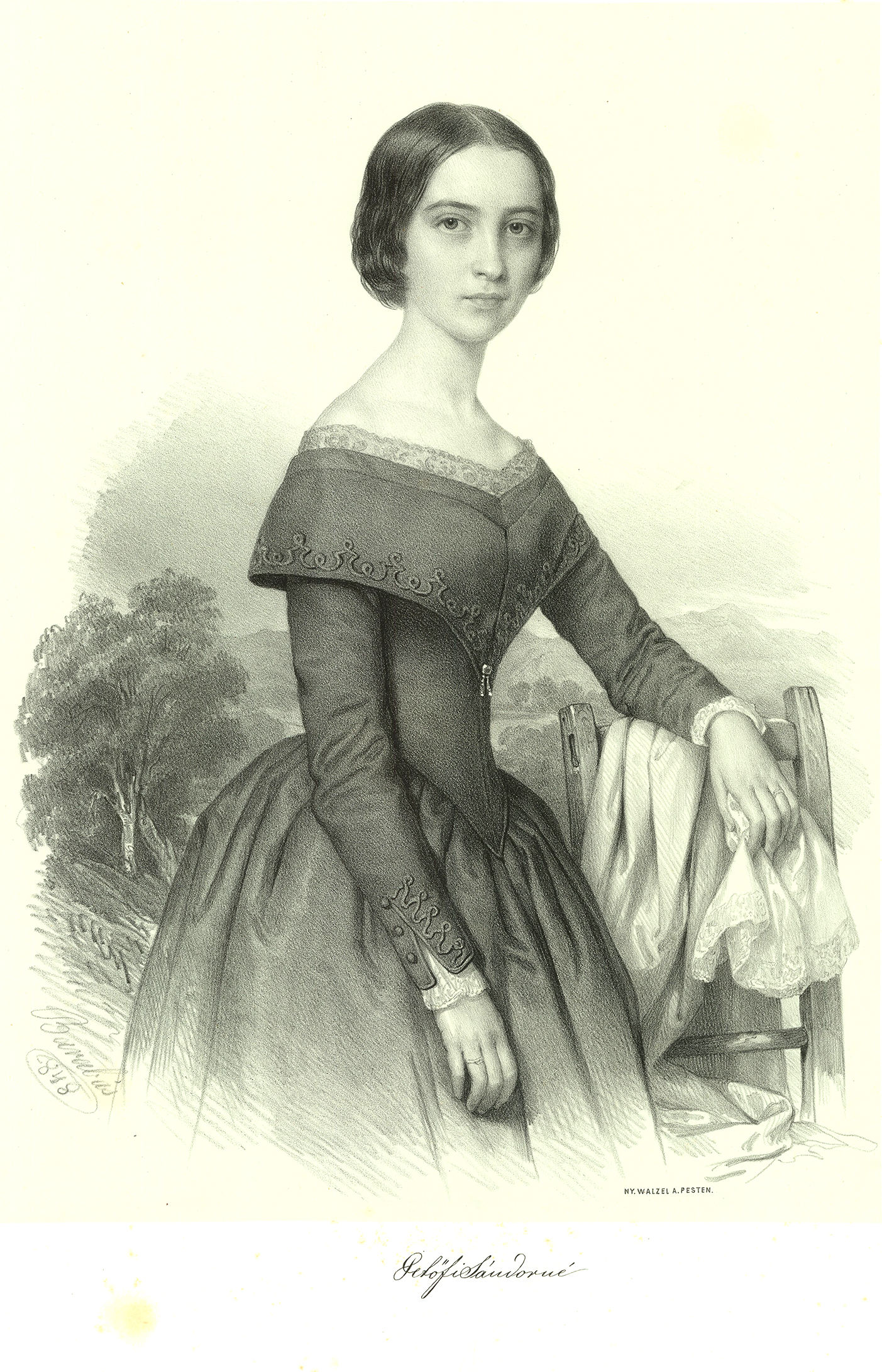
Szendrey Júlia

Ekkor, 1846 decemberében adta ki Petőfi az Életképekben Júliához intézett költeményei közül az elsőt (Mi van innen távol). Szerelmi viszonyuk ezután is új és új változáson ment át. Júlia bizonyos félelemmel látta szerelme növekedését; tartott a költő szenvedélyességétől, viszont hideg sem tudott maradni iránta. Újabb keserűséget okozott neki az a hír, melyet valaki Szatmáron terjesztett, hogy Petőfi az ő naplóját dicsekedve mutogatta ismerőseinek. Szülei először e hírből értesültek a viszonyról. A szigorú és gyakorlatias apja hallani sem akart a biztos állás nélkül élő költőről, egy gazdag földbirtokosnak szánta a leányt. Júlia nem mondott e kérőnek igent, de meg kellett ígérnie, hogy egy évig Petőfihez sem megy, sem levelet nem ír neki. Az apa arra számított, hogy a csapodárnak vélt Petőfi addig elfelejti Júliát és a leány is meggondolja magát. Júliának e miatti hallgatása szintén sok félreértést okozott. Csak Térey Mari, Júlia barátnője és Sass Károly közös ismerősük útján válthattak olykor üzenetet, amelyek mind szenvedélyesebb érzésről tanúskodtak. Végre 1847 májusa elején Térey Mari útján Júlia találkozóra hívatta Petőfit, hogy tisztázzák egymás iránti érzelmeiket. Petőfi Pestről azonnal levelet írt Szendreynek, amiben megkérte Júlia kezét. Az apa azt válaszolta, hogy még nem ismeri Petőfit és végleges választ a kitűzött egy év leteltével fog adni. Petőfi ekkor Erdődre utazott, ahol Lauka Gusztávnál szállt meg (május 16–20.). A lánykérést személyesen ismételte meg, de az összezördüléssel végződött, és Szendrey kijelentette, hogy leánya sorsát nem meri a költő kezére bízni, egyben felszólította, hogy kímélje meg őket látogatásaitól, egyszersmind mindent elkövetett, hogy a fiatalok ne találkozhassanak. De Petőfi és Júlia állhatatosak voltak, ismételten is összejöttek a vár kertjében és örök hűséget esküdtek egymásnak. A költő szökésre is rá akarta beszélni a leányt, de az nem egyezett bele. Petőfi az atyától még több ízben követelte a leány kezét, míg végre Szendrey egy heti határidő kitűzésével akart egyelőre megszabadulni. Petőfi május 20-án Nagybányára ment, s ott kapta meg Szendrey elutasító levelét. Erre visszatért Erdődre és május 26-án ünnepélyesen ismét megkérte Júlia kezét, akit a szülők az elmúlt napok alatt sikertelenül akartak lebeszélni. Az apa végül kijelentette, hogy Júliára bízza sorsát, de ő kiházasítani nem fogja, és választania kell közte és Petőfi közt. Júlia a költőt választotta, és az esküvőt az egyévi próbaidő leteltének napjára, 1847. szeptember 8-ára tűzték ki. Addig is kikötötték a szülők, hogy Petőfi legyen távol Erdődtől, de a levelezést megengedték. Szendrey Júliának esküvőjekor reverzálist adott összes születendő gyermeke katolikussá nevelésére.
Petőfi ekkor Szalontára ment, ott Arany Jánosnál töltött tíz napot; a két nagy költő a Toldi sikere alkalmával kezdett levelezést, melyet éppen Petőfi indított meg, és ekkor látták egymást először, már mint jó barátok. Pestről külföldi útra készült, hogy könnyebben teljék az idő, de ez akkor elmaradt.
1846-ban valamikor Győrben is volt Frankenburggal, Pompéryval, Lisznyayval együtt. Két napot töltött ott, és Balogh Kornél alispán a költő tiszteletére estélyt adott. Talán ekkor beszélték meg dr. Kovács Pállal a Hazánk című folyóiratba való munka ügyét. 1847. január 7-én jelent meg Tigris és hiéna című drámája. Szerződött az Életképekkel, hogy január 1-jétől más lapba nem ír, általában a lap minden második számában jelent meg költeménye, melyekért egyenként másfél aranyat kapott. Abban az évben írta az Életképekbe két népies elbeszélését: A nagyapát, amely február 6-án és 13-án, és A fakó leány és a pej legényt, amely május 8-án és 15-én jelent meg. Az Életképeken kívül 1847-ben csupán a győri Hazánkba, Kovács Pál lapjába dolgozott; negyedévenként hat költeményt adott, melyekért 45 forintot, így egész évre 180 forintot kapott. 1847. március 15-én jelentek meg Petőfi összes költeményei egy kötetben Emich Gusztáv kiadásában. Emich 500 forintot fizetett a költőnek a 3000 példányban nyomatott kiadásért; arcképét Barabás Miklós rajzolta meg tussal. 1848. december 15-én az első akadémiai nagygyűlésen, amelyet 1847 óta tartottak, a költő összes költeményeinek ez a kiadása elnyerte a nagy jutalmat. Ettől az időtől fogva állandó jelzője a „legnépszerűbb költő” volt.
Március 15–17-én a vásár alatt tartott köri estélyen, melyen alig volt Magyarországnak olyan megyéje, amelyet néhány szabadelvű vendég ne képviselte volna, a költőt nagy lelkesedéssel üdvözölték. Március 22-én Egressy Gábor meghívására Székesfehérvárra utazott, ahol 29-éig mint vendég szerepelt. Ezen a napon tért vissza Pestre, és az egész áprilist ott töltötte.
A június 26-i szerződés szerint Összes költeményeit örök áron eladta Emichnek 1500 forintért, és megállapodtak, hogy minden ezután írandó hasonló kötetért Emich 2000 forintot fog fizetni. Ugyanekkor biztosítani akarván sorsát, Jókaival, aki átvette 1847 második felében az Életképeket, valamint Kovács Pállal olyan szerződést kötött, hogy 1848. január 1-jétől negyedévenként hat költeményt fog adni lapjaikba 50–50 forintért. Pestről külföldi útra készült, hogy könnyebben teljék az idő, de ez akkor is elmaradt.
Július 1-jén elindult Felső-Magyarországra, meglátogatta Losoncon Stellert, Eperjesen Tompát, akivel a murányi várat is megtekintette, Miskolc, Sárospatak útba ejtésével Sátoraljaújhelyen Kazinczy Gábort, Széphalomban Kazinczy Ferenc házát és sírját, elment Ungvárra, megnézte Munkács várát. Útjának e vonalát is egész sor költeményének dátuma jelzi. Július 13-án Szatmárra érkezett, és Pap Endrénél szállt meg.
Eleinte megtartotta a tilalmat, írogatással töltötte idejét, itt írta Széchy Máriáját; de július vége óta többször is kirándult Erdődre, bár Szendrey hidegen bánt vele. Augusztus 5-én eljegyezte Júliát, szeptember 8-án pedig megtörtént az esküvő az erdődi vár kápolnájában. Júliának csak az anyja és a húga jelent meg; az apa áldás nélkül bocsátotta őket útnak és anyagi segítséget sem adott.

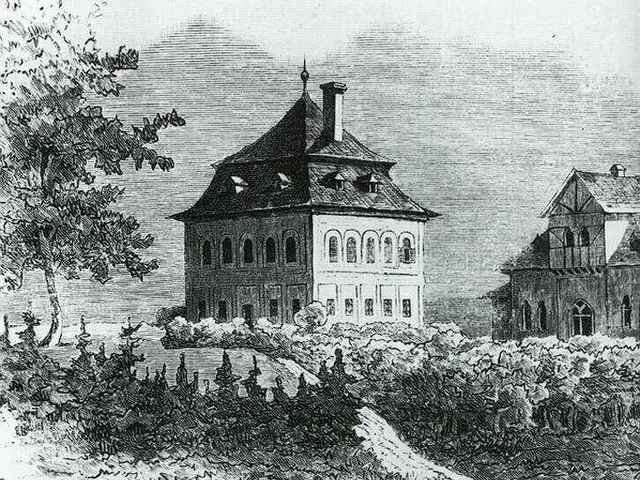
A Teleki-kastély Koltón

A fiatal párt a kalandos életű gróf Teleki Sándor négyesfogata szállította Koltóra, ott töltötték a mézesheteket Petőfi egyetlen arisztokrata barátjának kastélyában, amit Teleki egészen átengedett nekik. Hat hétig maradtak ott boldog elvonultságban. Október 20-án keltek útra, és előbb Kolozsvárra mentek, ahol lelkesen ünnepelték őket, majd Szalontán Aranyékat látogatták meg, ahol egy hétig időztek, és azután Pestre utaztak.
Bérelt háromszobás lakásuk, melyet Egressy Gábor, a költő barátja szerzett meg számukra, a Dohány utcai Schiller-ház I. emeletén volt. 1847. október 4-én költözött be a költő ide hitvesével. Két szobában a házaspár lakott, a harmadikat pedig kiadták Jókainak. Egyszerűen éltek, a jólétben nevelkedett asszony elfogadta új helyzetét, boldogította férjét és örült az ünneplésnek, melyben őt is részesítették. A költő boldog férj lett, szerelmi lírájának Júlia mint asszony is egyetlen tárgya maradt, és a maga eredetiségével a házasember szerelmét is mint kifogyhatatlan költői témát mutatta be a magyar költészetben. Ebben az időszakban keletkezett például a Reszket a bokor, mert… és a Szeptember végén című költemény is.
Hogy Júlia valóban szerette-e a költőt, vagy csupán becsvágyból ment hozzá, ez később sok kérdést vetett fel mind az irodalomban, mind a közvéleményben. Apja kitagadással fenyegette meg, ő mégis a költőt választotta, de naplójában lehet olvasni kételyeiről és érzelmeiről Petőfi iránt. „Ha mint Sándorom neje leszek boldogtalan – mi csak tőle függ –, lesz erőm tűrni mindent, mit rám küld az ég, és kivívni magamnak a jövő üdvösségét; de ha elszakasztanak tőle, ha még nem is láthatom, úgy veszve, veszve lesz minden számomra! Mindég az idővel bíztatnak, hogy ez meghozandja, mit isten számomra rendelt, de elég volt fél év két hó, én nem várhatom tovább összetett kezekkel az idő ajándékát. Nem! nem lehet tovább! s Marim, édes angyalom, segíts rajtam, ne hagyj elveszni, mint a többiek” – írta Júlia barátnőjének, Térey Marinak levelében. Valószínűleg hozzájárult döntéséhez az a prózai tény is, hogy Petőfi – szinte már lemondva a lehetőségről – abban az időben megkérte az ünnepelt debreceni színésznő, Prielle Kornélia kezét.
Ezalatt Petőfi költői pályája hatalmasra ívelt, átadta magát a munkának és a tervezgetéseknek, a családi boldogságnak. 1847-ben az Életképekbe dolgozott, ahol verseit másfél arannyal honorálták; írt Kovács Pálnak Győrött megjelenő Hazánkjába is, hasonló feltételekkel. De legfontosabb volt ez évben összegyűjtött költeményeinek kiadása. Ez az előbbi gyűjteményeket és azon kívül 105 újabb költeményét foglalta magába. Emich vette meg 500 forintért egy kiadásra, és Petőfi összes költeményei címmel jelentek meg 1847. március 15-én. A gyűjteményt, melyet Petőfi hálája és tisztelete jeléül Vörösmartynak ajánlott, lelkesedéssel fogadták, és a 3000 példány pár hónap alatt elfogyott. Júniusban Emich örök áron bevette 1500 forintért; ez volt a költő fő jövedelmi forrása 1848 tavaszáig.
Az 1846. november 15-i előzetes pártalapító gyűlés után hivatalosan 1847. március 15-én Pesten, az országos ellenzéki konferencia keretében kimondták az Ellenzéki Párt létrejöttét. A párt elnökévé a létrehozásán sokat fáradozó Batthyány Lajost választották meg. Az alakuló ülésen Kossuth Lajos vázolta a párt számára a jórészt általa kidolgozott hivatalos programot, s az ülés végén Petőfi Sándor elszavalta A nép nevében című versét.

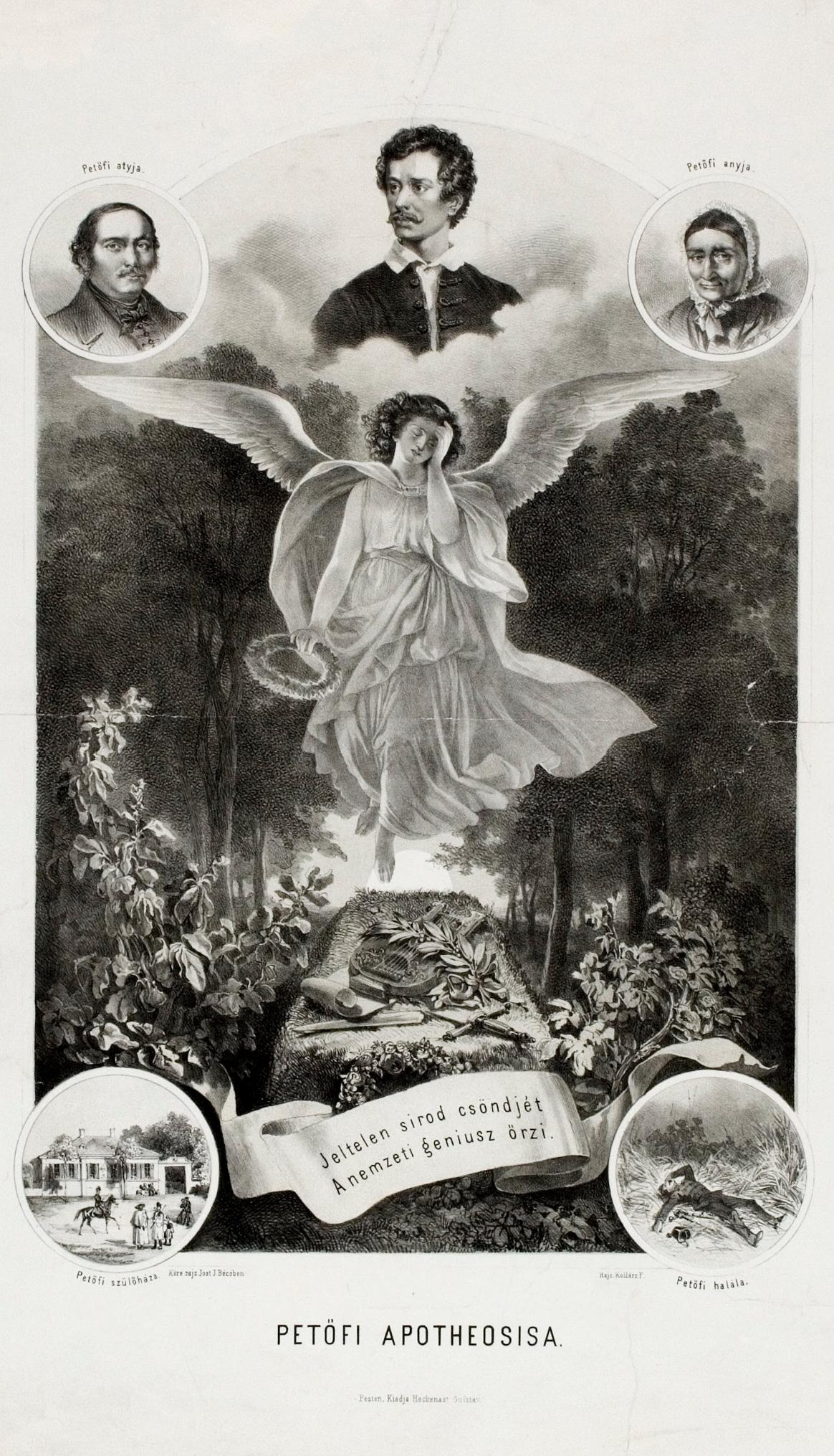
Franz Kollarž: Petőfi apotheosisa

A NÉP NEVÉBEN
Még kér a nép, most adjatok neki!
Vagy nem tudjátok, mily szörnyű a nép,
Ha fölkel és nem kér, de vesz, ragad?
Nem hallottátok Dózsa György hirét?
Izzó vastrónon őt elégetétek,
De szellemét a tűz nem égeté meg,
Mert az maga tűz; ugy vigyázzatok:
Ismét pusztíthat e láng rajtatok!
S a nép hajdan csak eledelt kivánt,
Mivelhogy akkor még állat vala;
De az állatból végre ember lett,
S emberhez illik, hogy legyen joga.
Jogot tehát, emberjogot a népnek!
Mert jogtalanság a legrútabb bélyeg
Isten teremtményén, s ki rásüti:
Isten kezét el nem kerűlheti.
S miért vagytok ti kiváltságosok?
Miért a jog csupán tinálatok?
Apáitok megszerzék a hazát,
De rája a nép-izzadás csorog.
Mit ér, csak ekkép szólni: itt a bánya!
Kéz is kell még, mely a földet kihányja,
Amíg föltűnik az arany ere...
S e kéznek nincsen semmi érdeme?
S ti, kik valljátok olyan gőgösen:
Mienk a haza és mienk a jog!
Hazátokkal mit tennétek vajon,
Ha az ellenség ütne rajtatok?...
De ezt kérdeznem! engedelmet kérek,
Majd elfeledtem győri vitézségtek.
Mikor emeltek már emlékszobort
A sok hős lábnak, mely ott úgy futott?
Jogot a népnek, az emberiség
Nagy szent nevében, adjatok jogot,
S a hon nevében egyszersmind, amely
Eldől, ha nem nyer új védoszlopot.
Az alkotmány rózsája a tiétek,
Tövíseit a nép közé vetétek;
Ide a rózsa néhány levelét
S vegyétek vissza a tövis felét!
Még kér a nép, most adjatok neki;
Vagy nem tudjátok: mily szörnyű a nép,
Ha fölkel és nem kér, de vesz, ragad?
Nem hallottátok Dózsa György hirét?
Izzó vastrónon őt elégetétek,
De szellemét a tűz nem égeté meg,
Mert az maga tűz... ugy vigyázzatok:
Ismét pusztíthat e láng rajtatok!
(Pest, 1847. március)
1848. január 1-jén a második kötetet is eladta Emichnek 2000 forintért, melyet Emich májustól kezdve havi 100 forintos részletekben tartozott fizetni. Így biztosítva volt sorsuk 1849 októberéig. E kötet megjelenése adott alkalmat a kritika két nyomós nyilatkozatára. Pulszky Ferenc a Szépirodalmi Szemlében, Eötvös József a Pesti Hírlapban melegen méltatták Petőfi költészetét; Eötvös rámutatott, hogy Petőfi költészete nem népi, hanem valódi magyar nemzeti költészet. E bírálatok elégtételül szolgáltak az álkritikusok és irigyek ama támadásaival szemben, amelyek 1846 vége óta, különösen a Honderűben, ismét megújultak. Ez idő tájt szilárdulnak meg politikai meggyőződései. A kor demokratikus áramlata a hazai politikában is mind érezhetőbbé vált, éppúgy mint nyugaton, és a kornak e szelleme találkozott az ő érzésével; a nép fia volt, onnan küzdötte fel magát, azt szerette volna szabaddá és boldoggá tenni, eltörölni minden előjogot, eltiporni a zsarnokságot. Hazaszeretete találkozott a magyar politikai élet másik irányával, az Ausztriától való függetlenedés céljával. E felfogása a francia forradalom történetének olvasgatása és Shelley hatása alatt a magyar irodalom régebbi irányaival szemben egy új költői irány zászlóvivője lett, és a magyar költészet nemzeti és demokrata átalakítására valóságos szövetséget is próbált alakítani.
Egy költői triumvirátus gondolata lebegett előtte, amelynek rajta kívül Arany és Tompa lettek volna tagjai, és 1848 elejétől Jókai lapja, az Életképek mellett tömörültek volna. Arany és Tompa is beleegyezett, azonban Tompával a viszonya megváltozott, úgyhogy a szövetkezés forma szerint nem jött létre, de a három költő anélkül is támogatta egymást. Vörösmartyval és Arannyal szövetségre lépve nekiálltak Shakespeare műveit magyarra fordítani, Petőfi a Coriolanusszal végzett, majd elkezdte a Rómeó és Júlia fordítását is. Házassága első hónapjaiban írta A táblabíró, a Lehel töredékét, a Bolond Istókot és számos kisebb költeményt. Termékenysége fokozódott a házasélet idején, amellett feszült figyelemmel kísérte a politikai élet fejlődését, ami csakhamar életének fontos, egyben utolsó szakaszához vezetett.

### Arany János barátsága
1847 februárjában szövődött örök barátsága Arany Jánossal, akivel 1849-ig folytatott levelezést, és akihez két alkalommal is ellátogatott. Petőfi első levelét a Toldi olvasása után írta, verssel köszöntve Aranyt.

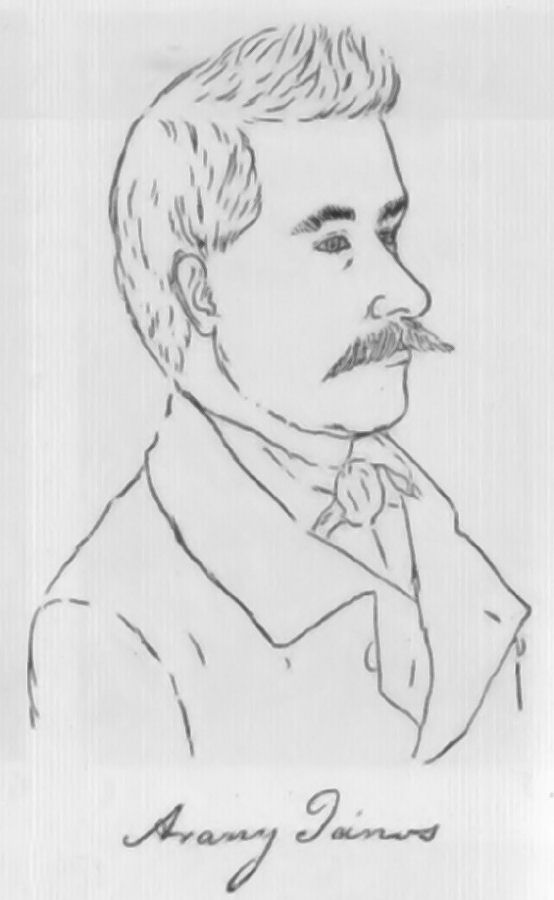
Petőfi rajza Arany Jánosról

TOLDI írójához elküldöm lelkemet
Meleg kézfogásra, forró ölelésre!…
Olvastam, költőtárs, olvastam művedet,
S nagy az én szívemnek ő gyönyörűsége”. (Arany Jánosnak, részlet)
A válasz nem késett sokat:
Most, mintha üstökös csapna szűk lakomba,
Éget és világít lelkemben leveled:
Ó mondd meg nevemmel, ha fölkeres Tompa,
Mily igen szeretlek Téged s őt is veled.
Petőfi 1847 tavaszán jelentette meg Összes költeményeit is, amelyből már az első kiadásban 3000 példányt adtak ki, de sikere miatt még három alkalommal kinyomtatták. Versei elé mottóul a költő hat sort tűzött: „Szabadság, szerelem! / E kettő kell nekem. / Szerelmemért föláldozom / Az életet, / Szabadságért föláldozom / Szerelmemet”.

### Az 1848-as forradalom és szabadságharc alatti élete
1848 januárjában elindult a forradalmak sora Európában, először az olaszoknál, majd februárban Párizsban, s az események gyors egymásutánban peregtek. A pesti ifjúság ama mozgalmában, amely a pozsonyi országgyűlés tanácskozásainak, a párizsi februári forradalomnak és a bécsi forradalomnak hatása alatt egyre jobban erősödött, Petőfinek vezérszerepe volt. A szabadság, egyenlőség és testvériség eszméi az ő költészetére is hatással voltak, vérmérsékleténél fogva is forradalmi természet volt. Március 13-án megírta a Nemzeti dalt, március 14-én összeállították a 12 pontot. Ezen az estén érkezett meg a bécsi forradalom híre.
1848. március 15. a pesti forradalom és egyszersmind Petőfi napja. „Ezt a napot Petőfi napjának nevezze a magyar nép; mert ezt a napot ő állítá meg az égen, hogy alatta végigküzdhesse a nemzet hosszúra nyúlt harcát szabadsága ellenségeivel” – emlékezett Jókai. Az eredetileg 19-ére tervezett nemzetgyűlést a bécsi forradalom hírére hozták előre március 15-ére.
A márciusi ifjak vezéreként az események egyik főszereplőjévé vált, a forradalom az ő lakásáról indult: Jókai, Bulyovszky, Vasvári Pál és Petőfi együtt gyalogolt át a Pilvax kávéházba. A 12 pont mellett a Nemzeti dal a népakarat legfontosabb kifejezője, a szabad sajtó első terméke volt. Petőfi a Pilvaxban majd az orvosi egyetem udvarán szavalta el versét, elindítva a lavinát. A Landerer-nyomda előtt már a nyomtatott változatot zúgta utána a tömeg. A délután során a Múzeum előtti népgyűlés, a Városházánál történtek, majd Táncsics Mihály kiszabadítása a forradalom ismert eseményei. Este a színházban Egressy Gábor is elszavalta a Nemzeti dalt.
A nap történéseit éjjel és másnap mind prózában, mind költeményben megörökítette: „E hős ifjúság vezére/voltam e nagy tetteknél” – írta büszkén. „Nagyapáink és apáink, / Míg egy század elhaladt, / Nem tevének annyit mint mink / Huszonnégy óra alatt” – indokolta e büszkeséget. „Petőfi az egyetlen költő, aki egy népforradalmat személyesen vezetett – jegyezte le tettei jelentőségét Fekete[pontosabban?].
Pest, 1848. március 21. Petőfi levele Arany Jánoshoz (részlet):
„Forradalom van, barátom, s így képzelheted, mennyire vagyok elememben! …Sokan el akarják mozgalmainktól e nevet disputálni, és miért? mert vér nem folyt. Ez csak dicsősége a dolognak, de a dolgot nem változtatja meg. Én forradalomnak tartok minden erőszakos átalakulást; márpedig mi erőszakkal vívtuk ki a sajtószabadságot és Stancsics kibocsáttatását. Hogy ellenszegülés nem történt, ez csak azt mutatja, hogy az ellen vagy teljesen átlátta tehetetlen gyöngeségét, vagy gyáva volt megtámadni bennünket.”

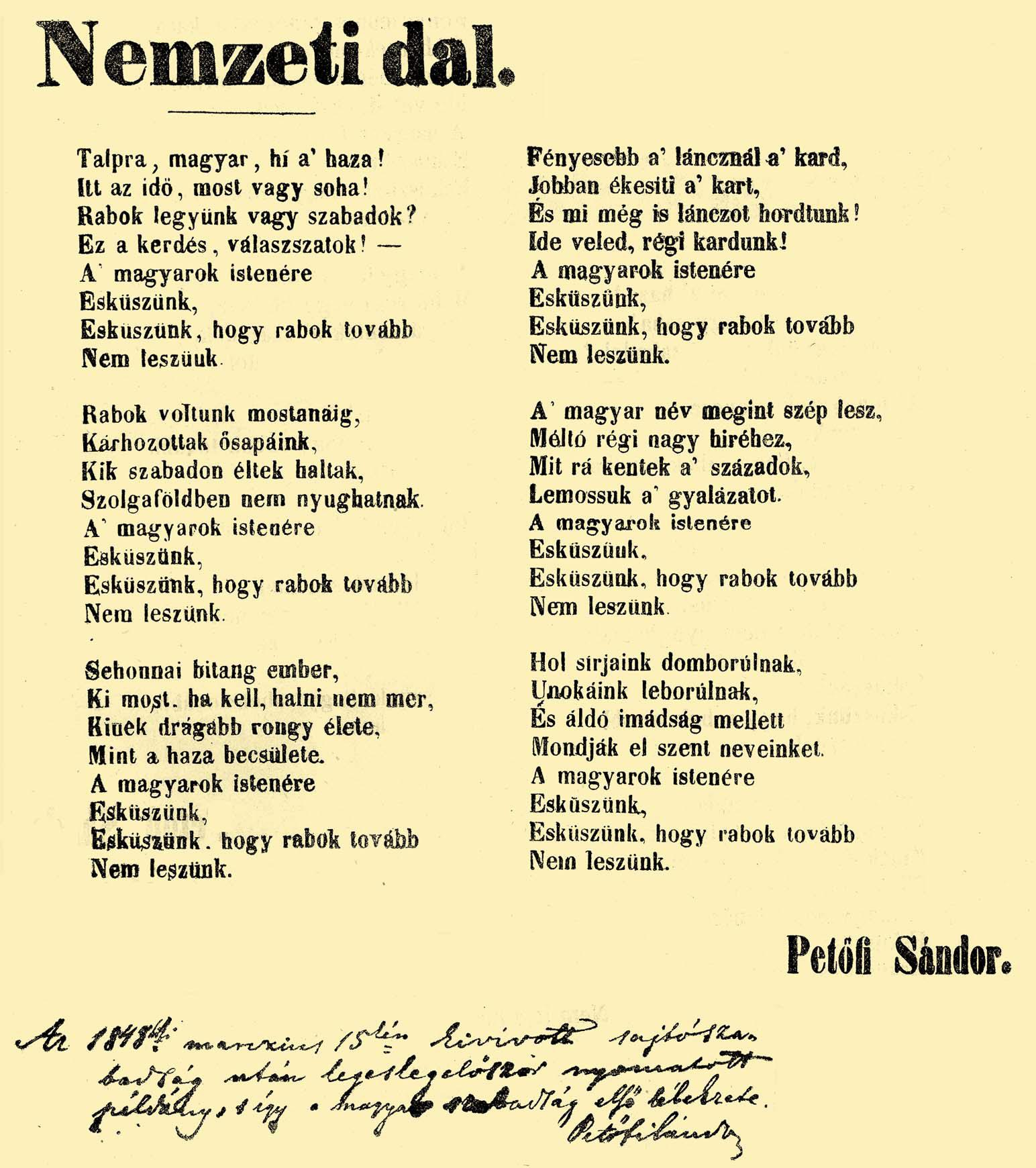
A Nemzeti dal kinyomtatott példánya

„Petőfi életének utolsó másfél évét mintha csak egy végzetdráma szerzője írta volna: 1848. március 15-étől, a győzelem és a dicsőség tetőpontjától 1849. július 31-éig, a végső segesvári katasztrófáig egyetlen hatalmas ívű zuhanásnak tűnik fel pályája.”[pontosabban?]
Öt nappal a pesti forradalom után már a következőket jegyezte naplójába: „Az egyetértés, mely eddig kivétel nélkül uralkodott a fővárosban, bomlani kezd.” A márciusi ifjak számukhoz képest jelentős hatást fejtettek ki, mégis csupán közvetve befolyásolhatták a politikát alakító liberális nemességet. Március 15-én mögöttük volt a közvélemény, az ország, ám radikalizmusuk hamarosan elszigetelte őket. Áprilisban így írt a forradalmi fejleményekről:
Megint beszélünk s csak beszélünk,
A nyelv mozog s a kéz pihen;
Azt akarják, hogy Magyarország
Inkább kofa, mint hős legyen.

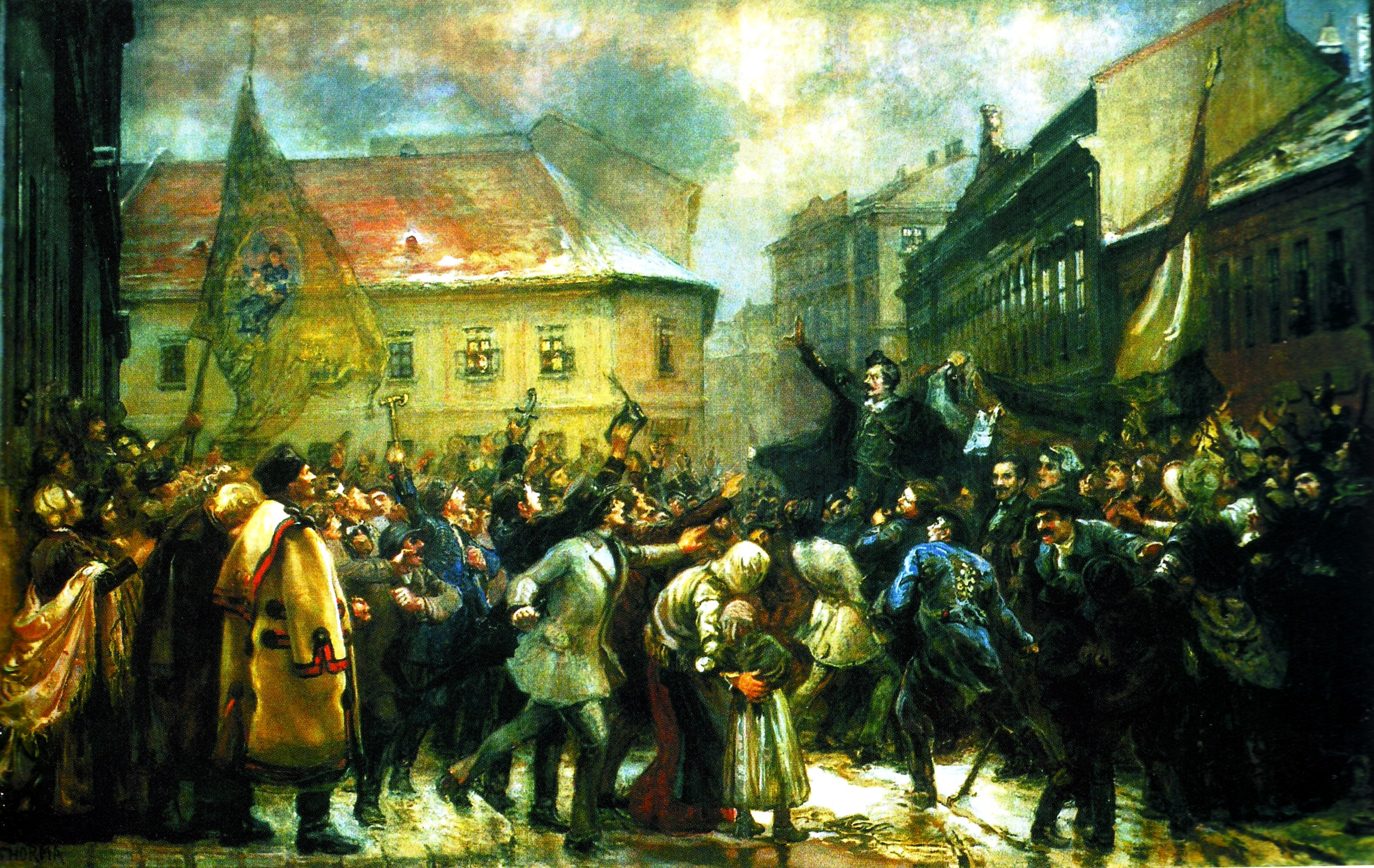
Thorma János Talpra magyar! című festménye

Petőfi szerepe, költeményének hatása ismétlődött március 16-án is, és a Nemzeti dalt, mintegy a magyar Marseillaise-t rövid idő alatt százezrek ismerték meg. Háromszor fordították németre, majd franciára, hat dallamot is szereztek rá azon melegében, és Petőfi a népszerűség oly magas pontján állt, hogy a pozsonyi országgyűlésen is némi megdöbbenést okozott. Március folyamán a forradalmi események foglalták el, részt vett a polgárság gyűlésein, de utóbb, amikor a felelős minisztérium megalakult, az ifjúság háttérbe szorult. Petőfi francia elméletek hatása alatt a köztársaságért lelkesedett, a királyság eszméje ellen küzdött, és április elején kiadta és népgyűlésen szavalta A királyokhoz című versét. Ez az álláspontja egy időre rontott népszerűségén, de ő naiv optimizmusában tovább haladt útján. Elégedetlen volt a magyar politikusokkal is, radikálisabb, erélyesebb fellépést követelt és kifakadt a minisztérium ellen.
Március 16-án az előbbi nap tiszteletére a két főváros kivilágítva, néhány nappal utóbb fáklyás zene Klauzálnak, Nyárinak stb. ... aztán fáklyás zene Wesselényinek, Eötvös Józsefnak stb. ... később Batthyányi, Kossuth, Széchenyi megérkezésekor a két főváros kivilágítva ... tegnap ismét a nádor tiszteletére kivilágítás és mindenféle ceremónia. Mennyi ünnep egy hónap alatt! Vigyázzatok, hogy ezek után a fényes éjek után sötét napok ne következzenek.
Ha vesszük, e férfiak valamennyien megérdemelték a megtiszteltetést, melyben részesültek, de ha meg nem érdemelnék is, csakúgy megtiszteltük volna őket, és ez a szomorító a dologban. Borzasztó vasárnapi nép vagyunk, nekünk mindig ünnep kell, s ha egyszer nem lesz emberünk, a kit megünnepeljünk, majd a holdvilágnak viszünk fáklyás zenét s csinálunk kivilágítást. Talán azért vagyunk olyan rongyosak, mert mindig ragyogni akartunk.
A költő ellen titkos és nyílt politikai hadjárat indult. Petőfi népszerűsége rohamosan csökkent, a közvélemény is ellene fordult. Határozott vágya volt a népet képviselni az országgyűlésen, és 1848-ban szűkebb hazájában, a Kiskunságban fel is lépett követjelöltként. Programja tetszett is, de rágalmakat terjesztettek róla, a népet ellene fordították, választóit megakadályozták a szavazásban és őszintesége is csökkentette választási esélyeit. Ezért júniusban elbukott a képviselőválasztáson. A Kis-Kunokhoz többek közt a következő szavakat intézte: „Hanem azt korán se várjátok, hogy én titeket magasztaljalak, mert akkor szemtelenül hazudnám. Becsületemre mondom, hogy ti nem vagytok remek emberek, vagy eddig legalább nem voltatok. Március 15-ig az egész Magyarország nagyon szolgalelkü, kutyaalázatosságu ország volt és ti ebben a virtusban közelebb álltatok az elsőkhöz, mint az utósókhoz.” Távozásra kényszerítették, nemzetőrök kísérték ki Szabadszállásról. Csalódottan és ekkori tapasztalatainak hatása alatt született Az apostol című költeménye.
„Úgy látta, a kormány erélytelensége az elért vívmányok elvesztését fogja eredményezni, s a nemzethalál veszedelmétől csak egy újabb forradalom mentheti meg az országot” (Gépeskönyv, idézet). Éberen és kritikusan figyelte a nemzetgyűlés munkáját, versekben és cikkekben támadta az új kormány tevékenységét. Követelte, hogy vonják ki a magyar katonákat az olasz frontokról.
A korabeli közvéleményhez hasonlóan ő sem értette meg, hogy az első felelős magyar kormány mozgástere mennyire csekély. Ezt mutatja Lenkey János huszárszázadának esete is. Lenkey százada 1848 nyarán galíciai állomáshelyéről megszökött, hogy csatlakozzon a szerveződő honvédséghez. Latour, osztrák hadügyminiszter követelte a század megbüntetését, ugyanakkor a magyar közvélemény országosan megmozdult a szökött huszárok védelmében. Mészáros Lázár hadügyminiszter türelmes magyarázkodása ellenére kevesen értették meg, hogy nem hagyhatja figyelmen kívül az osztrák követelést, és a század szökése egyébként is a magyar sorezredek hazavezényléséről folyó tárgyalások közben, tehát a lehető legrosszabbkor történt. Ekkor született a Lenkei százada című verse:
Koszorút kötöttem

Cserfa-levelekbül,

Harmat csillog rajta

Örömkönnyeimbül…

Kinek adnám én ezt,

Kinek adnám másnak,

Mint vitéz Lenkei

Huszárszázadának?

[…]

Itt a haza földén,

Hová vont szívetek,

Forró öleléssel

Üdvözlünk titeket,

Vitéz jó testvérek,

Üdvözlünk ezerszer…

Beszéljen akármit

A hadügyminiszter!
Szélsőséges álláspontja hozta egy ízben összeütközésbe Vörösmartyval is, akit Petőfi egy szép költeményben sajgó szívvel, de tartózkodás nélkül megtámadott azért, mert a nemzetgyűlésben megszavazta a honvédsereg régi vezényleti rendben való felállítását, s igazságtalanul bár, támadta a Szózat költőjének művészetét is:
Megunta azt a szennyes pályát

A nemzet, melyen eddig ment,

Kiküzködé magát belőle,

S uj célt tüzött ki odafent,

S ti visszahurcoljátok őt a

Mocsárba, honnan már kiért. –

Nem én tépem le homlokodról,

Magad tépted le a babért.
Petőfinek e lépésében volt tévedés, de meggyőződésből tette, így rövid válaszváltás után a két költő közt továbbra is megmaradt a régi jó viszony. Ekkor szakított Jókaival is, akivel aztán nem is békült ki. Petőfi ugyanis mint helyettes szerkesztő, Jókai távollétében adta ki a költeményt az Életképekben, ezért Jókai nyilatkozott is aztán lapjában; erre Petőfi válasza szeptember 10-én jelent meg és ezzel a barátság köztük végképp megszűnt. Egyébként az elhidegülés már előbb kezdetét vette, amikor 1848 pünkösdjén Petőfi és Jókai összevesztek. Petőfi Jókainak a Laborfalvi Rózával kötendő házasságát nem helyeselte, okait Jókai anyjának is megírta, valamint annak érdekében, hogy a házasságot meghiúsítsa, Laborfalvi viharos múltját és házasságon kívül született gyermekét is felhánytorgatta.
1848 májusában Petőfi felhívta Pestre Arany Jánost és saját Dohány utcai lakásában vendégelte meg, hogy megtárgyalhassa vele a Nép Barátja szerkesztői megbízatását.
Petőfi szülei 1848 tavaszáig laktak Vácon, ekkor abban a házban, amelyben ő lakott (a Dohány utcában), egy különszobát fogadott és szüleit oda költöztette. Ettől fogva közös háztartásban éltek, itt és később a Lövész utca 391. szám alatti lakásukban, ahová 1848. augusztus 1-jén költözött feleségével és szüleivel, mivel kénytelen volt feladni a drága Dohány utcai lakást, amelyért évi 550 forintos bérleti díjat fizetett, ugyanis Jókai kiköltözése után magas volt számára ez a lakbér.
Nyáron megírta Az apostolt, élete fontos művét, megfogalmazva benne történelemfelfogását. Igazolták őt a szeptemberben történt események: Josip Jelačić horvát bán szeptember 11-én átlépte a Drávát. Szeptember 16-án Petőfi megfogalmazta az Egyenlőségi Társulat mozgósító kiáltványát: …„Talpra legények! Ha most föl nem keltek, fekünni fogtok a világ végéig. …föl, polgárok, föl küzdeni életre-halálra”. Majd jelentkezett katonai szolgálatra, s elindult Erdélybe a népfelkelés szervezésére. Áldott állapotban lévő feleségét elvitte Erdődre a nő szüleihez, és onnan a székelyekhez ment volna, hogy a felkelésre lelkesítse őket, de a fellázadt románok miatt nem mehetett tovább Nagybányánál. A korábbi életrajzi irodalom szerint 1848 októberében járt volna a Josip Jelačić horvát bán seregét a határig követő magyar fősereg pándorfalvi táborában is, ahol állítólag a határátlépés ellen szónokolt. Ezt azonban az újabb kutatások nem erősítik meg, nincs semmilyen kortársi nyoma annak, hogy a költő járt volna a lajtai táborban. 1848. október 15-én megkapta a honvédszázadosi kinevezését a 28. honvédzászlóaljhoz, szüleit pedig Orlai gondjára bízta. Október 17-én újra Erdődre ment, majd pár nap múlva bevonult Debrecenbe zászlóaljához, és ott november 16-ig a katonák betanításával foglalkozott. Ekkor szabadságot vett ki, hogy családjánál lehessen, akiket november 30-án a románok elől Erdődről átvitt Debrecenbe.
Itt látogatták meg őket néhány nap múlva Aranyék. December 15-én született meg Petőfinek és feleségének fia, Petőfi Zoltán, így a költő kénytelen volt szabadságot kérni. Petőfi levele Arany Jánoshoz (Debrecen, 1848. december 15.): Kedves barátom, csak két szót írok: apa vagyok, a többit olvasd a fehérpapirosról; szintúgy leolvashatod, mintha írnám. Ma délben született fiam, kit holnap vagy holnapután fognak megkeresztelni. Keresztapja és keresztanyja bizonyos Arany János és Arany Jánosné lesz. A fiú neve Zoltán. Ölelünk benneteket! Szerető barátod…

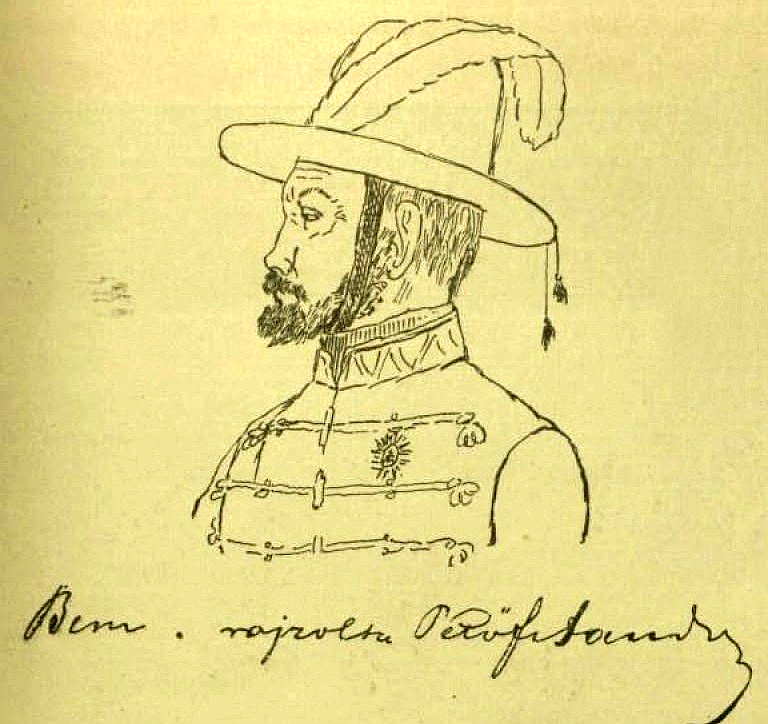
Bem apó, a költő eszményképe (Petőfi saját rajza)

Ellenségei harctéri távolmaradását gyávaságnak tekintették, és egyre hevesebben gúnyolták. Végül áthelyeztette magát Bem József erdélyi hadseregéhez, és január közepén feleségét, illetve fiát Aranyékra bízva indult Erdélybe, Bem seregéhez. Bem 19-én érkezett Szelindekre, majd állást foglalt Nagyszeben bevételéhez. Petőfi Bem seregére január 20-án Szelindek alatt talált rá, ahol mind a korosodó vezér, mind pedig a honvédtisztek és a sereg katonái is örömmel fogadták. Itt volt először csatában január 30-án, majd a Vízakna és Déva közt lefolyt harcokban vett részt.
A forradalmár költő Bemben megtalálta hadvezérét, az eszményi hőst. Bensőséges, szinte apa-fiú kapcsolat jött létre köztük. Amikor lehetett, Bem kímélni akarta a harc veszélyeitől és lehetőleg visszatartotta, de a költő mégis többször belekerült az ütközetbe. A piski csata előtt Bem gyöngéd gondoskodásból futárként küldte Debrecenbe a kormányhoz. Ott a Március Tizenötödikében lelkes cikkben és költeményben dicsőítette Bem hősiességét.
Katonai pályafutása során kétszer is lemondott rangjáról. Először még 1849 februárjában, amikor futárszolgálatot teljesített Debrecenben és összeveszett Mészáros Lázár hadügyminiszterrel, akivel már Lenkey János ügye óta feszült volt a viszonya. Az összetűzésre az adott okot, hogy Petőfi hiányos öltözékben – kesztyű és nyakkendő nélkül – jelentkezett a pedánsságáról közismert hadügyminiszter előtt. Petőfi egy gúnyos hangú verssel (Nyakravaló) „válaszolt”, és egy éles hangú levélben bejelentette lemondását, amit Mészáros február 21-én elfogadott. Kérésére feleségét és fiát Aranyné Debrecenből Szalontára vitte, ahol májusig maradtak; maga Petőfi már február 23-án polgári ruhában visszaindult Erdélybe Bem seregéhez, melyet Medgyesen talált.
Március elején váltólázban szenvedett, ezért Bem Kolozsvárra küldte katonai megbízással, hogy ott kipihenje magát. Marosvásárhely és Dés felé került oda, és ott jobban lett. Miután családját Szalontán meglátogatta, április 1-jén ismét jelentkezett Bemnél Szebenben mint közkatona. Ekkor Bem ismét századossá léptette elő és segédtisztjévé nevezte ki, s egyik kedves lovával ajándékozta meg. Bem mint fiát szerette a költőt, aki szintén rajongott a vezérért. Részt vett a szászsebesi előnyomulásban, és ott Bem április 10-én érdemjellel tüntette ki; úgyszintén részt vett a vezér bánsági hadműveletében is, mire Bem május 3-án Szabadfalun, Temesvár alatt őrnaggyá nevezte ki. Ezt azonban a kormánnyal meg kellett erősíttetni, ami a februári lemondás miatt nem ígérkezett könnyűnek.

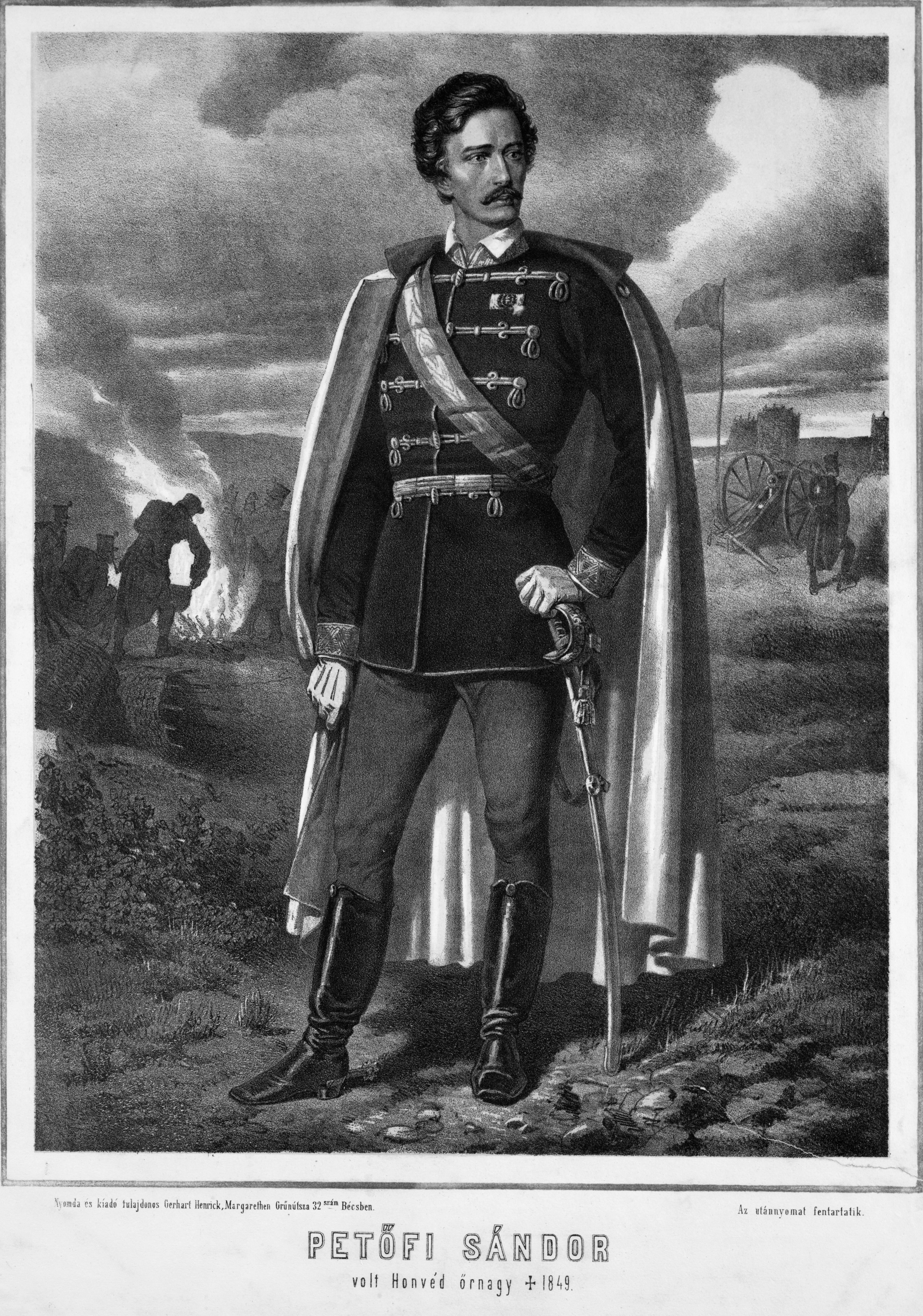
Petőfi Sándor honvéd őrnagy uniformisban

A bekövetkező véres csaták elől ismét Debrecenbe küldte Bem, ajánlatokkal Kossuthhoz és Klapkához. Petőfi Szalonta felé ment, ahol fiát Aranyéknál hagyva, feleségével Debrecenbe utazott tovább és jelentkezett Kossuthnál, azután a helyettes hadügyminiszternél Klapka Györgynél. Ott Klapka szemrehányásokkal fogadta, mivel a Bem és Vécsey közti ügy alkalmával Bemnek egy levelét a Honvéd című lapban kiadta, és ezzel a kormánynak sok kellemetlenséget okozott. Klapka súlyosan megrótta és házi őrizetbe vetette a rangjáról ismét lemondott költőt, és csak Görgei utasítására engedte szabadon. Bem József ugyanis vele fordíttatta le a Vécsey Károly elleni vizsgálati kérelmet, de a hadsereg és a kormány a stílusát felismerve azt hitte, hogy Petőfi fogalmazta a levelet. Petőfi rögtön lemondott. Az eset után úgy tűnt, végleg búcsút mond a katonáskodásnak, s még Bemtől kapott lovát is eladta.
Május 7-én, miután megírta Egy goromba tábornokhoz című indulatos versét Klapkához, Pestre kellett sietnie. Május 9-én érkezett meg, és a Kerepesi (ma Rákóczi) út – Síp utca – Dohány utca sarkán álló Marczibányi-házba költözött feleségével és Zoltán fiával. Ez a ház volt Petőfi utolsó pesti lakhelye (a mai Rákóczi út 12. szám helyén).

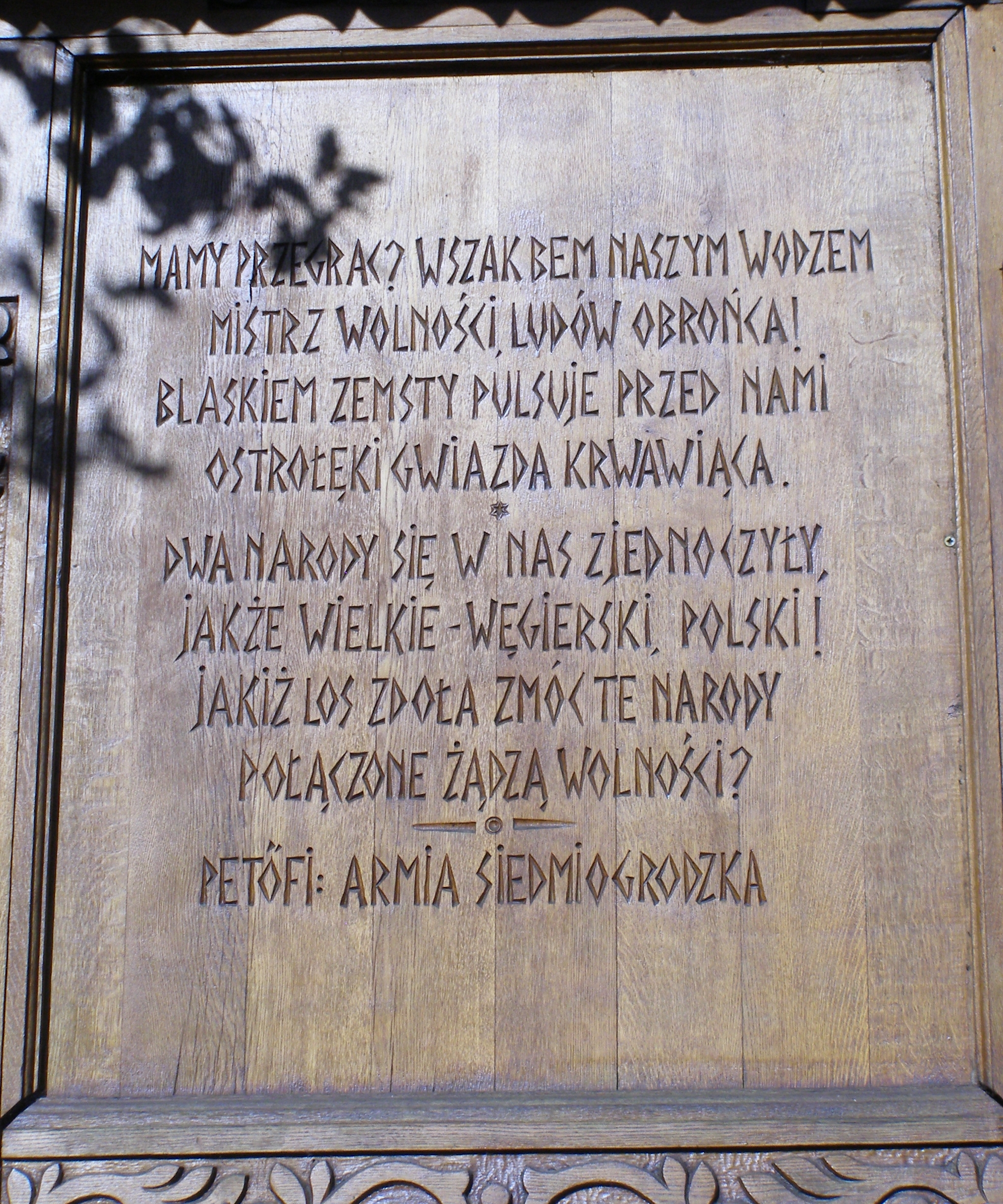
Mi ne győznénk? hisz Bem a vezérünk,
A szabadság régi bajnoka!
Petőfi Az erdélyi hadsereg című versének kezdősorai lengyelül egy székelykapura vésve a lengyelországi Tarnówban

Korábban Szolnokról szenvedélyes hangú levelet intézett Klapkához.
Petőfi fővárosba érkezése idején zajlott Budavár ostroma. Petőfi Görgei főhadiszállásán, a sváb-hegyi Óra-villában találkozott Klapkával, szóváltásba kerültek, végül Klapka a villa egyik szobájába záratta a költőt. Később, miután Görgei parancsára két tiszt Petőfi nevében bocsánatot kért Klapkától, a költőt szabadon engedték. Ezt követően Petőfi május 27-én újra beadta lemondását és írásbeli elintézést kért.
Néhány nappal Petőfi Budára érkezése után, május 17-én anyja is meghalt. Szüleinek elvesztése lesújtotta őt, hiszen nagyon szerette őket. Már 1846-tól állandóan segítette őket, előbb pénzzel, később ellátásukról is gondoskodott. 1847 elején Vácon helyezte el őket, 1848 tavaszán pedig Pestre hozta, szobát bérelt nekik és megosztotta velük asztalát. Az öregek büszkék voltak fiukra, de Sándor is büszkén énekli meg A vén zászlótartóban apját, aki a szabadságharcban Jellacsics ellen részt vett a sukorói harcban, majd a parndorfi táborozásban is. Az öreg Petrovics 1849-ben nyomatott proklamációkkal Debrecenbe Kossuthhoz ment, aki amikor megtudta, hogy Petőfi apja, 300 forintot utalványoztatott neki. Itt láthatta unokáját is, majd ezt követően nemsokára, március 21-én Pesten halt meg tífuszban. Petőfi, anyja temetése után fiát felhozta Szalontáról Pestre. Tiszti fizetéstől elesett és szorult helyzetbe került. Ekkor Csengeri közbenjárására a miniszterelnök, Szemere Bertalan Petőfinek A honvéd című költeményének a hadseregben történő felhasználásáért 25 ezer példányt rendelt meg és ezért 500 forint szerzői díjat fizettek június elején. Így a család nyomorúságos helyzetén sokat könnyítettek, mivel ez időben rendezni próbálta személyes ügyeit és erre az időre szabadságot kért és nem tudott katonáskodni.
1849 júniusában ismét szükség volt személyére, maga Kossuth Lajos kérte fel a pesti nép mozgósítására. Az orosz beavatkozás hírére csatlakozott újra Bem hadseregéhez. Amikor a kormány Pestről menekült, július 3-án ő is megindult családjával Orlayékhoz Mezőberénybe. Ott időzött pár hétig elvonultan, és ott született utolsó ismert költeménye, a Szörnyü idő.
Július 18-án, amikor az oroszok már oda is közeledtek, Orlayra bízta emlékeit, kéziratait és családjával együtt megindult Bemhez Erdélybe. Várad, Kolozsvár, Torda felé ment, ott hagyta feleségét és fiát. Bemet aztán Berecknél találta meg, aki a moldvai expedícióból tért vissza éppen. Július 29-én együtt Marosvásárhelyre értek, július 30-án reggel csatlakoztak a sereghez.

### Petőfi halála

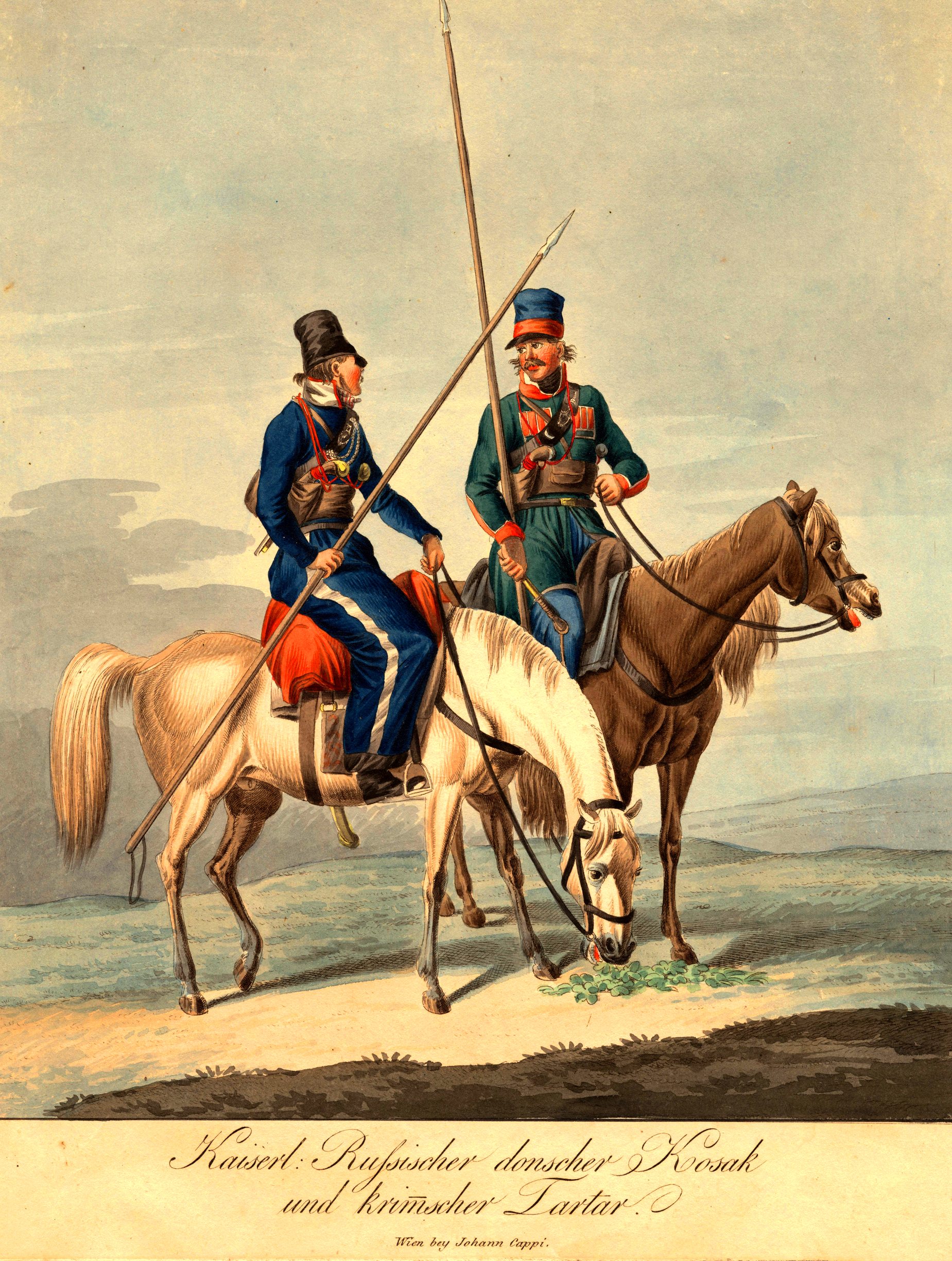
Korabeli kozák dzsidások. August von Heydte őrnagy, Alekszandr Nyikolajevics Lüders orosz tábornok osztrák összekötő tisztje 1854-ben írt hivatalos jelentése alapján – a költő a Héjjasfalvára vezető út mellett halt meg két lovas-kozák támadásától, akik a mellén szúrták meg Petőfit, vélhetően dzsidával. Halála 18 óra körül történhetett

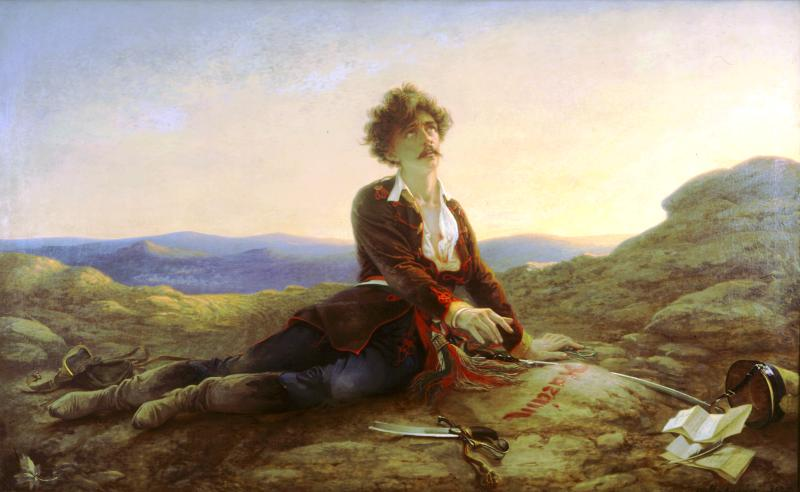
Madarász Viktor: Petőfi halála, 1875

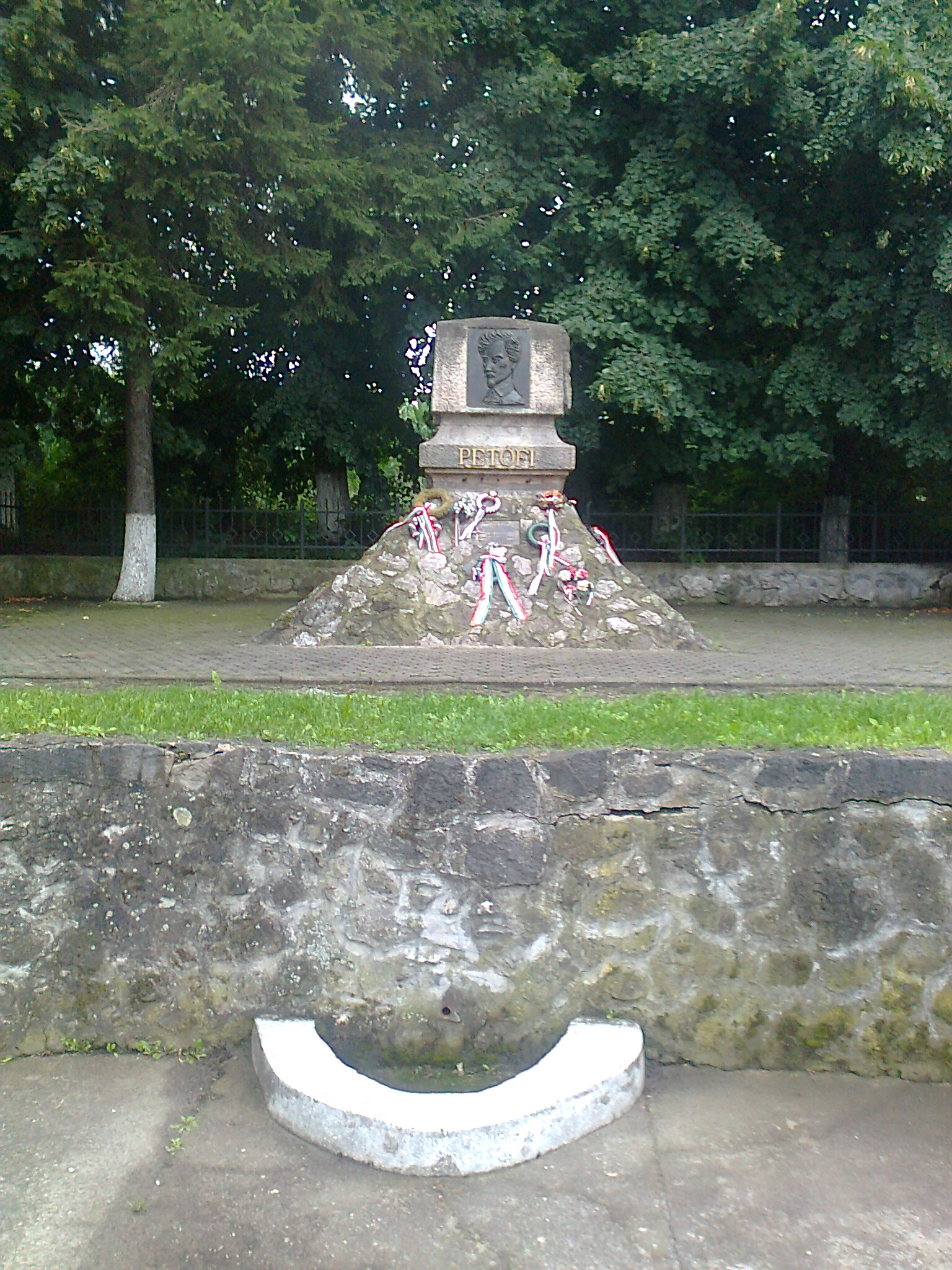
Emlékmű az Ispánkútnál, a feltételezett halál helyszíne közelében Héjjasfalva és Fehéregyháza között

Bem 6000 fős serege 1849. július 31-én találkozott a 12 000-es orosz haddal a Fehéregyháza és Segesvár közti völgyben, és itt zajlott a csata, amely az egész napon át tartó küzdelem után a magyarok vereségével végződött. A csata kezdetén Petőfi Bem körül volt, ló és fegyver nélkül; a vezér délután egykor utasította, hogy hagyja el a csatateret. Gyalókay Lajos és Mütter Ferenc százados szerint aznap a költő egy vitorlavászonból készült blúzt, mellényt és nadrágot, egy szürke köpenyt, fején egyszerű katonatiszti sapkát és vállán egy szíjon függő sárga bőrtáskát viselt.
A segesvári csatában az oroszok ellen nem vettem részt. A zsibói fegyverletétel után azonban találkoztam a Mezőségen olyan honvédekkel, akik azon csatában részt vettek. Hosszasan beszélgettünk az elmúlt csaták eseményeiről, s a többek közt Petőfiről is. Az egyik honvédhuszár, állítása szerint látta Petőfi Sándort a segesvári csata folyama alatt, s midőn Bem Szkarjatyin orosz vezérőrnagyot egy háromfontos golyóval lelőtte, s az oroszok rárohantak az egész magyar táborra, Petőfi e szavakat mondta: »Potomság az egész.«

E pár szó bevésődött emlékembe, már azért is, mert – őszintén megvallva – a potomság szó jelentőségét akkor nem értettem, annak értelméről felvilágosítást kértem; ezen szót nem igen használják Erdélyben. Azon kérdéseimre, hogy Petőfi Sándor miképp és hol, melyik ponton esett el, nem tudott még csak egy szó felvilágosítást sem adni, miután a nagyszámú orosz hadsereg rohama alkalmával nagy zűrzavar támadt a magyar hadseregben, mely rendetlenül meg is hátrált. A felbőszült oroszok nem kegyelmeztek senkinek. Különös játéka a sorsnak. Bemnek ugyanazon ágyúlövése, mely a Szkarjatyin életét kioltá: maga után vonta a Petőfi halálát is. Ha ez esemény nem történik, azon csata végződhetett volna ugyan veszteséggel és meghátrálással, de Petőfi Sándornak életben maradásával.
„Az ellenség futott, a dzsidások és a kozákok üldözték, elvágták útját, szárnyait megkerülték, és visszavetették jobbra az országúttól és Fehéregyházától, amely utóbbi számukra még valami fedezéket nyújthatott volna. Ekkor a falu fölötti dombon a menekülők szörnyű mészárlása ment végbe” – számolt be az öldöklésről a csata után Dmitrij Ivanovics Daragan orosz ezredes Записки о войне в Трансильвании в 1849 году című jelentésében. „Véres bosszút álltak a vitéz nassaui dzsidások a szeretett Szkarjatyin tábornok haláláért” – kommentálta az osztrák Dorsner a mészárlást. Az üldöző orosz ezred a 3. kozák ezredként jött létre, legénysége Kijev és Kamenyec Podolszkij környékéről származott, 1817-ben bugi kozákokkal kiegészítve alakult át a 2. bugi dzsidásezreddé, 1830-tól odesszai dzsidásezreddé. Tulajdonosa 1843-tól Adolf nassaui herceg volt.
Később különböző pontokon látták a költőt, amint a csata folyását figyelte és jegyezgetett. Lengyel József székelykeresztúri katonaorvos beszámolója szerint négy óra környékén a fehéregyházi hídfőnél állt a költő, figyelte a csatát és még akkor sem futott el, amikor egy ágyúgolyó tőle alig harminc lépésre csapódott a földbe és beborította porral.
Gyalókay Lajos ügyvéd és honvédszázados egyike volt azoknak, akik utoljára látták őt. (Petőfi Marosvásárhelyről Segesvárig egy kocsin utazott vele és az ütközet alatt a vezér körében mellette állt.) Amikor azonban a túlerő által körülvett kis sereg (összesen 2800 ember) szétbomlott, Petőfi Fehéregyháza felé fordult, Gyalókay pedig megmenekült. A magyar sereg visszanyomása és egy részének bekerítése délután 5-6 óra körül történt. Ötkor még látták a költőt a Sár-patak hídján, ahol 200 székely katona 800 kozákkal küzdött. A kozákok a győzelem után hajtóvadászatot indítottak a visszavonuló magyarok ellen. Lengyel József lóhátról kiáltott még neki, hogy fusson, mire ő – lova már nem lévén – futva elindult, amikor látta, hogy Bem és vezérkara is menekül. Lengyel a következőképpen számol be erről: „Csakhamar az egész arcvonal megfutott. Én rámutaték a bal szárnyra, hol a tábornok is futott. Petőfi szemét oda veté, szó nélkül megfordult, és futni kezdett. Én is csakhamar helyemre érve, lovamat kézügybe kapva, ráültem, és száguldottam.”
Gyalókay beszámolója szerint: „Igen rövid távolságra haladhattam akaratlan versenyfutásomban, midőn alig néhány lépésre előttem látom Petőfit hajadonfővel, kezében tartott sipkájával az úton keresztül szaladni. Rákiáltottam, s ő elborult sötét tekintettel rám nézve szótlanul megállott. – Jöjj velem – mondám kezét megragadva, – kocsimat innen nem messze állítottam fel, azon menekülhetünk, gyalog vagy elvágnak, vagy elfognak. – Azt hiszed – felelé ő -, hogy van olyan bolond, aki ebben a pokolban megállni meré helyét, kocsisod is elfutott, mint a többi. Nézd – ezzel a felénk közelítő lovas csapatra mutatott – , itt nem lehet menekülni, ne gondolj most a kocsidra, hanem jer oldalt, ott talán megszabadulhatunk. Látván habozásomat, ezen szavakkal: – Nincs idő gondolkodni, én megyek, Isten veled! – kirántotta kezét az enyémből és leugorva a töltésről, elrohant." Ez a fél méter magas töltés a Sárpatak hídjával átellenben, az országút déli oldalán húzódott. Petőfi az országúton kelet felé szaladt tovább Fehéregyházára.
A 23 éves Papp Lajos alezredes, aki az ütközet végén a balszárny parancsnoka volt, nyeregébe akarta emelni a költőt, amikor meglátta, de a következő percben dzsidások rohantak el köztük. Halálát senki nem látta.
Bem másik segéde, Lőrincz, megkerült. Ez azt mondja, hogy az általános zavar perczében látta Sándort vászon kabátban, gyalog, az országúton keresztül futni, s a kukoricza földek felé tartani. Talán mégis sikerült megmenekülnie s eddig alkalmasint Tordán, családjánál van. Hiszen naponként kerülnek el ollyanok, kiket elveszetteknek tartottunk.

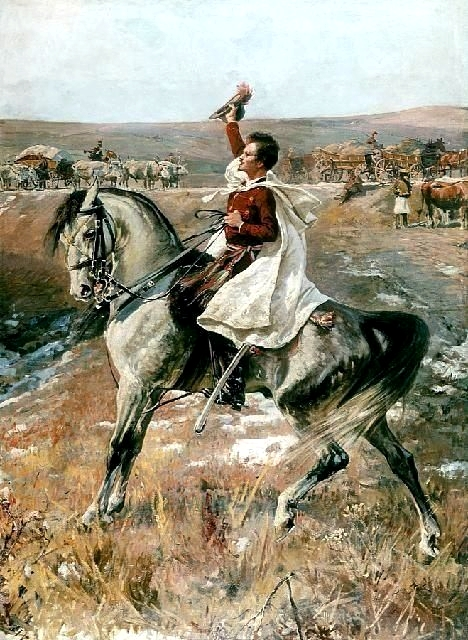
Petőfi az Erdélyi körkép (Panoramę Siedmiogrodzką) című körkép egy megtalált részletén

Franz Fiedler, Bem felderítőtisztje naplójában írt Petőfi sorsáról. Eszerint két kozák lovas érte utol a gyalog menekülő költőt, akin súlyos sebeket ejtettek. Fiedler mindezt távcsövön látva, két román parasztnak öltözött emberét megbízta, hogy hozzák biztonságos helyre Petőfit, aki eszméletét vesztette és hiányzott három ujja. Bekötözték sebeit és a vidéken végigsöprő zivatar és sötétség leple alatt Segesvárra vitték. Egy magyar család házában hagyták ápolásra, akik később elmondták, hogy a civil ruhás sebesültet elvitték az oroszok. Ez a történet adott alapot arra, hogy később felmerüljön a gyanú, hogy egy Petrovics nevű magyar, aki Barguzinban 1856 májusában hunyt el, és akinek a földi maradványait 1989. július 17-én tárták fel, akár Petőfi Sándor is lehetett.
Valamicske remény a menekülésre az összeágyúzott falu és a dombok fölött kezdődő erdőbe nyílott, vagy oldalt a Fejéregyházára vezető út felé, de erre is, arra is csak a lovasok számára: a kozákok gyűrűje villámgyorsan zárult. Tébolyult vérengzés kezdődött. […] A költő, amikor a lovak már a sarkát taposták, szembe fordult az üldözőkkel. Sebét elölről kapta

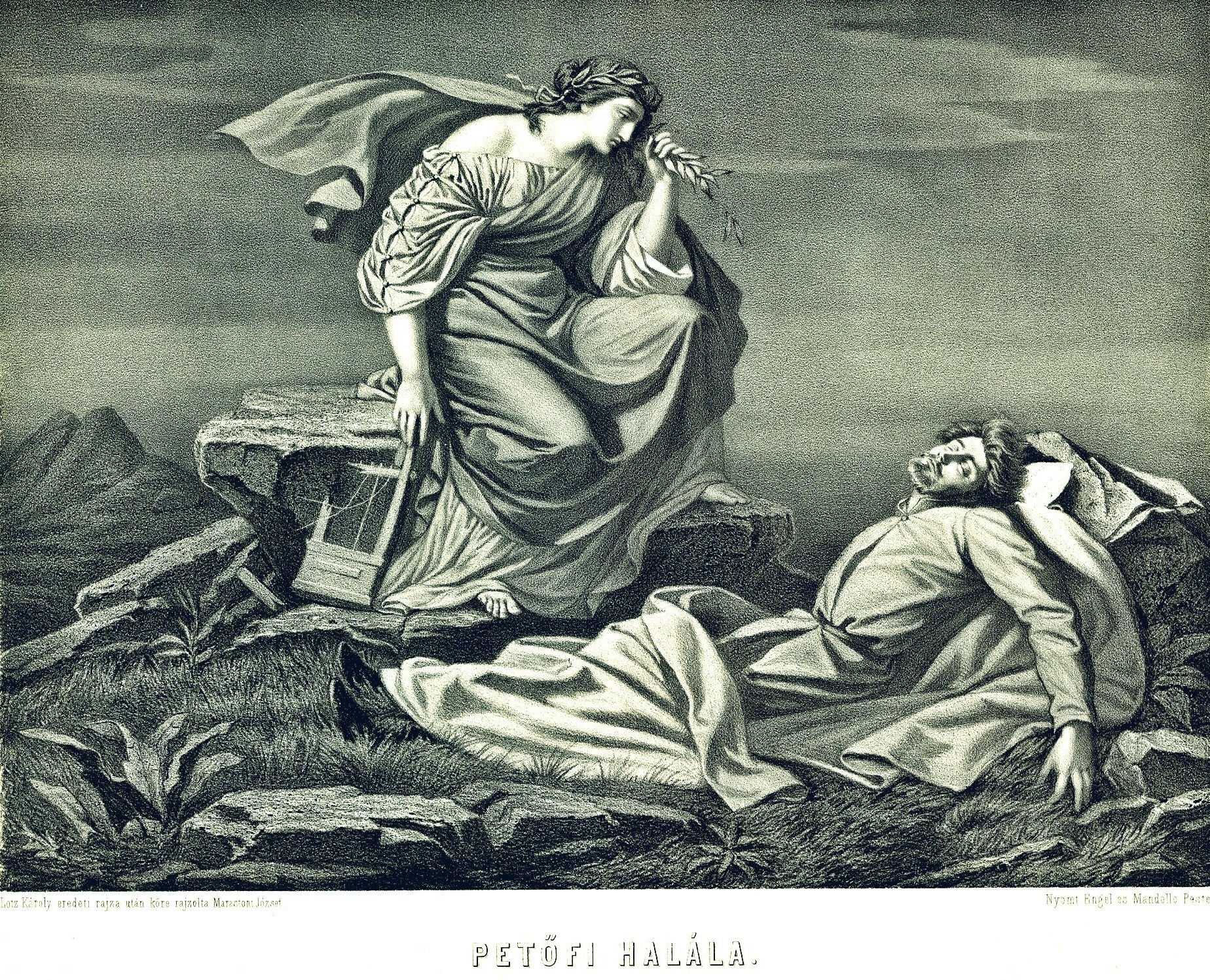
Lotz Károly: Petőfi halála, Marastoni József litográfiája

Ezzel szemben A Pallas nagy lexikona szerint Petőfi az oroszok által körbezárt magyar erők között a körön belül maradt és ott esett el. A fellelhető szemtanúk különféleképpen adták elő a történteket. A leghitelesebbnek ezek közül Lengyel József tudósítását tartják, aki megemlíti, hogy „Akik a körben maradtak, azok 60-70 sebesültet kivéve mind elestek. Engem a lovam a körön kívül segített. Petőfi gyalog volt és így a körbe benne maradt. Egy dombra érve [a buni kaptatóra, ahol az országút kanyarodik] visszanéztem, s Petőfit hittem felismerni."
Szendrey Júlia nyilatkozata Petőfi Sándor haláláról

Az egyház kívánságára részérőli terhelő felelősség elhárítása végett kijelentem, hogy legszorgalmatosabb fürkészéseim és bizonyosságot adó adataim tökéletesen meggyőzének affelől, hogy Petőfi Sándor az erdélyi csatákban elesett. A csatatéreket össze járván, ennek s a külföldről jött több nemű tudósítások következtében ezen meggyőződésemre, ha szükséges volna, lelkiismeretesen hitet is képes vagyok letenni. Ezen állitásom igazsága mellet szól néhány szemtanúnak vallomása, kiket bizonyságtételért bár mikor fölhihatok.

Nevezetesen

Udvarhelyszékben Keresztúron lakó gyógyszerész – kinek nevét ugyan nem tudom, de őt szükség esetében tanuúl fölhíni magamat kötelezem – ki azon időben az erdélyi főseregnél lévén: abeli tudakozásaimra ezt felelé: ő Petőfi Sándort azon pillanatban látá utójára, midőn az kozákok által körülvétetve szakasztatott el a futó hadseregtől. Ezentúl többet nem látták s a valószínűség ottani elvesztét bizonyítja, mit még hitelesebbé tesz Udvarhelyszéki katonai parancsnok B. Hayte [!] azon állítása melly szerint ő a csata lefolyta után a csatatért följárván a halottak között talált egy holttestet, mit öltönye és alakja leírásából biztosan lehet férjem, Petőfi Sándorénak elismerni.

Pest, július 21. 1850.

Szendrei Júlia

P.H. [piros viaszpecsét P.J. monogrammal]

Horvát Gyula

P.H. [piros viaszpecsét]
Dienes András szerint említésre méltó Haller Ferenc és öccse, Haller József álláspontja. Haller Ferenc fehéregyházi birtokos, megyei főispán, volt segesvári térparancsnok Lázár Ádám hites ügyvéd és Apáthy Péter alispán útján jegyzőkönyvbe foglaltatta, hogy Petőfi az ő birtokán esett el. A Petőfi Síremlékegylet Állandó Bizottsága a Monostorkerttől keletre emlékművet is állíttatott a hármas tömegsír helyén, melynek tövében mintegy négyszáz honvéd nyugszik, de Dávid Gyula és Mikó Imre szerint Petőfi nincs közöttük. Haller József szerint Petőfit a buni hídon szúrták le dzsidával, és a Küküllőbe vetették, majd a Cionta-kertben élve temették el. Haller József ezt a helyet négy méter magas fakereszttel és két ágyúmodellel jelölte meg, de ezt bátyja kidöntette és a fehéregyházi községházára szállíttatta.
Szendrey Júlia először kerestette Petőfit, majd a gyászévet ki sem várva, 1850 júliusában feleségül ment Horvát Árpád történészhez – heves ellenérzést váltva ki a közvéleményből. Még a máskor oly lojális Arany János is elítélte ezért; bírálatát A honvéd özvegye című balladájában fejezte ki. Szendrey Júlia 1868-ban hunyt el, a Kerepesi úti temetőben nyugszik.
Beteljesedett a költő néhány gondolata, amit Egy gondolat bánt engemet… című versében fogalmazott meg:

Egy gondolat bánt engemet: 

Ágyban, párnák közt halni meg!(…)
Ott essem el én, 

A harc mezején,

Ott folyjon az ifjui vér ki szivembül,(…)
S holttestemen át 

Fújó paripák 

Száguldjanak a kivivott diadalra,

S ott hagyjanak engemet összetiporva.

### Petőfi eltűnésének kérdése
Petőfi eltűnésének körülményeit a költő 19. század végén megjelent életrajzai behatóan ismertetik. Ekkorra általánosan elfogadottá vált, hogy azokat a kortársaktól származó, többnyire romantikus legendákat, amelyek a költő megmeneküléséről, az esetleges orosz fogságba eséséről és Szibériába hurcolásáról elterjedtek, nem lehet tényekkel alátámasztani. Hasztalan volt Bemnek és Júliának minden erőfeszítése a költő holttestének felkutatására. Azt feltételezték, hogy ott nyugszik a fehéregyházi hősök közös sírjában, ahol Petőfi elesett, mint a szabadságharc egyik legismertebb áldozata. Ezt igazolták az osztrák hadijelentések is.
A Ferenczy-Danelik-féle Magyar írók című 1856-os kiadású életrajzgyűjtemény szerint nyom nélkül eltűnt, s azt is hozzáteszi: „Sokan halottnak hiszik; mások állítják, hogy Amerikába menekült."

#### Teória az Ispánkút mellett talált felkelőtisztről
A kutatás bajosan fog továbbjutni annál, hogy a harc utolsó óráiban, majd a visszavonuláskor Gyalokay és Lengyel orvos Fehéregyháza nyugati szélén, a Sárpatak hídja körül látták a költőt, ő a falun keresztül, az országúton menekült, s hogy az üldöző ulánusok Fehéregyháza és Héjjasfalva között az Ispánkút táján szúrták le, és az ő holttestét látta Heydte alkonyatkor.
A bécsi császári titkos levéltár iratai őrzik annak leírását, miképp történtek meg a pontos hadi események a csata végeztével: „Azonnal, mihelyt a felkelősereg maradványai a bekövetkezett lovassági roham után a július 31-én Segesvár mellett vívott ütközetben Héjjasfalva felé menekültek, kozákrajok keltek át Fejéregyházán és fölötte a Küküllőn is, ily módon elvágták nagyon sok menekülőnek az útját; ezeket mindjárt le is kaszabolták.”
A halott Petőfiről Heydte osztrák őrnagy, majd ezredes, Lüders orosz tábornok osztrák összekötőtisztje tanúskodott. A fogoly magyar tisztek „az alacsony termetű, vézna, sárgás bőrű, szakállas”, mellén átszúrt felkelőt Petőfivel azonosították a személyleírás alapján. Emellett pedig a holttest mellett talált egy fontos iratot: Kemény Farkas jelentése volt Bemhez a csapatok állásáról.
A tudomány mai álláspontja szerint Petőfi elesett a segesvári csatában. Mások ezt vitatják, szerintük hadifogolyként Szibériába hurcolták, ahol később vagy kivégezték, vagy természetes halállal halt meg. Ezen elmélet képviselői azt is valószínűnek tartják, hogy ott megházasodott, családot alapított és még sok verset írt (oroszul).

#### A timafalvi temetőben álló sír
A székelykeresztúri temetőben egy nyíl alakú tábla mutat „Petőfi legendai sírja” irányába, melyen a következő felirat áll: „Petőfi 1849. júl. 31. – 1902. okt. 25.” Ez a költő eltűnésének napját jelzi és azt a napot, „amikor eltemették”. Lázár Márton vendéglős, a Hallerek korábbi kuktája mesélte el a századfordulón a legendát, mely szerint a segesvári csata éjszakáján két huszár és egy sebesült honvédtiszt keresett menedéket az istállójában, melyek közül a tiszt Lázár vak szolgájának állítása szerint Petőfi Sándor volt. A két huszár továbbment, a tiszt reggelre elhunyt. Lázár Márton a szolgájának segítségével az istálló mögé temette el Petőfijét. Lázár még életében elmesélte ezt a történetet Gömöri Ferenc postamesternek, aki a vendéglős halálát követően megírta azt egy szegedi lapba. Bálint Dániel keresztúri asztalos és temetkezési vállalkozó kísérettel együtt ezután nem sokkal felásta a sírt, s a benne talált csontvázat azonosította az öreg Sipos Sándor, aki legénykorában Petőfit a Novák bolttól a Matskási kúriába kísérte. Megerősítette, hogy kizárólag a költőé lehet a csontváz. A maradványokat a timafalvi temetőben helyezték végső nyugalomra ünnepélyes szertartás keretében. A pesti orvosszakértő megállapította ugyan, hogy a Lázár-kertben talált koponya egy öregemberé volt, mint a másik „Petőfi”-koponya, amelyet Balázsfalván őriznek, mégis évről évre gyertyákat gyújtottak halottak napján a sírnál.

#### Teória a barguzini sírról
A barguzini sír legendája egy eichgrabeni író, H. F. Boenisch 1936-ban megjelent cikke alapján keletkezett, majd tovább erősített Ivanovics Skridelszkij orosz alezredes története, aki állítása szerint korábban Jakutiában szolgált, s ott a száműzöttek 1875. évi hivatalos listáját lapozgatva megakadt a szeme egy 1857. május 18-án Ikatovo faluban meghalt rab, Alekszandr Sztyepanovics Petrovics nevén. Ő ebből Petőfi Sándor visszaszlávosított nevére következtetett.
…egy időben Burjátföldön keresték Petőfi sírját. Én vagyok a hibás abban, hogy ez megtörtént. Burjátföld Mongólia és a Szovjetunió határára esik, ott dolgoztam egy kutatóintézetben egy évig. Felkeresett engem egy folklórkutató professzor azzal, hogy gyűjtött egy csomó mondát, amelyek egy Alexander Petrovics Petőfi nevű magyar költőről szólnak, aki itt volt Szibériában száműzetésben. Mondott is három temetőt, hogy a legenda szerint hol a sírja. Mikor hazajöttem fél év múlva, szóltam az Akadémia néprajzkutató alelnökének, Ortutay Gyulának, hogy létezik ez a Petőfi-legenda. Ez megjelent egy újságban, és a következő cikk már úgy szólt, hogy én azt a hírt hoztam, hogy megvan Petőfi sírja. Ezután már hiába mondtam bárhol, hogy ez nem úgy volt. Szerveztek egy expedíciót, és állítólag megtalálták Petőfi sírját egy Barguzin nevű helyen, amiről az egyik legenda úgy szólt, hogy ott van eltemetve…. 

#### A Megamorv-expedíció
1989 nyarán Morvai Ferenc vállalkozó kezdeményezésére a Megamorv Petőfi Bizottság szervezésében magyar expedíció indult Szibériába, Petőfi sírjának felkutatására. Az ásatás szakmai vezetője Kiszely István antropológus volt. 1989. július 16-án Morvai bejelentette, hogy az általa finanszírozott expedíció a burjátföldi Barguzin temetőjében megtalálta a költő földi maradványait. Kiszely szerint a csontvázon 25 olyan jellegzetességet azonosítottak, amelyek a korabeli dokumentumok alapján Petőfi testalkatára voltak jellemzők (nőies medence, kiálló szemfog, térdkalácsprobléma). Az azonosságot Varga Béla régész mondta ki, a kriminalisztika szerinti öt egybeeső jegy alapján.
A csontváz az 1990-ben elvégzett akadémiai vizsgálatát követően Farkas Gyula antropológusprofesszor, Lengyel Imre orvosprofesszor, Valerij Pavlovics Alekszejev antropológusprofesszor, Alekszandr Petrovics Gromov és Viktor Nyikolajevics Gromov igazságügyi orvosprofesszorok azt állapították meg, hogy a csontváz egy nőé, a bizottság jelentését pedig a Magyar Tudományos Akadémia elnöksége 25/1990. számú határozatával el is fogadta és máig irányadó hivatalos álláspontnak tekintik.
Az Amerikai Fegyveres Erők Patológiai Intézete és a Pennsylvaniai Egyetem által 1994-ben, az Akadémia tulajdonában lévő csontminták alapján folytatott DNS-vizsgálatot követően szintén azt állapították meg, hogy a csontváz egy nőé.
A Megamorv Petőfi Bizottság azonban nem fogadta el az MTA állásfoglalását, és azt javasolták, hogy nyissák fel Petőfi szüleinek a Kerepesi temetőben lévő sírját, és a mintavételt követően hajtsanak végre egy DNS-vizsgálatot. 2001-re sikerült is engedélyt szerezniük az exhumáláshoz, ám Pintér Sándor belügyminiszter ezt visszavonta, kegyeleti okokra hivatkozva. Ezt követően a csontmaradványokat bőröndbe rejtve előbb az egyesült államokbeli Clevelandbe szállították egy klinikára, majd innen egy nyugat-európai ország kolostorába vitték tovább, mivel attól tartottak, hogy a hatóságok lefoglalják és megsemmisítik őket.
A 2015 márciusában ismertetett, kínai szakértők által elvégzett DNS-vizsgálat eredményei szerint Petőfi Sándort temették el Barguzinban. Ezt a költő ma is élő rokonaitól vett vérminták, valamint a barguzini 7. számú csontvázból nyert minta összehasonlító DNS-vizsgálata alapján jelentették ki, amely – a bejelentés szerint – 99,2–99,9 százalékos egyezést mutatott. A Magyar Tudományos Akadémia Bölcsészettudományi Kutatóközpont Régészeti Intézet Archeogenetikai Laboratóriumának munkatársai rámutattak a kínai vizsgálatokból levont következtetések hiányosságaira: a mintavétel nem ellenőrzött körülmények között történt, az alkalmazott módszerrel pozitív rokonsági kapcsolatot nem lehet igazolni, csak a rokonságot kizárni. A barguzini csontból nyert DNS-mintázat ezres nagyságrendű egyezést mutat egy néhány tízezer adatot tartalmazó adatbázissal, amelyet Németországban állítottak össze, tehát a kínai vizsgálatban használt genetikai jellemző elég elterjedt az európai népességben.

### Petőfi újratemetése
A Nemzeti Emlékhely és Kegyeleti Bizottság (NEKB) 2015-ben már több alkalommal tárgyalt a témában, és korábban is egyhangúlag úgy döntött, hogy kitart állásfoglalásai, illetve a 29/2015. számú határozata mellett, miszerint továbbra is elfogadja a Magyar Tudományos Akadémia szakvéleményét, ennek megfelelően nem fogadja el a Megamorv-Petőfi Bizottság Egyesület állításait és nem támogatja kezdeményezéseiket sem.
Morvai Ferenc bejelentette, hogy 2015. július 17-én eltemetik Petőfi Sándor csontmaradványait a budapesti Fiumei úti sírkertben.

A Megamorv-Petőfi Bizottság ezen a napon Petőfi-emléknapot tartott, ennek keretében emléktáblát helyezett el a temetőben felszentelt szarkofágon, melynek felirata: 
Petőfi Sándor költő, forradalmár

Született Magyarországon 1823-ban

Meghalt Szibériában, 1856-ban

Eltemette 2015. július 17-én a Megamorv-Petőfi Bizottság Egyesület

## Petőfi munkássága
Ma már észre sem vesszük, hogy az irodalomba ő ültette át a nép nyelvét.

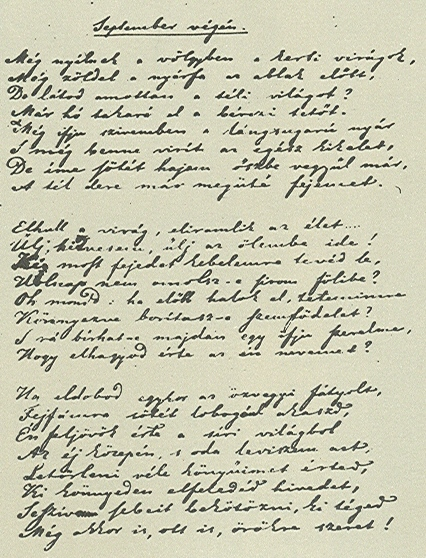
A Szeptember végén kézirata

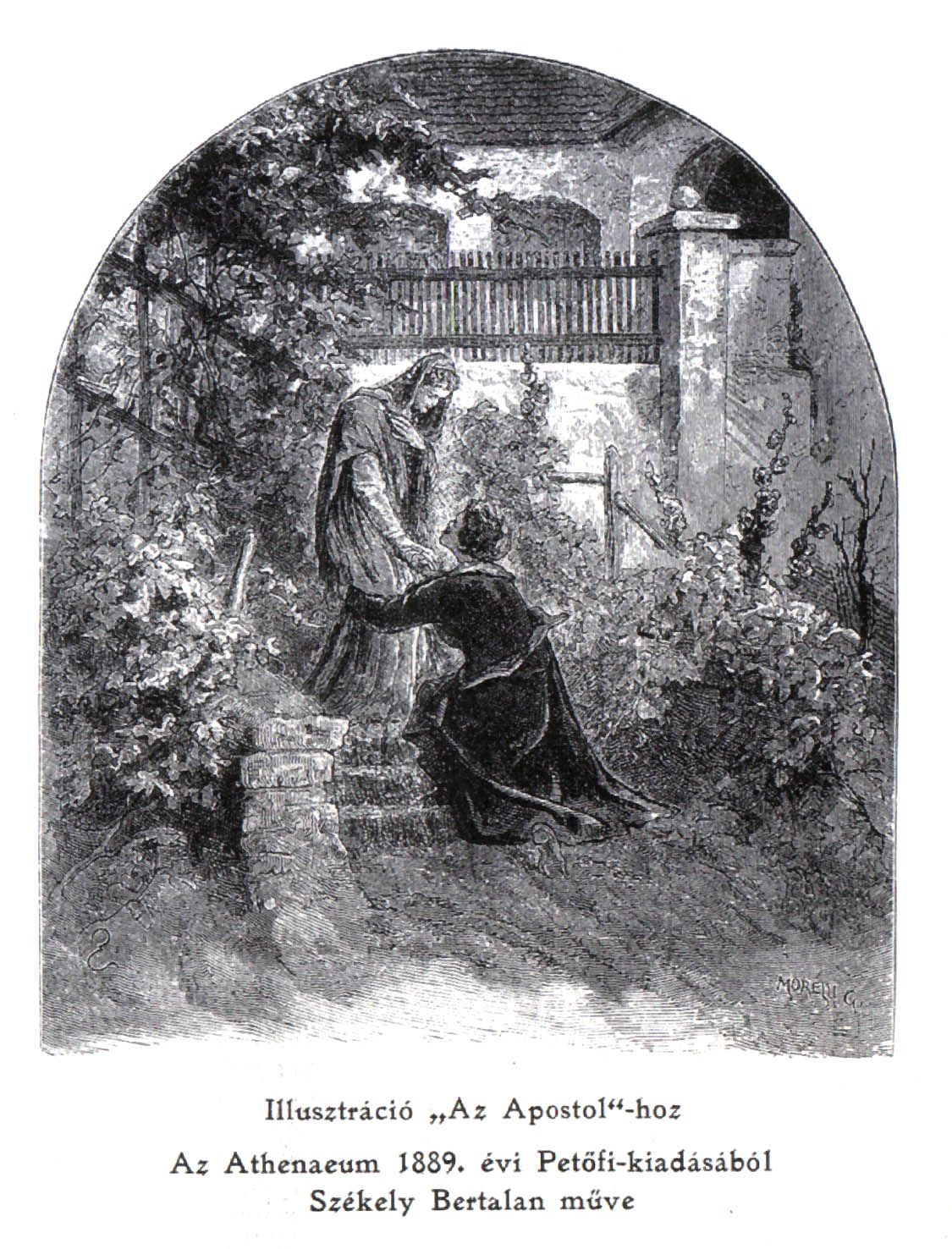
Székely Bertalan: Az Apostol – illusztráció, 1889

Petőfitől több mint 850 költemény maradt az utókorra. Évek szerint: 1838-ból 2, 1839: 7, 1840: 7, 1841: 22, 1842: 28, 1843: 36, 1844: 137, 1845: 166, 1846: 136, 1847: 160, 1848: 101, 1849: 20. Ezeket 68 helyen (városban és falun) írta (22 költeményénél helynév nincsen feltüntetve); a legtöbbet Pesten (370), aztán Szalkszentmártonban (109), Debrecenben (41), Koltón (29) stb. 1842-től az Athenaeum 20, a Pesti Divatlap 129, az Életképek 27 költeményt közölt tőle; 1847–49-ben a Hazánk 22, a Márczius Tizenötödike 4, a Közlöny 5, a Népbarátja 6, a Szépirodalmi Lapok 2 költeményt hozott Petőfitől. Költői pályájának első időszakában (1842–46) összesen 198 költeménye jelent meg különböző folyóiratokban és zsebkönyvekben; a második időszakban (1847–49) 125 költeménye jelent meg.
Petőfi újra és újra a maga életét alakította át költészetté. Vándorútját az országban mindenfelé költeményeinek dátumai jelzik, verseinek időrendi sorából életrajzára lehet következtetni, ugyanakkor élete is megmagyarázza költészetét. Kedélyállapota sokszor változott, ez hatást gyakorolt a látásmódjára is, közönséges tárgyakban is a költői oldalt látta. Költészetének a közvetlenség, őszinteség, természetesség egyik fő sajátossága. Ugyancsak jellemző műveire az eredetiség, érzelemgazdagság. Nyilvános pályája hét évre terjed (1842–1849), de rendszeresebben csak 1844-től, tehát öt éven át dolgozhatott és ez időben is folytonos fejlődésen ment keresztül.
A 19. század legfontosabb időszakának volt a költője, a hazafiságot, a demokrácia eszméit, a szabadságszeretetet fejezte ki, és addig példátlan mértékben hatott a nemzetre. Költészetében a magyar romantika teljesedett ki, de egyben meghaladta is azt, és így lett a lírai realizmus megteremtője. Költészete valószerűbb és magyarosabb, mint elődeié. Új érzelmi forrásokat, új távlatokat adott a magyar lírának. Költeményeiben egyaránt fellelhetők olyan témák, mint a fiú szeretete szülei iránt, a hitves iránti szenvedély, vagy az Alföld dicsérete.
Nemcsak új tárgyakhoz nyúlt, hanem új hangot is talált, amely egyéni és közérthető is volt egyszerre. A nemzeti és a művészi elemet ő egyesítette először legszerencsésebben nemzeti művészetté, később pedig Arany János és Tompa Mihály a nyomdokaiba lépett. A líra sok fajában kitűnt, elégiában, ódában (szerelmi és hazafias ódái), a szatirikus és reflexív lírában, de különösen megteremtette – Gyulai szavaival élve – a specifikus magyar dalt. Nem a népdalt, hanem a népköltés külső és belső formáinak és szellemének felhasználásával, azt megnemesítve, az irodalmi magyar dalt. Gyors érzelmi átmenetek jellemzőek rá, ez azonban nem sérti lírájának összhangját. Lírai ereje nyilatkozik zsánerképeiben és leíró költeményeiben is.
Költészetének is, mint egyéniségének, voltak árnyoldalai. Helyenként prózai, nyers, féktelen; műérzéke sem mindenkor biztos, és képzelete olykor szertelenségbe ragadja. Egyébként pályáján fokozatos fejlődés figyelhető meg. Első verseiben még látszik Vörösmarty és Bajza, később egy-egy külföldi költő hatása, de e hatások (Béranger, Heine, Byron, Shelley hatásának nyomai) mind hamar leszűrődnek nála, és utánzójává egy költőnek sem válik.
Erőssége erkölcsi idealizmusa, amely mind hazafias, mind szerelmi költészetében uralkodik, és amit sohasem sért meg. Nyelve szemléletes, folyamatos és magyaros; költészete a népnyelvet a magyar irodalom részévé tette. A magyar lírába ő vitte be a magyar ritmust is; de a nyugat-európai versalakokat is gazdagon használja, és a lírát nemcsak magyaros, hanem modern nemzetközi stílusban is műveli. Epikai költeményei és regényei nem igen sikerültek; nem tudott tárgyilagosan írni.
Legjobb elbeszélő munkái között tartják számon a János vitézt, a Szilaj Pistát és a Bolond Istókot.
Műveinek 1847. évi kiadását az akadémia 1857-ben jutalommal koronázta, amelyet fia, Zoltán vett át. Idegen nyelvekre még életében elkezdték fordítani műveit.

### A költő újításai a magyar lírában
Addig ismeretlen témákat honosított meg a magyar költészetben: nála jelenik meg először a családi líra, tájköltészetében pedig a Puszta, a magyar Alföld méltó rajza.
Kezdeti költeményeiben, első kötetében követi a népiesség stílusát, amely a korszakban viszonylag friss felfedezés. Erdélyi János 1842-es tanulmánya az első, amelyben a népköltészetben rejlő lehetőségekről, a nép művészetének felfedezéséről, erejéről beszél. Petőfi e stílust követve addig nem létező műfajokat is meghonosított a magyar költészetben.
Költészete nyomán új hangok kerülnek a versekbe, nyelve felszabadul a Kazinczy-féle „fentebb stíl” használatától. Elhagyja a mitológiai elemeket, a finomkodó körülírásokat. Közérthetően, egyszerűen szól mindenkihez, a nép nyelvét beemeli az irodalomba úgy, hogy emellett megjelenik a kora művelt, tanult emberére valló szókészlet is. Az ő műveiben olvashatjuk először a világszabadság szót.
A versek külcsíne helyett mindig a gondolatot állítja középpontba, fontosabb a mondanivaló, mint a forma tökéletessége.

### Pályája, műfaji sokfélesége, legismertebb költeményei
- Népies költemények: Befordúltam a konyhára… (1843), A virágnak megtiltani nem lehet… (1843), A borozó (1842), Ez a világ amilyen nagy… (1844), Szeget szeggel (1843), Távolból (1843), Anyám tyúkja (1848)
- Családi költemények: Egy estém otthon (1844), Füstbement terv (1844), István öcsémhez (1844)
- Elbeszélő költemények: A helység kalapácsa (1844), János vitéz (1845), Bolond Istók (1847), Az apostol (1848)
- Útirajzok: Úti levelek, Életképek (1844)
- Tájköltemények: Az alföld (1844), A Tisza (1847), A puszta, télen (1848), A Kiskunság (1848)
- Szerelmi költemények: Fa leszek, ha… (1845), Reszket a bokor, mert… (1846), Ereszkedik le a felhő (1846), Szeptember végén (1847), Beszél a fákkal a bús őszi szél… (1847), Minek nevezzelek? (1848)
- Forradalmi látomásköltészet: A XIX. század költői (1847), Egy gondolat bánt engemet… (1846), Nemzeti dal (1848), Föltámadott a tenger… (1848)
- A szabadságharc versei: Csatadal (1848), A vén zászlótartó (1848), Európa csendes, újra csendes… (1849)

### Hatása
Jelentősége egyedülálló a magyar irodalom történetében. Fölléptével vége szakadt az idegenszerűségnek és a mesterkéltségnek, és az a realizmus és nemzeti irány terjedt el, amelyet ő és Arany János kezdtek. Nemcsak népiessége vagy forradalmisága miatt jelentős, hanem a kortársakra gyakorolt hatása miatt is (példa erre barátja Arany, Tompa Mihály, Madách Imre és Vajda János költészete).
Egészen a 19. század végéig fellépő költőnemzedékek utánozni próbálták látszólagos könnyűségét, egyszerűségét; néhányan már életében is, de különösen az 1850-es években, általában kevés sikerrel. A halála utáni több mint fél évszázadban, egészen a Nyugat első nemzedékének megjelenéséig (Ady Endre, Babits Mihály, Kosztolányi Dezső), hatása egyeduralkodó volt a magyar irodalomban. A későbbi nemzedékekre is jelentős hatást gyakorolt például József Attila, majd Nagy László, Kányádi Sándor és mások költészetében is érződik hatása.
Petőfi művei abban is egyedülállóak, hogy világirodalmi alkotások is egyben. Több versét ismerik világszerte és költészete a fordításoknak köszönhetően az emberiség közkincse lett. Verseinek olyan a hatása, hogy Petőfi kedvéért külföldi írók tanultak meg magyarul.

## Petőfi jellemrajza, testi adottságai
Tanítói eleven és gyors felfogású gyermekként jellemzik, némi különcséget is felfedeztek benne. Szabadszállási tanítója, Ujlaky István a hétéves gyermekről a következőket írta: „A gyermek szelíd viseletű, de kissé nyakas, önfejű, minden nagyobb vétség nélkül magába vonuló, közlekedni egy tanulótársával sem szerető volt. Mikor a játék idején a többiek játszottak, ő magát az iskola egyik kőlábához vonva, minden vágy nélkül nézte társai vígságát és felszólitásomra: «eredj, Sándor, játszszál te is!» «nem szeretek»-kel válaszolt.” Ilyen volt az atyai háznál is, kerülte a szomszéd- és utczagyerekeket. Bár tanuló nem volt a legjobb, erkölcse sohasem adott okot keményebb feddésre.” (Emlékezése a Pesti Napló 1881. évfolyamában jelent meg)

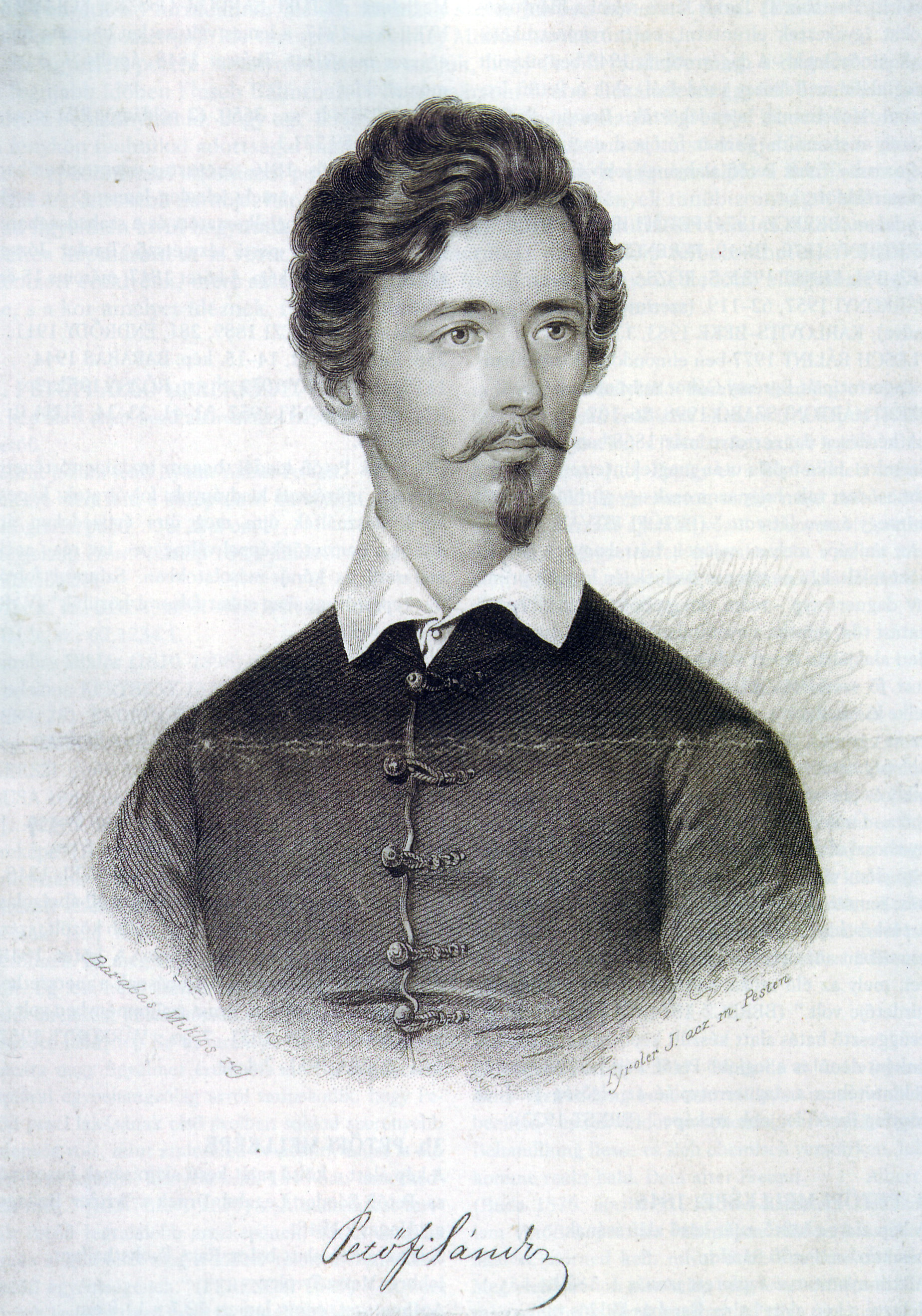
Petőfi „szemöldökei szatírvonalba menők” Szinnyei József bibliográfus híradása szerint

Öccse, Petőfi István is komoly természetű gyereknek írja le. „Sándor bátyám csendes, szelid, magányt kereső gyermek volt; számtalanszor megpirongatták szüleim, ha rokonaink hozzánk jöttek, mert társaságukat mindig kikerülte, bezárta magát a szobába s könyvei közt lelte mulatságát.”
Rokona és jóbarátja, Orlai Petrich Soma leírása szerint a 17 éves Petőfi 1839-ben „középmagasságu, szikár, fahéjszin arczu, sörte kemény barna hajú ifjú, villogó fekete szeme fehérét vércsikok futották át, daczos kifejezésű duzzadt ajkai fölött a bajusz csak most serkedett, hosszú nyaka leeső vállai közül meztelenül nyúlt föl, s nadrágjával egyszinű szürke czérnakabát földte tagjait.”
Szinnyei József irodalomtörténész összefoglalása szerint „a nők iránt heves, lobbanékony természetű volt, de udvarló nem tudott lenni; ehhez termete sem tette alkalmassá; érdekes, de nem volt szép ember, középmagasságú, szikár alakja feltűnően széles vállakkal társult, arca sovány és halvány volt, színe sárgásbarna, szemei aprók, feketék, villogók, szemöldökei szatírvonalba menők, orra római szabású, de kissé hegyes, tövén a homlokánál benyomott, mely fölött a szemöldökök közt két mély ránc feküdt, homloka nyílt, de nem magas, mely fölé fölfelé szoktatott sűrű, majdnem bozontos színfekete hajzat borult, amit beszéd vagy szavalás közben jobb kezével hátra simogatott; alsó ajka a szokottnál vastagabb, szája kicsiny és szép, de ha nevetett, ez nem állott neki jól, mert egy előre álló felső szemfog miatt egész arca gunyoros, majdnem démoni kifejezést öltött; felső ajkát ritkás vékony bajusz csak kevéssé fedte; állát hasonló szakáll körítette, melyet oldalt leborotválva viselt. Fő jellemvonása volt az őszinteség, de feltűnési vágya is nagy volt, nemcsak a költészetével kívánt hatni, hanem külsejével is. Az akkori frakkos, cilinderes világban, ő külön divatot követett: kucsmát, Csokonaira emlékeztető bekecset (később atillát), zsinóros gombos szűk nadrágot, rojtos topánt, pörge darutollas kalapot viselt; aztán kezében csákánnyal rendesen a kocsijárón ment, hogy senki se gátolja sebes menésében; az akkori szokás szerint a nyaka köré csavart hosszú nyakkendőt viselt (de 1845-től nyakkendő nélkül, kihajtott inggallérral járt).”
Barabás Ábel irodalomtörténész szerint „A kiforratlan ifjú ha észrevette a feltűnést, nem arra törekedett, hogy azt elkerülje. Ellenkezőleg, igyekezett azt fokozni. [...] Lépten-nyomon beszéltetett magáról. [...] Nem a gyalogjárón, hanem az utcza közepén járt. Állandóan fokost hordott magával. Nem benne gyökerezik ez. Korától tanulta, mely a költőtől nemcsak jó verset, hanem különczséget is várt. Petőfi meg is felelt a várakozásoknak. Sok különös esetet beszélnek róla. Egyszer Pálffy Alberttel sétált és az utczasarkon üres targonczát pillantott meg. «Mennyiért tolnád végig a Váczi-utczán ezt a targonczát?» kérdezte a költő. «Ingyen, ha te beleülsz» válaszolta Pálffy. A költő erre beleült, keresztbe fonta a karjait és így szólt: «Toljad hát.»” 
A költő balkezes volt, de ballal és jobbal is egyaránt szépen tudott írni.

## Petőfi emlékezete

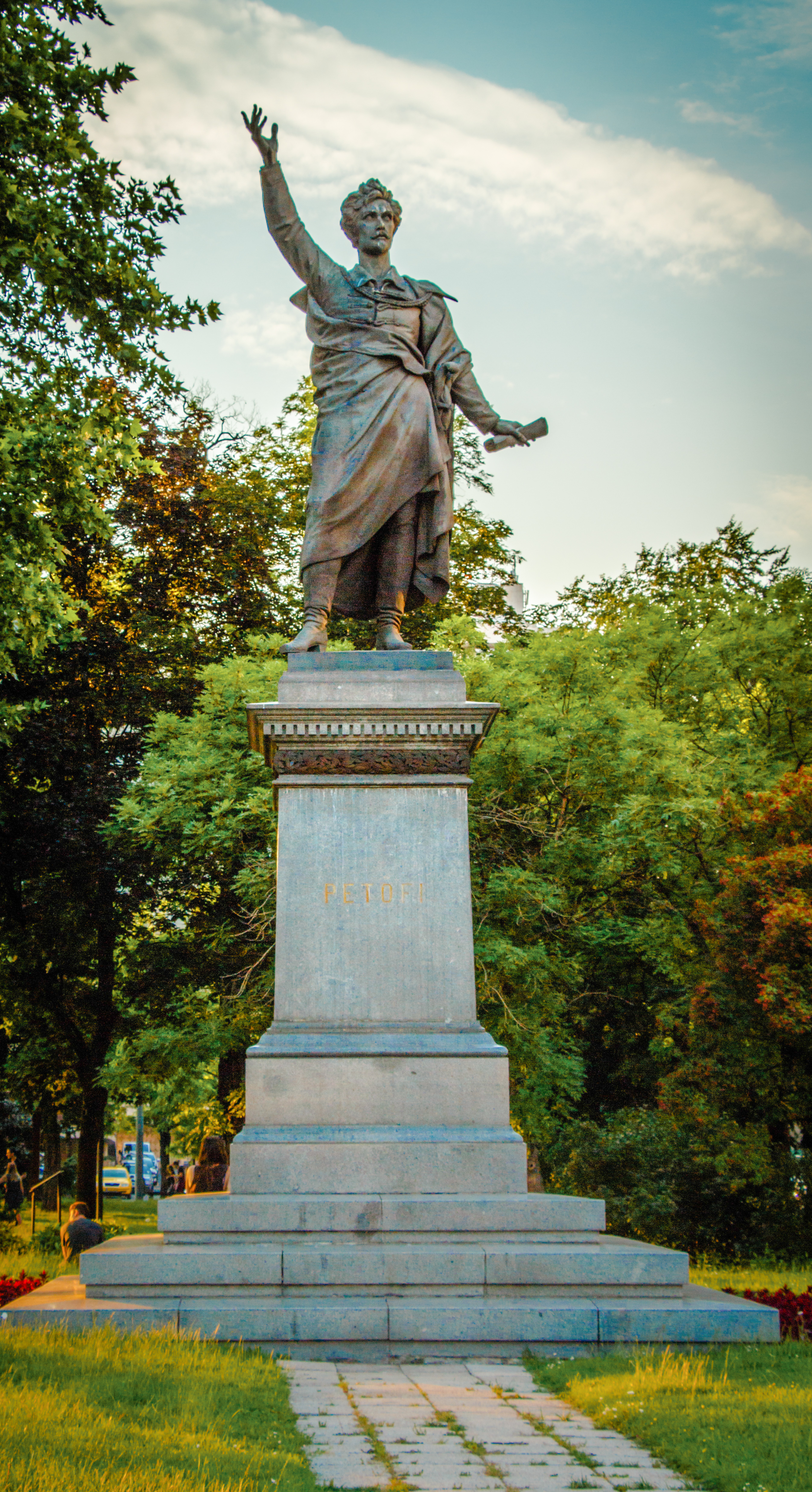
Petőfi Sándor pesti szobra, a Petőfi téren. Reményi Ede hegedűművész kezdeményezésére és anyagi hozzájárulásával készült

Emlékét a magyar nemzet kegyelettel őrzi. Szülőházát a magyar írók és művészek társasága 1880-ban megvette és megjelölte. 1882. október 15-én leleplezték a pesti Duna-parton álló bronzszobrát, Huszár Adolf művét, melynek költségeit nagyrészt Reményi Ede gyűjtötte hegedűjátékával. A leleplezésnél Jókai Mór tartott beszédet, Endrődi Sándor szavalt ódát és a román királyné (aki Carmen Sylva néven verseket írt) is koszorút küldött. Természetesen ott volt Petőfi szobrának avatási ünnepén Arany János is, aki itt fázott meg, és az azt követő tüdőgyulladásban hunyt el október 22-én, követve barátját a halhatatlanságba.

### Petőfi tiszteletére létrejött intézmények
Az alábbi felsorolás a teljesség igénye nélkül készült, és a Petőfi Sándorról elnevezett intézmények közül néhány ismertebb intézményt tartalmaz.
- Petőfi Szülőház és Emlékmúzeum (Kiskőrös, 1909)
- Petőfi Sándor Emlékház (Kiskunfélegyháza, 2013), (lásd még: további emlékházak)
- Petőfi Társaság (1876–1944): A Petőfi-kultusz terjesztése és a magyar szépirodalom nemzeti szellemben való művelése céljából alapított egyesület. Első elnöke Jókai Mór volt, a társaság hozta létre a budapesti Petőfi-házat és a Petőfi Könyvtárat.
- Petőfi Irodalmi Múzeum (PIM): Az 1909-től 1945-ig kiállításként és kutatóhelyként működő Petőfi-ház jogutódja. 1945-ben bombatalálat érte a Petőfi-ház épületét, gyűjteménye a Budapesti Történeti Múzeumhoz került. Az önálló Irodalmi Múzeumot 1954-ben hozták létre, 1998–2000 között átmenetileg más neveken szerepelt, majd 2000-től ismét Petőfi Irodalmi Múzeumnak hívják (1957-től a belvárosi Károlyi-palotában székel). Művészeti tára 19–20. századi magyar irodalmi vonatkozású képzőművészeti, tárgyi és fotóanyag-gyűjteménnyel rendelkezik. Őrzi az írók egykori tulajdonát képező műalkotásokat. Törzsanyaga a Petőfi-ház gyűjteménye (Petőfi és Jókai öröksége) mellett Ady Endre és József Attila hagyatéka. Kézirattára és hangtára is van. Könyvtárának alapját a Petőfi Társaság anyaga és a Jókai-hagyaték képezi.[107]
- Petőfi Gyógyszertár (1923–1949): Pécs tizedik gyógyszertára volt, amelyet Fridrich Sándor a költő születésének 100. évfordulóján alapított, és Petőfihez címzett. Érdekesség, hogy a gyógyszertár pont 26 évig (Petőfi élethossza) működött.[108]

#### További intézmények tiszteletére
2023-ban 51 általános és 7 középiskola, 3 óvoda, 5 kollégium, 21 művelődési ház és könyvtár, 19 múzeum és emlékház, 5 mozi viselte Petőfi nevét.
- Számos oktatási intézményt (gimnázium Budapesten, Pápán stb.) és több színházat is róla neveztek el (Sopronban, Veszprémben és máshol).
- Petőfi Sándor Városi Könyvtár, Kiskunfélegyháza
- Petőfi Muzeális Gyűjtemény és Kiállítóhely, Aszód
- Teleki–Petőfi Emlékmúzeum a koltói Teleki-kastélyban.

### Kortársak festményei Petőfiről
- Barabás Miklós: Petőfi arcképe, Petőfi Sándor mellképe
- Orlai Petrich Soma: Petőfi Sándor
- Madarász Viktor: Hazám, Petőfi mellképe

### Emlékművek, szobrok, domborművek
Petőfiről készített szobrok és domborművek a magyarok lakta településeken nagy számban találhatók, életének állomásain szinte mindenhol lehet velük találkozni. Az alábbi felsorolás ezeket mutatja be, a teljesség igénye nélkül.
- Petőfi Sándor-emléktábla, Badaló. Anyaga szürke márvány, körülötte rózsaszín betonkoszorú, felette fehér gipsz díszítés. Felállították 1938-ban. A hagyomány szerint Petőfi 1847. július 13-án, a falun áthaladván, megpihent a református templom mellett. Ennek emlékét őrzi a templom falán elhelyezett tábla.[111]
- Petőfi Sándor-szobor, Baja, Petőfi-sziget. Anyaga bronz. Alkotója Fritz János. Felállították 1984-ben.
- Petőfi Sándor-mellszobor, Bácskertes. Anyaga bronz, vörös márvány talapzaton. Alkotói Lantos Györgyi és Máté István. Mérete 73 cm, talapzata 1,65 m magas. Felállították 2006. március 15-én. A Nemzeti Fórum nevében Lezsák Sándor magyar országgyűlési képviselő adományozta a falunak. Délvidék egyetlen köztéri Petőfi-szobra.
- Petőfi Sándor-szobor, Beregszász. Anyaga bronz, fehér terméskő talapzaton. Alkotója Körösényi Tamás. Felállították 1991. március 15-én. 1991. október 4-én Volodimir Dankunics helyi lakos vasrúddal támadt a szoborra, néhány nap múlva pedig valaki ledöntötte. Ezután Nyíregyházára vitték, ott helyrehozták. Másodszori felállítása: 1992. március 15. Annak emlékét őrzi, hogy a költő útja során, 1847. július 12–13-án a városban szállt meg. Cím: Beregszász, II. Rákóczi Ferenc tér, az Arany Páva étterem (egykori Úri Kaszinó) épülete előtt.[112]
- Petőfi Sándor-emléktábla, Beregszász. Anyaga terrakotta. Alkotói Ortutay Zsuzsa és Horváth Anna. Felavatták 1987. szeptember 28-án. Beregszászi tartózkodása során Petőfi az egykori Oroszlán Vendégfogadóban szállt meg, ezen épület falán helyezték el az emléktáblát. Az épületben ma a Kárpátaljai Megyei Magyar Drámai Színház és üzletek foglalnak helyet.[113]
- Petőfi Sándor-szobor, Budapest. Anyaga bronz, szürke gránit talapzaton. Mérete 375 cm. Alkotói: Izsó Miklós és Huszár Adolf. Felállították 1882-ben. Cím: 1052 Budapest, V. kerület, Petőfi tér. Vázlata: Rimaszombat, 1873, gipsz, múzeumi példány a pesti szoborhoz.
- Petőfi Sándor-szobor, Csíkszereda. Anyaga bronz. Alkotója Szobotka András. A Mikó-vár előtti téren, a 2009-ben felújított Vár téren található.[114]
- Petőfi Sándor-szobor, Debrecen. A Petőfiről elnevezett téren álló, másfélszeres életnagyságú szobor Medgyessy Ferenc alkotása, melyet a forradalom 100. évfordulóján, 1948-ban avattak fel.
- Kettő Petőfi Sándor-szobor és egy dombormű, Eger. A dombormű a hittudományi főiskola falán látható. Az egyik szobor magassága 1,62 m, a hittudományi főiskola kertjében található. A másik, egész alakos szobor a Petőfi téren.
- Petőfi Sándor-dombormű és -emléktábla, Esztergom. A költő születésének 150. évfordulója és a városalapítás 1000. évfordulója alkalmából helyezték el a Petőfi Sándor Általános Iskola falán.
- Petőfi Sándor-emléktábla, Esztergom. 1973-ban avatták fel annak a Kossuth Lajos utcai háznak a falán, ahol a költőt vendégül látták 1846-ban, esztergomi látogatásának alkalmával.
- Petőfi Sándor-mellszobor, Fülöpszállás. A Polgármesteri Hivatal előtti téren.[115]
- Petőfi Sándor-szobor, Gödöllő. Anyaga bronz. Mérete 2,5 m. Alkotója Turáni Kovács Imre. Felavatták 1955. augusztus 21-én. 2001-ben emléktáblát helyeztek el tiszteletére a városban.
- Petőfi Sándor-szobor, Kiskőrös. Anyaga homokkő. Alkotója Gerenday Antal. Restaurátora Bozóki István kőfaragómester és testvére. Felállították 1861-ben. Petőfi szülőházának kertjében áll.
- Petőfi Sándor-mellszobor, Maglód. Felállították a forradalom centenáriumán, 1948-ban.
- Petőfi Sándor-emléktábla, Maglód. Itt ismerkedtek meg a költő szülei. A hajdani emléktábla elveszett, az új 1991-ben került a helyére. Cím: Maglód, Petőfi tér.
- Petőfi Sándor-szobor, Makó. A költőről elnevezett parkban áll a szobor, amelyet 1954-ben avattak föl. Alkotója Nagy Gyula.
- Petőfi Sándor-szobor, Marosvásárhely. Alkotója Hunyadi László. Felállították 2000-ben. A Kossuth Lajos utca és az Arany János utca kereszteződésében áll.
- Petőfi Sándor-obeliszk, Marosvásárhely. Az oszlop terméskő, rajta bronzplakett. Alkotója Kallós Ede. Felállították dr. Bernády György kezdeményezésére, 1912 novemberében. A plébánia és a Takarékpénztár (volt Görög ház) előtti téren állt. 1919 márciusában ledöntötték, a bronz dombormű eltűnt. 1923-ban helyére román katonai emlékművet emeltek.
- Petőfi Sándor-dombormű a Teleki-házon, Marosvásárhely. Alkotója Puskás Jenő. Felavatták halálának 150. évfordulója alkalmából, 1999. július 29-én. Szokolai Imre Márton budapesti polgár ajándékozta a városnak.
- Petőfi Sándor-szobor, Miskolc, Petőfi tér. Kocsis András alkotása, 1951-ben állították, ezzel egyidőben a korábbi Tetemvár tér megkapta Petőfi nevét.[116]
- Petőfi Sándor-emléktábla, Miskolc, Városház tér 5. Annak állít emléket, hogy a költő itt tartózkodott 1847. július 8-án.
- Petőfi Sándor-emléktábla, Miskolc, diósgyőri vár. Szintén 1847. július 8-án járt itt Petőfi; Alkony című versét az itt látott naplemente ihlette.
- Petőfi Sándor-emléktábla, Munkács, munkácsi vár. Rákóczifalva ajándékozta Munkácsnak. Petőfi 1847. július 12-én járt a várban.[117]
- Petőfi Sándor-mellszobor, Munkács, munkácsi vár. Alkotója Mihajlo Beleny. Felavatták 2008. szeptember 18-án.[118]
- Petőfi Sándor-szobor, Pápa. Alkotója Somogyi József. Felavatták 1973-ban. Pápa Fő terén, az Esterházy-kastély és a plébániatemplom között áll.[119]
- Petőfi Sándor-szobor, Pozsony, Medikus-kert. Korábban, 1956–2002 között Pozsonyligetfalun volt, de a gyakori rongálások miatt ide helyezték át.[120]
- Petőfi Sándor-szobor, Segesvár–Kiskunfélegyháza. Alkotója Köllő Miklós. A régi sajtó szerint Segesváron, utolsó csatájának helyszínén 1897-ben szobrot emeltek Petőfi Sándor tiszteletére. Az első világháború alatt a szobor Magyarországra került. Később román politikusok visszakövetelték. A diplomáciai tárgyalások nem jártak sikerrel, a szobrot azóta sem állították vissza eredeti helyére. Románia visszaköveteli a segesvári Petőfi-szobrot. A békeszerződés szerint Magyarország és Románia a nemzeti érzés ápolását szolgáló művészeti szobrait és gyűjteményeiket kicserélhetik egymással…. A román kormány visszaköveteli az összes műtárgyakat, amelyeket 1914. június 1. óta Erdélyből eltávolítottak. Ezek között van a segesvári Petőfi-szobor is, amelyet az 1916-i meneküléskor szállítottak Budapestre. A gyönyörű szobrot később nagy ünnepségek között Kiskunfélegyházán állították fel. (Ellenzék, 1922. V. 13., 6. o.)
- Petőfi Sándor-szobor, Szeged. Alkotója Horvay János. Felállították 1930-ban. A Dóm téren körülfutó árkádok alatti Nemzeti Emlékcsarnokban áll.[121]
- Petőfi Sándor-szobor, Ungvár. Alkotója Ferenczy Béni. Felavatták 1990. szeptember 29-én. Magyarország ajándékozta Ungvárnak. A szobor a Petőfi tér közepén áll.[122]
- Petőfi Sándor-emléktábla, Ungvár. Második felső-magyarországi útja során, 1847. július 11. estéjén érkezett Petőfi Ungvárra, s július 12-én délelőtt folytatta útját Munkács felé. Az akkori Sas téren álló Fekete Sas Vendégfogadóban szállt meg, ennek emlékére 1911-ben az azóta lebontott vendéglő helyére épített iskola homlokzatára emléktáblát helyeztek, melyet babérkoszorú vesz körül, bal oldalán kard, lant, puska alakja van megformálva. A tér azóta felvette Petőfi nevét, az épületben ma az ukrán 2. Számú Művészeti Iskola található.[123]
- Ivano-Frankivszkban 2017-ben leplezték le  mellszobrát.
- Kijevben 2009-ben avatták fel Petőfi mellszobrát, Kutas László alkotását.
- Kínában két szobrot állítottak tiszteletére, egyet 2003-ban Pekingben, egy másikat 2007-ben Sanghajban.[124]
- Szófiában, az Iván Sisman utcában egy iskola falát díszíti a Szabadság, szerelem! című verse magyar és bolgár nyelven.[125]
- Tarnów, Lengyelország[126]
- Komárom, Szlovákia (2017)[127]
- Vecseklő, Szlovákia (2006, Mag Gyula)[128]
- Szabadszálláson két Petőfi szobor áll: a helyi könyvtár mellett álló mellszobor, és az egykori családi ház helyén álló mellszobor.
- Szalkszentmártonban szobra az általános iskolával szemben áll.

### Egyéb művészeti alkotások róla
- Alakja feltűnik az 1897-ben lengyel, magyar és német művészek által festett, 15 x 120 méteres Erdélyi körkép című művön, mely a honvédsereg nagyszebeni győzelmét ábrázolja.
- 2001-ben a Magyar Nemzeti Bank emlékpénzérme-sorozatot jelentetett meg, ifj. Szlávics László tervei alapján, A magyar ifjúsági irodalom alakjai címmel. A 200 forintos címlettel készült emlékérmék egyikén Petőfi Sándor: János vitéz című művének illusztrációja látható.[129]
- A Petőfi Szülőház és Emlékmúzeum többször hirdetett országos képzőművészeti pályázatot Petőfi alakja és művészete témában.
- ifj. Szlávics László: Petőfi Sándor, bronz dombormű (1981)[130]

### Nevét viseli
- 2023-ban számszerűleg 2788 közterület (utca, út, tér stb.) viselte Petőfi nevét.[109] (pl. utca Budapesten, park Makón stb.)
- Petőfibánya község
- Petőfiszállás község
- Petőfi híd, Budapest
- Petőfi híd, Győr
- Petőfi-sziget, Baja
- M2 Petőfi TV
- Petőfi Rádió
- Petőfi Zenei Díj
- Petőfi Kör (1955–56)
- Petőfi Népe napilap
- Petőfi Könyvtár könyvsorozat
- Petőfi-fa (Nagyar)
- 4483 Petőfi kisbolygó
- Ferussina petofiana (kihalt krétakori édesvízi csiga)[131]
- Micherdzinskiiobovella petofii (atkafaj)[132]
- Geocoris petofii (bodobácsfaj)[133]

### Irodalmi művek Petőfi emlékére
- Jókai Mór: Politikai divatok (1862)
- Váradi Antal: Regényes rajzok Petőfi életéből, Budapest, 1908, (127 o.)
- Farkas Emőd: Petőfi élete – Regényes korrajz, Budapest, 1909, (244 o.)
- Juhász Gyula: Petőfi elmegy (színmű), 1922
- Herczeg Ferenc: A Költő és a Halál (színmű), 1923
- Szabó Lőrinc: A szökevény (színmű), 1923
- Balassa Imre: Nagy idők (Regény Petőfi Sándorról), Budapest, 1926
- Kozma Andor: Petőfi Sándor – Költői regény, Pantheon, 1927
- Harsányi Zsolt: Az üstökös, 1942
- Illyés Gyula: Két férfi (filmregény), 1950
- Füsi József: Az aszódi diák, 1953
- Illyés Gyula: Tűz vagyok (életrajzi esszé), 1964
- Hunyady József: A viharmadár – Mozaikok Petőfi Sándor életéből, Kossuth, 1972
- Novotny Gergely: Az országutak iskolája (színmű, 1973)
- Sarkadi Imre: Száz éve Segesvárnál – Egy diáktüzér naplója (történelmi regény), Magvető, 1980
- Fedina Lídia: Tőről vágott magyar ember – Petőfi Sándor élete (regény), Erdélyi Szalon, 2021
- Margócsy István (szerk.): Petőfi Sándor emlékezete, Osiris, Budapest, 2022
- Berényi Anna: Petőfi – Petőfi Sándor regényes életrajza, Scolar, 2022

### Filmek a költőről
- Szeptember végén (1943)
- Föltámadott a tenger (1953)
- Kihunyt egy csillag (dokumentumfilm, 1960, rendezte: Lakatos Vince)
- Illyés Gyula: Tűz vagyok (dokumentumfilm, Petőfi élete, 1964)[forrás?]
- Petőfi (6 részes tv-sorozat, 1976)
- A fiatal Petőfi Sándor: Cipruslombok (diákfilm, 2015)
- Most vagy soha! (2024)

### Bankjegyeken és pénzérméken
- 50 pengős bankjegy (1932) előoldalán (a pengő 1946. július 31-ig volt törvényes fizetőeszköz)
- 10 forintos bankjegy (1947) előoldalán (1993-ig volt fizetőeszköz)
- 5 forintos (1948) ezüst fémpénz, a forradalom centenáriumára
- 200 forintos emlékpénz (2023), a költő születésének 200. évfordulójára

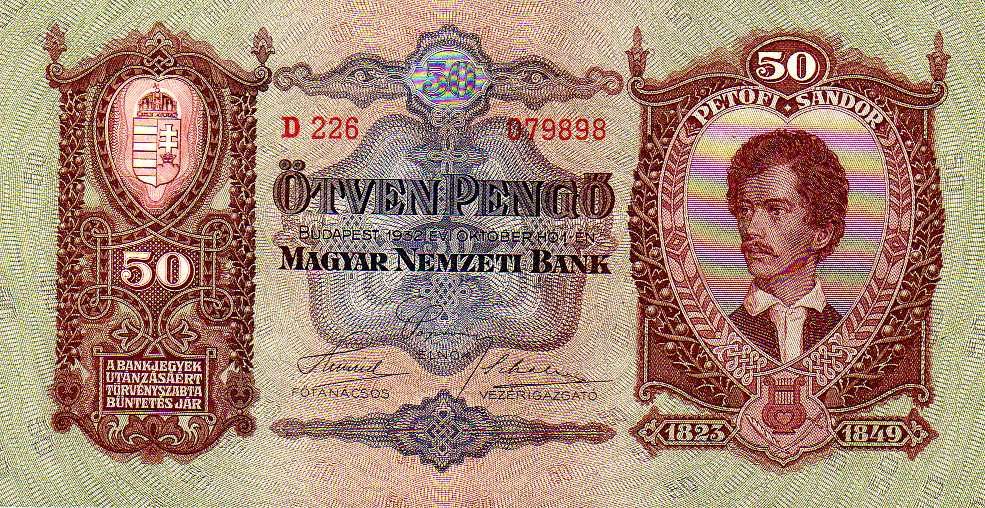
50 pengős bankjegy (1932), előoldalán Petőfi Sándor
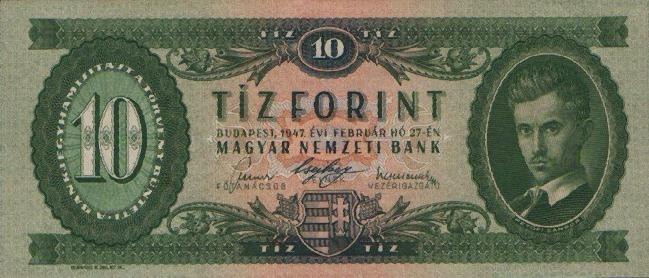
10 forintos bankjegy (1947), előoldalán Petőfi Sándor, a forradalmár költő

### Filatélia
A Magyar Posta több bélyegkiadással is tisztelgett a költő emléke előtt. A kibocsátott bélyegek évjáratai: 1919, 1923, 1947, 1948, 1949, 1950, 1952, 1971, 1972, 1998. Az első, ’19-es Petőfi-bélyeg a Tanácsköztársaság „Arcképek” sorozatában jelent meg, 45 filléres névértéken (a sorozat többi darabján Marx, Engels, Dózsa György és Martinovics Ignác arcképe látható). Születésének 100. évfordulóján, 1923-ban a Magyar Királyi Posta öt darabból álló bélyegsort bocsátott ki. A sorozat darabjai: a 10 koronás bélyegen Petőfi szobra Budapesten; a 15 koronáson János vitéz küzdelme a sárkánykígyóval; a 25 koronáson portréképe; a 40 koronáson Petőfi halála; az 50 koronáson Petőfi szaval.
A Magyar Posta 1947-ben, a „Szabadsághőseink” sorozatban egyforintos bélyeget, 1948-ban a „Költők írók” sorozatban 10 filléres légiposta-bélyeget, majd 1949-ben három darabból álló, Petőfi-portréval ellátott különböző színű bélyegsort bocsátott ki 40–60 filléres és egyforintos névértéken. 1952-ben jelent meg a hat darabból álló „1848-as szabadságharcosok”-sorozat, melynek 30 filléres postabélyege ugyancsak Petőfi előtt tiszteleg.

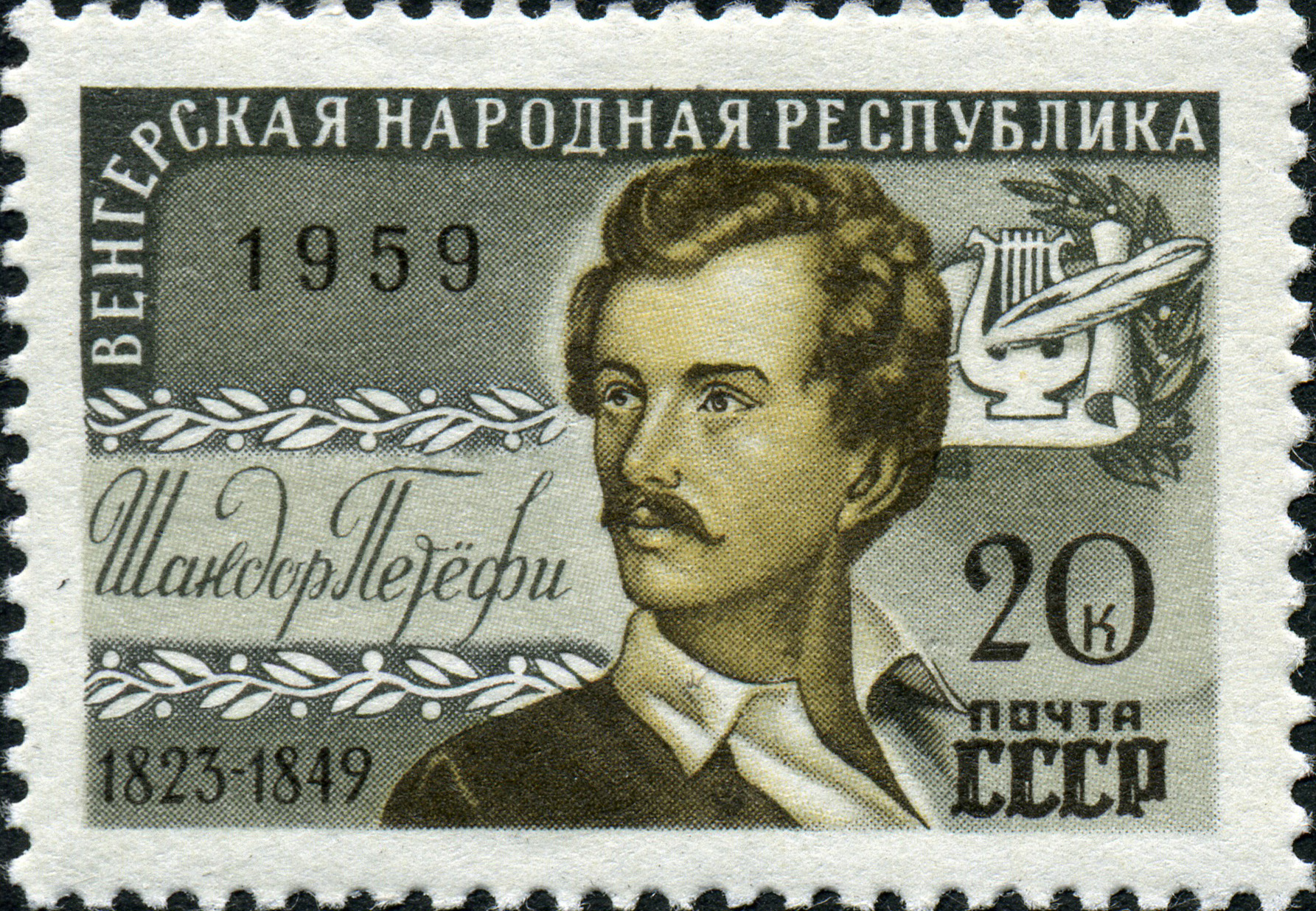
Petőfi egy 20 kopejkás szovjet bélyegen: Почтовая марка – Шандор Петёфи (1959)

A Szovjet Posta 1959-ben, Petőfi halálának 110. évfordulóján 20 kopejkás postabélyeget adott ki a költő portréjával. A Magyar Posta 1972-ben, Petőfi születésének 150. évfordulóján három darabból álló sorozat bocsátott ki: az egyforintos bélyegen Petőfi a Pilvaxban, a kétforintoson a költő portréja, a háromforintoson Petőfi a csatában látható. 1998-ban, a szabadságharc 150. évfordulója tiszteletére három darabból álló sorozat jelent meg, melyek egységesen 23 forintos névértéken kerültek kiadásra Petőfi, Táncsics és Kossuth arcképével.

## Művei

### Gyűjteményes kiadások
A teljesség igénye nélkül:
- Petőfi Sándor összes költeményei; Pest, 1847
- Petőfi Sándor vegyes művei I–III.; Gyulai Pál, Pest, 1863
- Petőfi Sándor összes költeményei; Athenaeum, Bp., 1878 (hazai művészek rajzaival díszített kiadás, gazdag szövegközi képanyaggal, iniciálékkal)
- Petőfi Sándor összes művei I–VI.; Athenaeum, Bp., 1892–96, szerk. Havas A. (az első krit. kiadás)
- Petőfi Sándor összes költeményei I–II.; Franklin, Bp., 1921, bev. és jegyz.: Voinovich G.
- Petőfi Sándor Összes művei I–VII.; MTA krit. kiadás, Bp., 1951–64; szerk. Kemény F.
- Petőfi Sándor Összes művei I–III.; Szépirodalmi, Bp., 1955 (Magyar klasszikusok)
- Petőfi Sándor összes költeményei I–II.; Szépirodalmi, Bp., 1959 (Aranykönyvtár), szerk. Jászberényi J.
- Petőfi Sándor összes költeményei; Szépirodalmi, Bp., 1972; megjelent a költő születésének 150. évfordulójára, Borsos M. rajzaival
- Petőfi Sándor Összes művei I–V.; MTA krit. kiadás, Bp., 1973–2008, szerk.: Kiss J., Kerényi F.
- Petőfi Sándor összes versei; Osiris, 2005, 2019, 2022

### Fordítások
Petőfi „Reszket a bokor…” kezdetű költeménye már 1890-re 32 nyelven volt olvasható fordításban.

### Megzenésített, megfilmesített művei
- Petőfi-versekre dalokat írt többek között: Arany János, Egressy Béni, Mosonyi Mihály, Liszt, Farkas Ferenc, Szervánszky Endre, Kósa György, Sugár Rezső, Kadosa Pál
- Kodály több 1848–49-es versére kórusművet írt
- Nietzsche (1844–1900) fiatalon, Pforta-beli tanulmányai alatt (1858–64) több Petőfi-verset is megzenésített[* 20]
- Szabó Ferenc: Föltámadott a tenger
- Jankovics Marcell: János vitéz (rajzfilm)
- Kozmosz zenekar: a Világszakadtság c. számuk részben öt Petőfi-verset dolgoz fel

## Származása
| Petőfi Sándor, szül. Petrovics Sándor (Kiskőrös, 1822. dec. 31. vagy 1823. jan. 1.– Segesvár, 1849. júl. 31.) költő, ev. | Apja: Petrovics István (Kartal, 1791. aug. 15.– Pest, 1849. márc. 21.) mészárosmester | Apai nagyapja: Petrovics (Petrech) Tamás (Vagyóc, 1736. okt. 3.– Domony, 1817. ápr. 2.) mészárosmester | Apai nagyapai dédapja: Petrovics (Petrech) György (1685– Vagyóc, 1752. feb. 25.)             |
| Petőfi Sándor, szül. Petrovics Sándor (Kiskőrös, 1822. dec. 31. vagy 1823. jan. 1.– Segesvár, 1849. júl. 31.) költő, ev. | Apja: Petrovics István (Kartal, 1791. aug. 15.– Pest, 1849. márc. 21.) mészárosmester | Apai nagyapja: Petrovics (Petrech) Tamás (Vagyóc, 1736. okt. 3.– Domony, 1817. ápr. 2.) mészárosmester | Apai nagyapai dédanyja: N. Anna                                                              |
| Petőfi Sándor, szül. Petrovics Sándor (Kiskőrös, 1822. dec. 31. vagy 1823. jan. 1.– Segesvár, 1849. júl. 31.) költő, ev. | Apja: Petrovics István (Kartal, 1791. aug. 15.– Pest, 1849. márc. 21.) mészárosmester | Apai nagyanyja: Kamhall Zsuzsanna nevelőapja után: Salkovics (Monor, 1751. okt. 14.– 1803. febr. 25.)  | Apai nagyanyai dédapja: Kamhall János (? – 1752 körül)                                       |
| Petőfi Sándor, szül. Petrovics Sándor (Kiskőrös, 1822. dec. 31. vagy 1823. jan. 1.– Segesvár, 1849. júl. 31.) költő, ev. | Apja: Petrovics István (Kartal, 1791. aug. 15.– Pest, 1849. márc. 21.) mészárosmester | Apai nagyanyja: Kamhall Zsuzsanna nevelőapja után: Salkovics (Monor, 1751. okt. 14.– 1803. febr. 25.)  | Apai nagyanyai dédanyja: Pastoralis Zsuzsanna (Zólyom, 1730. nov. 7.– Aszód, 1784. jún. 23.) |
| Petőfi Sándor, szül. Petrovics Sándor (Kiskőrös, 1822. dec. 31. vagy 1823. jan. 1.– Segesvár, 1849. júl. 31.) költő, ev. | Anyja: Hrúz Mária (Necpál, 1791. aug. 26.– Pest, 1849. máj. 17.) mosónő, cseléd, ev.  | Anyai nagyapja: Hrúz János (1762. ápr. 6.– 1827. szept. 14.)                                           | Anyai nagyapai dédapja: Hrúz György                                                          |
| Petőfi Sándor, szül. Petrovics Sándor (Kiskőrös, 1822. dec. 31. vagy 1823. jan. 1.– Segesvár, 1849. júl. 31.) költő, ev. | Anyja: Hrúz Mária (Necpál, 1791. aug. 26.– Pest, 1849. máj. 17.) mosónő, cseléd, ev.  | Anyai nagyapja: Hrúz János (1762. ápr. 6.– 1827. szept. 14.)                                           | Anyai nagyapai dédanyja: Gasparek Anna                                                       |
| Petőfi Sándor, szül. Petrovics Sándor (Kiskőrös, 1822. dec. 31. vagy 1823. jan. 1.– Segesvár, 1849. júl. 31.) költő, ev. | Anyja: Hrúz Mária (Necpál, 1791. aug. 26.– Pest, 1849. máj. 17.) mosónő, cseléd, ev.  | Anyai nagyanyja: Jerabek Zsuzsanna (1767. nov. 1.– 1810. körül)                                        | Anyai nagyanyai dédapja: Jerabek Dávid                                                       |
| Petőfi Sándor, szül. Petrovics Sándor (Kiskőrös, 1822. dec. 31. vagy 1823. jan. 1.– Segesvár, 1849. júl. 31.) költő, ev. | Anyja: Hrúz Mária (Necpál, 1791. aug. 26.– Pest, 1849. máj. 17.) mosónő, cseléd, ev.  | Anyai nagyanyja: Jerabek Zsuzsanna (1767. nov. 1.– 1810. körül)                                        | Anyai nagyanyai dédanyja: Buckay Katalin                                                     |

### A Petőfi–Horvát–Gyulai családok kapcsolata
| Petrovics István (1791–1849) | Petrovics István (1791–1849) | Petrovics István (1791–1849) | Petrovics István (1791–1849) | Petrovics István (1791–1849) | Petrovics István (1791–1849) |  |  | Hrúz Mária (1791–1849)    | Hrúz Mária (1791–1849)    | Hrúz Mária (1791–1849)    | Hrúz Mária (1791–1849)    | Hrúz Mária (1791–1849)    | Hrúz Mária (1791–1849)    |                           |                           |                            |                            |                            |                            | Horvát István (1784–1846)  | Horvát István (1784–1846)  | Horvát István (1784–1846) | Horvát István (1784–1846) | Horvát István (1784–1846)    | Horvát István (1784–1846)    |                              |                              | Szepessy Karolina             | Szepessy Karolina             | Szepessy Karolina             | Szepessy Karolina             | Szepessy Karolina             | Szepessy Karolina             |                           |                           | Szendrey Ignác (1800–1895) | Szendrey Ignác (1800–1895) | Szendrey Ignác (1800–1895) | Szendrey Ignác (1800–1895) | Szendrey Ignác (1800–1895) | Szendrey Ignác (1800–1895) |                           |                           | Gálovics Anna (1805–1849)  | Gálovics Anna (1805–1849)  | Gálovics Anna (1805–1849)  | Gálovics Anna (1805–1849)  | Gálovics Anna (1805–1849)  | Gálovics Anna (1805–1849)  |                           |                           |                           |                           |                        |                        |                        |                        |  |  |  |  |  |  |  |  |  |  |  |  |  |  |  |  |  |  |  |  |  |  |  |  |  |  |  |  |
| Petrovics István (1791–1849) | Petrovics István (1791–1849) | Petrovics István (1791–1849) | Petrovics István (1791–1849) | Petrovics István (1791–1849) | Petrovics István (1791–1849) |  |  | Hrúz Mária (1791–1849)    | Hrúz Mária (1791–1849)    | Hrúz Mária (1791–1849)    | Hrúz Mária (1791–1849)    | Hrúz Mária (1791–1849)    | Hrúz Mária (1791–1849)    |                           |                           |                            |                            |                            |                            | Horvát István (1784–1846)  | Horvát István (1784–1846)  | Horvát István (1784–1846) | Horvát István (1784–1846) | Horvát István (1784–1846)    | Horvát István (1784–1846)    |                              |                              | Szepessy Karolina             | Szepessy Karolina             | Szepessy Karolina             | Szepessy Karolina             | Szepessy Karolina             | Szepessy Karolina             |                           |                           | Szendrey Ignác (1800–1895) | Szendrey Ignác (1800–1895) | Szendrey Ignác (1800–1895) | Szendrey Ignác (1800–1895) | Szendrey Ignác (1800–1895) | Szendrey Ignác (1800–1895) |                           |                           | Gálovics Anna (1805–1849)  | Gálovics Anna (1805–1849)  | Gálovics Anna (1805–1849)  | Gálovics Anna (1805–1849)  | Gálovics Anna (1805–1849)  | Gálovics Anna (1805–1849)  |                           |                           |                           |                           |                        |                        |                        |                        |  |  |  |  |  |  |  |  |  |  |  |  |  |  |  |  |  |  |  |  |  |  |  |  |  |  |  |  |
|                              |                              |                              |                              |                              |                              |  |  |                           |                           |                           |                           |                           |                           |                           |                           |                            |                            |                            |                            |                            |                            |                           |                           |                              |                              |                              |                              |                               |                               |                               |                               |                               |                               |                           |                           |                            |                            |                            |                            |                            |                            |                           |                           |                            |                            |                            |                            |                            |                            |                           |                           |                           |                           |                        |                        |                        |                        |  |  |  |  |  |  |  |  |  |  |  |  |  |  |  |  |  |  |  |  |  |  |  |  |  |  |  |  |
|                              |                              |                              |                              |                              |                              |  |  |                           |                           |                           |                           |                           |                           |                           |                           |                            |                            |                            |                            |                            |                            |                           |                           |                              |                              |                              |                              |                               |                               |                               |                               |                               |                               |                           |                           |                            |                            |                            |                            |                            |                            |                           |                           |                            |                            |                            |                            |                            |                            |                           |                           |                           |                           |                        |                        |                        |                        |  |  |  |  |  |  |  |  |  |  |  |  |  |  |  |  |  |  |  |  |  |  |  |  |  |  |  |  |
|                              |                              |                              |                              |                              |                              |  |  |                           |                           |                           |                           |                           |                           |                           |                           |                            |                            |                            |                            |                            |                            |                           |                           |                              |                              |                              |                              |                               |                               |                               |                               |                               |                               |                           |                           |                            |                            |                            |                            |                            |                            |                           |                           |                            |                            |                            |                            |                            |                            |                           |                           |                           |                           |                        |                        |                        |                        |  |  |  |  |  |  |  |  |  |  |  |  |  |  |  |  |  |  |  |  |  |  |  |  |  |  |  |  |
| Petőfi István (1825–1880)    | Petőfi István (1825–1880)    | Petőfi István (1825–1880)    | Petőfi István (1825–1880)    | Petőfi István (1825–1880)    | Petőfi István (1825–1880)    |  |  | Petőfi Sándor (1823–1849) | Petőfi Sándor (1823–1849) | Petőfi Sándor (1823–1849) | Petőfi Sándor (1823–1849) | Petőfi Sándor (1823–1849) | Petőfi Sándor (1823–1849) |                           |                           | Szendrey Júlia (1828–1868) | Szendrey Júlia (1828–1868) | Szendrey Júlia (1828–1868) | Szendrey Júlia (1828–1868) | Szendrey Júlia (1828–1868) | Szendrey Júlia (1828–1868) |                           |                           | id. Horvát Árpád (1820–1894) | id. Horvát Árpád (1820–1894) | id. Horvát Árpád (1820–1894) | id. Horvát Árpád (1820–1894) | id. Horvát Árpád (1820–1894)  | id. Horvát Árpád (1820–1894)  |                               |                               | Szendrey Gyula (?–1850)       | Szendrey Gyula (?–1850)       | Szendrey Gyula (?–1850)   | Szendrey Gyula (?–1850)   | Szendrey Gyula (?–1850)    | Szendrey Gyula (?–1850)    |                            |                            |                            |                            |                           |                           | Szendrey Mária (1838–1866) | Szendrey Mária (1838–1866) | Szendrey Mária (1838–1866) | Szendrey Mária (1838–1866) | Szendrey Mária (1838–1866) | Szendrey Mária (1838–1866) |                           |                           | Gyulai Pál (1826–1909)    | Gyulai Pál (1826–1909)    | Gyulai Pál (1826–1909) | Gyulai Pál (1826–1909) | Gyulai Pál (1826–1909) | Gyulai Pál (1826–1909) |  |  |  |  |  |  |  |  |  |  |  |  |  |  |  |  |  |  |  |  |  |  |  |  |  |  |  |  |
| Petőfi István (1825–1880)    | Petőfi István (1825–1880)    | Petőfi István (1825–1880)    | Petőfi István (1825–1880)    | Petőfi István (1825–1880)    | Petőfi István (1825–1880)    |  |  | Petőfi Sándor (1823–1849) | Petőfi Sándor (1823–1849) | Petőfi Sándor (1823–1849) | Petőfi Sándor (1823–1849) | Petőfi Sándor (1823–1849) | Petőfi Sándor (1823–1849) |                           |                           | Szendrey Júlia (1828–1868) | Szendrey Júlia (1828–1868) | Szendrey Júlia (1828–1868) | Szendrey Júlia (1828–1868) | Szendrey Júlia (1828–1868) | Szendrey Júlia (1828–1868) |                           |                           | id. Horvát Árpád (1820–1894) | id. Horvát Árpád (1820–1894) | id. Horvát Árpád (1820–1894) | id. Horvát Árpád (1820–1894) | id. Horvát Árpád (1820–1894)  | id. Horvát Árpád (1820–1894)  |                               |                               | Szendrey Gyula (?–1850)       | Szendrey Gyula (?–1850)       | Szendrey Gyula (?–1850)   | Szendrey Gyula (?–1850)   | Szendrey Gyula (?–1850)    | Szendrey Gyula (?–1850)    |                            |                            |                            |                            |                           |                           | Szendrey Mária (1838–1866) | Szendrey Mária (1838–1866) | Szendrey Mária (1838–1866) | Szendrey Mária (1838–1866) | Szendrey Mária (1838–1866) | Szendrey Mária (1838–1866) |                           |                           | Gyulai Pál (1826–1909)    | Gyulai Pál (1826–1909)    | Gyulai Pál (1826–1909) | Gyulai Pál (1826–1909) | Gyulai Pál (1826–1909) | Gyulai Pál (1826–1909) |  |  |  |  |  |  |  |  |  |  |  |  |  |  |  |  |  |  |  |  |  |  |  |  |  |  |  |  |
|                              |                              |                              |                              |                              |                              |  |  |                           |                           |                           |                           |                           |                           |                           |                           |                            |                            |                            |                            |                            |                            |                           |                           |                              |                              |                              |                              |                               |                               |                               |                               |                               |                               |                           |                           |                            |                            |                            |                            |                            |                            |                           |                           |                            |                            |                            |                            |                            |                            |                           |                           |                           |                           |                        |                        |                        |                        |  |  |  |  |  |  |  |  |  |  |  |  |  |  |  |  |  |  |  |  |  |  |  |  |  |  |  |  |
|                              |                              |                              |                              |                              |                              |  |  |                           |                           |                           |                           |                           |                           |                           |                           |                            |                            |                            |                            |                            |                            |                           |                           |                              |                              |                              |                              |                               |                               |                               |                               |                               |                               |                           |                           |                            |                            |                            |                            |                            |                            |                           |                           |                            |                            |                            |                            |                            |                            |                           |                           |                           |                           |                        |                        |                        |                        |  |  |  |  |  |  |  |  |  |  |  |  |  |  |  |  |  |  |  |  |  |  |  |  |  |  |  |  |
|                              |                              |                              |                              |                              |                              |  |  |                           |                           |                           |                           | Petőfi Zoltán (1848–1870) | Petőfi Zoltán (1848–1870) | Petőfi Zoltán (1848–1870) | Petőfi Zoltán (1848–1870) | Petőfi Zoltán (1848–1870)  | Petőfi Zoltán (1848–1870)  |                            |                            | Horvát Attila (1851–1873)  | Horvát Attila (1851–1873)  | Horvát Attila (1851–1873) | Horvát Attila (1851–1873) | Horvát Attila (1851–1873)    | Horvát Attila (1851–1873)    |                              |                              | ifj. Horvát Árpád (1855–1887) | ifj. Horvát Árpád (1855–1887) | ifj. Horvát Árpád (1855–1887) | ifj. Horvát Árpád (1855–1887) | ifj. Horvát Árpád (1855–1887) | ifj. Horvát Árpád (1855–1887) |                           |                           | Horvát Viola (1857)        | Horvát Viola (1857)        | Horvát Viola (1857)        | Horvát Viola (1857)        | Horvát Viola (1857)        | Horvát Viola (1857)        |                           |                           | Horvát Ilona (1859–1945)   | Horvát Ilona (1859–1945)   | Horvát Ilona (1859–1945)   | Horvát Ilona (1859–1945)   | Horvát Ilona (1859–1945)   | Horvát Ilona (1859–1945)   |                           |                           |                           |                           |                        |                        |                        |                        |  |  |  |  |  |  |  |  |  |  |  |  |  |  |  |  |  |  |  |  |  |  |  |  |  |  |  |  |
|                              |                              |                              |                              |                              |                              |  |  |                           |                           |                           |                           | Petőfi Zoltán (1848–1870) | Petőfi Zoltán (1848–1870) | Petőfi Zoltán (1848–1870) | Petőfi Zoltán (1848–1870) | Petőfi Zoltán (1848–1870)  | Petőfi Zoltán (1848–1870)  |                            |                            | Horvát Attila (1851–1873)  | Horvát Attila (1851–1873)  | Horvát Attila (1851–1873) | Horvát Attila (1851–1873) | Horvát Attila (1851–1873)    | Horvát Attila (1851–1873)    |                              |                              | ifj. Horvát Árpád (1855–1887) | ifj. Horvát Árpád (1855–1887) | ifj. Horvát Árpád (1855–1887) | ifj. Horvát Árpád (1855–1887) | ifj. Horvát Árpád (1855–1887) | ifj. Horvát Árpád (1855–1887) |                           |                           | Horvát Viola (1857)        | Horvát Viola (1857)        | Horvát Viola (1857)        | Horvát Viola (1857)        | Horvát Viola (1857)        | Horvát Viola (1857)        |                           |                           | Horvát Ilona (1859–1945)   | Horvát Ilona (1859–1945)   | Horvát Ilona (1859–1945)   | Horvát Ilona (1859–1945)   | Horvát Ilona (1859–1945)   | Horvát Ilona (1859–1945)   |                           |                           |                           |                           |                        |                        |                        |                        |  |  |  |  |  |  |  |  |  |  |  |  |  |  |  |  |  |  |  |  |  |  |  |  |  |  |  |  |
|                              |                              |                              |                              |                              |                              |  |  |                           |                           |                           |                           |                           |                           |                           |                           |                            |                            |                            |                            |                            |                            |                           |                           |                              |                              |                              |                              |                               |                               |                               |                               |                               |                               |                           |                           |                            |                            |                            |                            |                            |                            |                           |                           |                            |                            |                            |                            |                            |                            |                           |                           |                           |                           |                        |                        |                        |                        |  |  |  |  |  |  |  |  |  |  |  |  |  |  |  |  |  |  |  |  |  |  |  |  |  |  |  |  |
|                              |                              |                              |                              |                              |                              |  |  |                           |                           |                           |                           |                           |                           |                           |                           |                            |                            |                            |                            |                            |                            |                           |                           |                              |                              |                              |                              |                               |                               |                               |                               | Gyulai Aranka (1859–1915)     | Gyulai Aranka (1859–1915)     | Gyulai Aranka (1859–1915) | Gyulai Aranka (1859–1915) | Gyulai Aranka (1859–1915)  | Gyulai Aranka (1859–1915)  |                            |                            | Gyulai Kálmán (1861–1897)  | Gyulai Kálmán (1861–1897)  | Gyulai Kálmán (1861–1897) | Gyulai Kálmán (1861–1897) | Gyulai Kálmán (1861–1897)  | Gyulai Kálmán (1861–1897)  |                            |                            | Gyulai Margit (1862–1885)  | Gyulai Margit (1862–1885)  | Gyulai Margit (1862–1885) | Gyulai Margit (1862–1885) | Gyulai Margit (1862–1885) | Gyulai Margit (1862–1885) |                        |                        |                        |                        |  |  |  |  |  |  |  |  |  |  |  |  |  |  |  |  |  |  |  |  |  |  |  |  |  |  |  |  |